# Politique en Ille-et-Vilaine

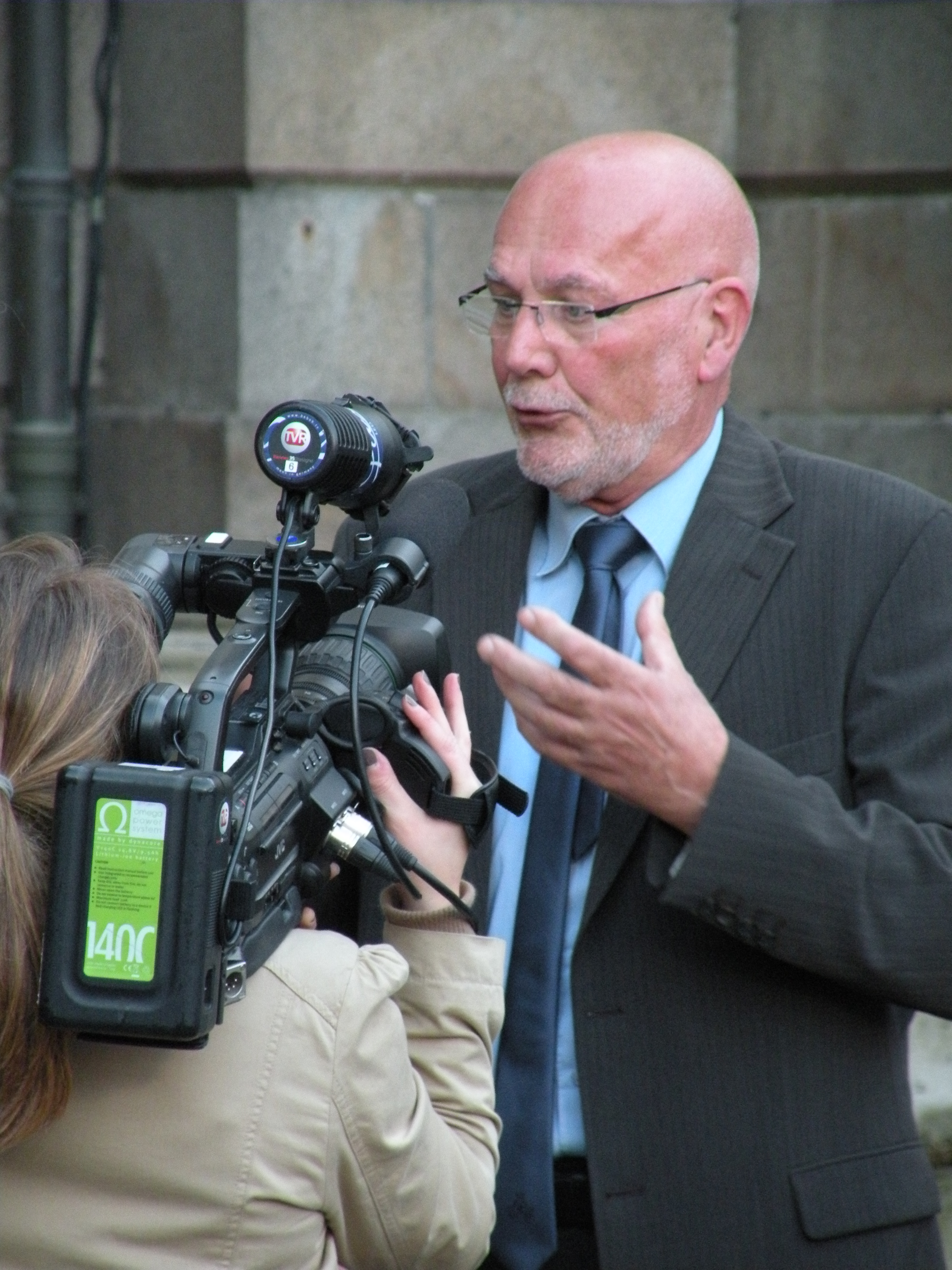
Jean-Louis Tourenne, président du conseil général de 2004 à 2015.

Longtemps terre démocrate-chrétienne, le département d'Ille-et-Vilaine a progressivement basculé vers la gauche au cours de ces quarante dernières années. Les élections municipales de mars 1977 en sont l'une des principales illustrations tout comme celle de l'élection du premier président socialiste du conseil général en 2004.
Lors des scrutins présidentiel et législatifs de 2017, l'Ille-et-Vilaine fait partie des départements où Emmanuel Macron et le mouvement « En Marche ! » ont obtenu leurs meilleurs résultats. Le président Macron remporte ainsi 30,26 % des suffrages au premier tour de la présidentielle, et 77,67 % au second, et la majorité présidentielle décroche six sièges de députés sur huit.

## Histoire politique et rapports de force
À l'instar des autres départements bretons, l'Ille-et-Vilaine a longtemps été une terre acquise à la droite. Conservateur sous les IIIe et IVe République, le département est largement dominé par le courant démocrate-chrétien, et par le mouvement gaulliste dans une moindre mesure, jusqu’à la fin des années 1970.
D'importantes figures, comme Henri Fréville, Michel Cointat ou Yvon Bourges, illustrent cette domination, tout comme la représentation parlementaire entre 1958 et 1981, les six sièges de députés et les trois sièges (quatre à partir de 1980) de sénateurs étant remportés par des élus de droite. Il en est de même pour l'assemblée départementale : de 1951 à 1973, la gauche en est même absente.
L'Ille-et-Vilaine glisse progressivement vers le socialisme au cours des trois décennies suivantes.

### Entre-deux-guerres
En 1919, les scrutins municipal, cantonal et législatif sont marqués par l'entrée des socialistes dans le paysage politique départemental. Si aux élections municipales, aucun d'entre eux ne parvient à prendre la tête d'une mairie, Eugène Quessot est élu à Rennes-Sud-Est lors des cantonales tandis qu'aux législatives, Albert Aubry, à la tête de la liste de la Fédération socialiste, décroche un siège. Le camp conservateur demeure malgré cela puissant, se disputant avec les républicains et les radicaux, le partage des élus.
Lors des législatives suivantes, en 1924, la droite conservatrice et sa liste d'Union républicaine et de concorde nationale arrive largement en tête et rafle les huit sièges en jeu.
Les élections municipales de 1925 voient la domination de la droite conservatrice et libérale dans les communes les plus importantes du département, à l'exception majeure de Rennes, remportée par Carle Bahon pour la SFIO. Les radicaux-socialistes conservent quant à eux Redon et Saint-Malo avec les réélections de Jules Cahour et Alphonse Gasnier-Duparc.
Lors des municipales de 1935, on assiste à une domination des radicaux dans les grandes villes du département, même si les radicaux-socialistes perdent Redon au profit de la droite, qui conserve Pleurtuit et Vitré.
Aux législatives de 1936, la droite domine largement et les candidats du Front populaire (SFIO, PC-SFIC et PRRRS) sont pour la plupart éliminés dès le premier tour : seul le socialiste Albert Aubry dans la première circonscription de Rennes parvient à se qualifier, obtenant 46,06 % lors du scrutin de ballotage.

### Libération et après-guerre
À la Libération, si dans près de la moitié des communes, les maires nommés par le régime de Vichy sont maintenus, on assiste à des révocations ou à des recompositions au sein des conseils municipaux.
En 1945, le paysage politique se transforme. Sept sièges sont en jeu dans le département lors des élections constituantes et le scrutin proportionnel voit la victoire de la liste du Mouvement républicain populaire (MRP) de tendance démocrate-chrétienne devant celle de la SFIO, socialiste, puis viennent les listes de la Fédération républicaine (FR), classée à droite, et de l'Union républicaine et résistante, proche des communistes. Albert Aubry, premier député socialiste d'Ille-et-Vilaine – de 1919 à 1924 –, retrouve à cette occasion les bancs de la chambre basse.
À l'issue des élections cantonales, on remarque une domination des partis de droite et de centre droit : 13 MRP, 12 URD et 7 républicains indépendants sont ainsi élus. La gauche et le centre gauche obtiennent quant à eux 11 sièges avec neuf représentants pour les radicaux-socialistes (Abel Bourgeois à Combourg, Georges Le Cornec à Guichen, Émile Bodard à La Guerche, Armand Chabot à Hédé, Amand Brionne à Saint-Aubin-d'Aubigné, Pierre Morel à Saint-Aubin-du-Cormier, Jules Besnard à Pleine-Fougères, Jean-Marie Douëssin au Sel et Alphonse Pellé à Tinténiac) et deux pour la SFIO (Jean-Marie Trocherie à Antrain et Eugène Quessot à Rennes-Sud-Est). Jules Besnard vient renforcer les rangs socialistes quelques mois plus tard.
Marcel Ménager, conseiller général MRP de Fougères-Nord et adjoint au maire de Fougères, en devient le premier président d’après-guerre.
Lors des municipales, Yves Milon à Rennes – à la tête d'une liste antifasciste de large rassemblement – et Henri Rebuffé à Fougères conservent leurs fonctions tandis que Paul Delacour à Saint-Servan, qui avait remplacé le maire pétainiste début 1944, se retrouve dans le fauteuil de maire. Pas de changement non plus à Vitré, Redon, Dol, Janzé ou encore Louvigné-du-Désert. À Saint-Malo, René Delannoy succède à Alphonse Gasnier-Duparc, président de la délégation spéciale et premier édile de la cité corsaire de 1912 à 1941, et à Combourg, Eugène Legendre est remplacé par Abel Bourgeois : dans ces deux communes, il n'y a pas de changement de majorité, les maires élus et leurs prédécesseurs étant radicaux-socialistes. Par contre, Cancale, Dinard et Paramé, toutes trois remportées par le MRP, basculent.
Les élections constituantes de 1946 confirme la domination du MRP, le parti obtenant une majorité des suffrages au niveau départemental et cinq sièges sur sept. Les deux députés sortants de gauche sont quant à eux réélus. Les législatives qui suivent quelques semaines plus tard confirme le rapport de forces avec 4 sièges pour le MRP et 1 siège pour les listes de la SFIO, de l'Union républicaine et résistante (URR) et du Parti républicain de la liberté (PRL), conduites respectivement par Albert Aubry, Emmanuel d'Astier de La Vigerie et Xavier Bouvier.
Les municipales de 1947 montrent une nouvelle fois une carte politique départementale dominée par les indépendants de droite et les démocrates-chrétiens. La gauche et le centre gauche sont quant à eux cantonnés à quelques communes moyennes comme Montauban et Saint-Jacques-de-la-Lande avec les socialistes Joseph Hamon et Jean Pont ou Combourg et Dol-de-Bretagne avec les radicaux-socialistes Abel Bourgeois et François Roptin.
En novembre 1948, la progression des gaullistes permet au fil des ralliements un changement de majorité au conseil général avec l’élection de Marcel Rupied (PRL-RPF) à la présidence. Ce dernier retrouve un fauteuil qu'il avait occupé avant guerre, de 1937 à 1942.
L'année suivante, les cantonales voient l'alliance des indépendants de droite, du RPF, du PRL et du CNIP dépasser les partis de la « Troisième Force » (MRP, SFIO et PRRRS). Outre ces deux blocs, on compte un conseiller général, anciennement radical-socialiste, de l'URR. Marcel Rupied est par ailleurs reconduit à la tête de l'hémicycle départemental avec une majorité renforcée.

### Années 1950
En 1951, les législatives voient cinq listes remporter les sept sièges en jeu dans le département. La liste MRP-PRL-RI conduite par Pierre-Henri Teitgen enlève 2 sièges, tout comme celle du RPF dirigée par Pierre de Bénouville, tandis que celles des indépendants et paysans (apparentés au RPF), des communistes et des socialistes, avec respectivement Guy La Chambre, Emmanuel d'Astier de La Vigerie et Albert Aubry à leur tête, remportent chacune un siège.
Lors des élections cantonales, les socialistes de la SFIO perdent le seul canton qu'ils détenaient jusqu'alors, celui d'Antrain : le républicain populaire Fernand Aupinel succède ainsi à Jean Trocherie qui n'était pas candidat à sa réélection. Il faudra attendre le scrutin de 1973 pour voir à nouveau une représentation des socialistes au sein de l'hémicycle du conseil général.

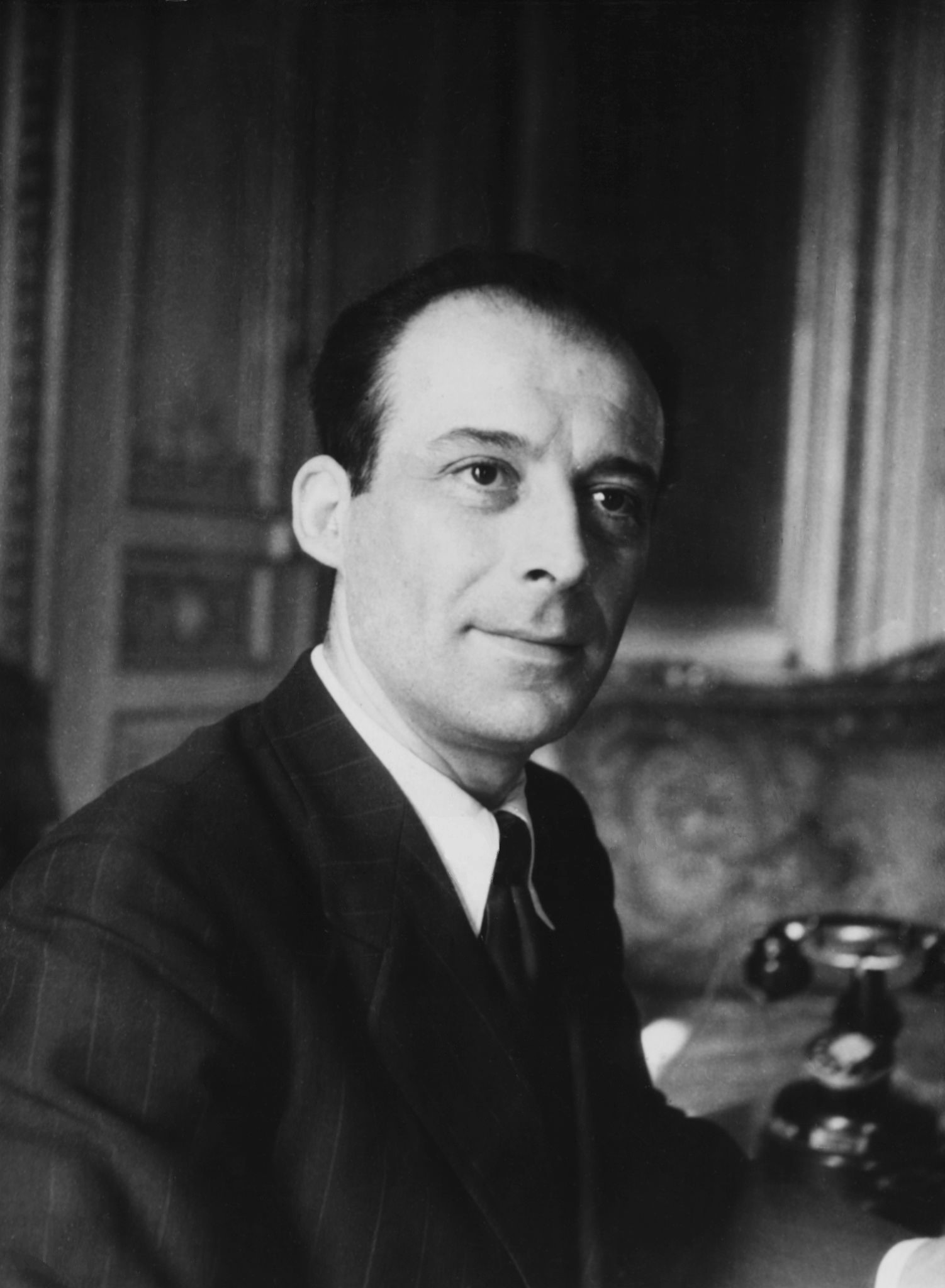
Pierre-Henri Teitgen, député d'Ille-et-Vilaine de 1945 à 1958 et ministre sous la IVe République.

L'année 1956 est marquée par des élections législatives : on assiste lors de ce scrutin à une progression des poujadistes et des dorgéristes à l'extrême-droite, à une stabilité de la gauche et à un recul de la droite et du centre droit, plus marqué pour les listes des indépendants et des républicains sociaux (RS) qui se sont apparentées. La liste MRP de Pierre-Henri Teitgen arrive en tête et gagne 2 sièges, talonnée par celle d'apparentement de droite entre le CNIP et les RS et conduite par Pierre de Bénouville, qui remporte un siège puis viennent les listes des socialistes d'Alexis Le Strat apparentée aux radicaux-socialistes d'Abel Bourgeois, celles de l'UFF de Poujade dirigée dans le département par Robert Nerzic – qui dépasse les communistes –, de l'Union progressiste et des communistes d'Emmanuel d'Astier de La Vigerie et enfin, la liste dite de réforme de l'État d'Henri Dorgères.
Les élections municipales de 1953 et 1959 sont toutes les deux marquées par une grande stabilité : la plupart des premiers édiles sortants sont réélus et le Mouvement républicain populaire (MRP) et le Centre national des indépendants et paysans (CNIP) détiennent l'immense majorité des communes de plus de 3 500 habitants. En 1953, Henri Fréville est élu maire de Rennes (avec le soutien des conseillers municipaux SFIO) et permet au MRP de prendre la ville-préfecture détenue depuis la Libération par le gaulliste Yves Milon, tandis que de nouveaux maires s'installent à Saint-Servan et Dinard. Six ans plus tard, on remarque un recul du CNIP et une progression de l'UNR, ces derniers remportant les communes de Dol et Saint-Servan et conservant Vitré où Louis Giroux succède à Marcel Rupied, qui était maire de la ville depuis 1939 et qui ne se représentait pas.
Le référendum constitutionnel de 1958 marque l'avènement de la Ve République. En Ille-et-Vilaine, 87,37 % des électeurs votent en faveur de la nouvelle constitution. En novembre, dans un nouveau mode de scrutin qui conduit à la création de six circonscriptions dans le département, les élections législatives voient le MRP remporter les circonscriptions de Rennes-Nord (1re), Vitré (3e) et Saint-Malo (6e), le CNIP Rennes-Sud (2e), l'UNR Fougères (5e) et l'Entente démocratique, celle de Redon (4e). Parmi les députés sortants élus en 1956, seul Alexis Méhaignerie parvient à être reconduit dans ses fonctions parlementaires.

### Années 1960

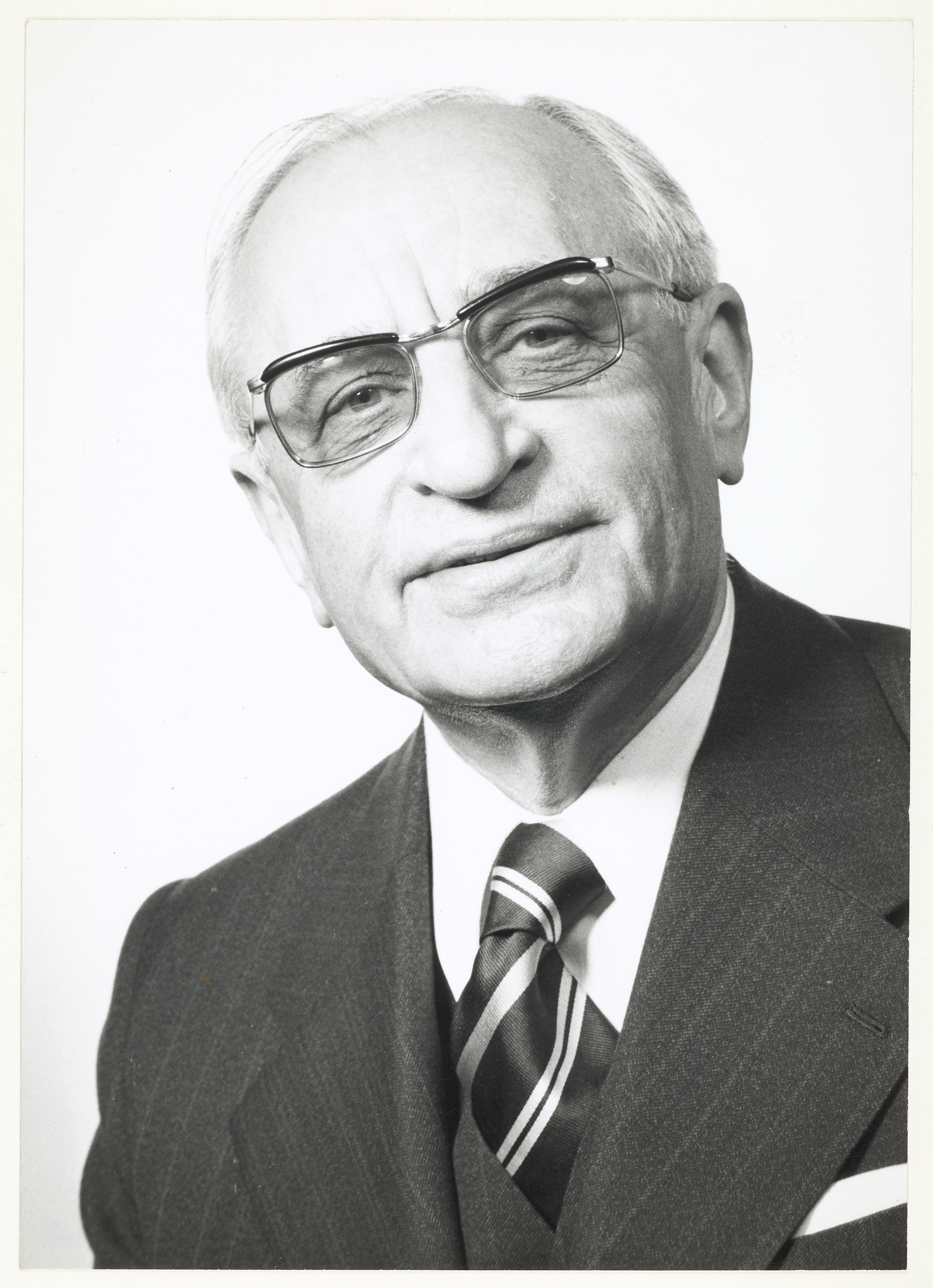
Henri Fréville, maire de Rennes de 1953 à 1977 et président du conseil général de 1966 à 1976.

Début 1961, dans le département, près de 86 % des votants répondent positivement au référendum sur l'autodétermination en Algérie, soit 11 points de plus qu'au niveau national.
La nette domination de la droite gaulliste et démocrate-chrétienne se confirme lors des différents scrutins nationaux et départementaux. En 1962, les élections législatives voient le Mouvement républicain populaire d'un côté et la majorité présidentielle – Union pour la nouvelle République (UNR) et Républicains indépendants (RI) – de l'autre, remporter chacun trois sièges et lors des sénatoriales, les trois parlementaires de droite sortants, Jean Noury, Yves Estève et Roger de Poulpiquet du Halgouët, sont assez facilement réélus.
La même année, un référendum constitutionnel portant sur l'élection au suffrage universel direct du président de la République est organisé et voit une large victoire du oui avec 77,94 %, faisant de l'Ille-et-Vilaine un des départements métropolitains les plus favorables à cette réforme.
Au conseil général, le CNIP est majoritaire et Robert de Toulouse-Lautrec succède en 1961 à Marcel Rupied à la présidence. En 1964, au scrutin cantonal suivant, le CNIP n'est plus le premier parti, supplanté par le MRP. Maurice Audrain, de centre gauche, devient alors président de l'assemblée départementale. Décédé l'année suivante, il est remplacé par le conseiller général du canton de Rennes-Nord-Est et député-maire de Rennes Henri Fréville, qui est reconduit dans ses fonctions après les cantonales de 1967 avec une majorité renforcée.
Lors des élections municipales de 1965, le MRP demeure la première force politique dans les dix-sept communes de plus de 3 500 habitants. Si les républicains populaires remportent Redon avec Joseph Ricordel, ils perdent Bain-de-Bretagne et Cancale, respectivement au profit d'un indépendant et d'un UNR. On remarque par ailleurs des changements de majorité à Saint-Malo et Saint-Servan-sur-Mer. La droite et le centre droit sont largement majoritaire, Combourg étant la seule commune dirigée par un maire de centre-gauche, membre du Parti radical-socialiste et de la FGDS.
Les législatives de 1967 marquent une progression des gaullistes : cinq sortants sur six (dont deux gaullistes) sont réélus mais dans la cinquième circonscription, celle de Fougères, le MRP Jean Le Lann perd son siège de justesse face au candidat UD-Ve Michel Cointat. Cette progression du courant gaullien se confirme nettement l'année suivante après la dissolution décidée par le général de Gaulle et qui fait suite aux événements de mai 1968. Dans la 1re circonscription, Henri Fréville est défait par Jacques Cressard tandis que dans la circonscription de Vitré, Pierre Méhaignerie est battu par Henri Lassourd et ne parvient pas à succéder à son père Alexis, qui ne se représentait pas.
En avril 1969, le président de la République organise un référendum sur la réforme du Sénat et la régionalisation : si le oui est majoritaire au niveau départemental, le non l'emporte au niveau national. Désavoué, Charles de Gaulle quitte ses fonctions et une élection présidentielle anticipée est organisée les 1er et 15 juin. Comme dans le reste de la France, elle voit la victoire de Georges Pompidou mais en Ille-et-Vilaine, celle-ci est amplifiée, l'ancien premier ministre étant majoritaire (52,53 % contre 44,47 % au niveau national) dès le premier tour et remportant 62,40 % des suffrages au second tour.

### Années 1970
Aux municipales de 1971, la domination gaulliste se confirme : l'UDR remporte ainsi les villes de Fougères, Dinard	et Combourg – avec respectivement Michel Cointat, Yvon Bourges et André Belliard  – et garde Vitré, Cancale, Dol-de-Bretagne et Janzé. Les républicains indépendants, le Centre démocrate (CD) et le Centre démocratie et progrès (CDP) conservent quant à eux Rennes et Saint-Malo, les deux principales communes du département, Redon avec Jean Tiger qui succède à Jean-Baptiste Lelièvre, tandis qu'un centriste enlève Bain-de-Bretagne.
Les élections cantonales de 1973 marquent un tournant : le jeune Parti socialiste enregistre plusieurs gains – il n'y avait plus d'élu socialiste au conseil général depuis 1951 – avec les victoires d'Albert Dory (Pleine-Fougères), Edmond Hervé (Rennes-III), Michel Phlipponneau (Rennes-VII) et Georges Cano (Rennes-X). À l'issue d’un scrutin partiel, organisé après l'annulation de l'élection du gaulliste Émile Lemétayer, Jean-Louis Tourenne remporte le canton de Hédé, renforçant les rangs du PS. Puis en 1977, les élections municipales voient le basculement de plusieurs grandes villes, à l’instar de Rennes avec Edmond Hervé, Saint-Malo avec Louis Chopier ou Redon avec Pierre Bourges. Suivra Fougères en 1983 avec la défaite de Michel Cointat face au candidat d'union de la gauche, Jacques Faucheux.
À l'assemblée départementale, les socialistes continuent leur progression : le PS remporte les cantons de Montfort-sur-Meu et Rennes-V – Jean-Michel Boucheron faisant tomber Henri Fréville alors président sortant du conseil général – en 1976 puis ceux de Liffré et Rennes VIII-1 (Bruz) en 1979 (mais perdent le canton de Saint-Malo-Sud détenu depuis 1977 par Alain Roman).
Lors des scrutins législatifs de 1973 et 1978, la gauche est en progression, passant au premier tour de 29,48 % (contre environ 20 % en 1968) à 35,62 %. Au second tour, si l'union de la gauche fait du surplace en 1973, elle culmine à 42,65 % l'élection suivante.

### Années 1980
En 1981, le Parti socialiste remporte deux sièges de députés sur les six en jeu : dans la circonscription de Rennes-Nord, Edmond Hervé bat le député RPR sortant Jacques Cressard et dans la circonscription de Rennes-Sud, Jean-Michel Boucheron bat André Guillou, successeur désigné de François Le Douarec, qui ne se représentait pas.
Lors des municipales de 1983, la gauche perd Saint-Malo – Marcel Planchet retrouve son siège six ans après sa défaite face à Louis Chopier – et Betton mais remporte Liffré, Redon et surtout Fougères, où la liste de Jacques Faucheux bat celle du député et ancien ministre Michel Cointat, figure importante de la droite en Ille-et-Vilaine.
La progression de la gauche observée en 1981 se confirme lors des élections législatives de 1986, les seules à se dérouler au scrutin proportionnel : si la liste UDF « Entreprendre et réussir l'Ille-et-Vilaine » conduite par Pierre Méhaignerie arrive en tête, elle est talonnée par celle du PS, qui parvient à élire trois de ses représentants, Edmond Hervé, Jean-Michel Boucheron et Clément Théaudin. Les premières élections régionales organisées le même jour voient là aussi l'UDF être la première force politique devant le PS et le RPR.
Lors de la présidentielle de 1988, François Mitterrand arrive largement en tête avec 37,61 % des voix contre 20,95 % pour Jacques Chirac, au coude à coude avec Raymond Barre (20,40 %). Au second tour, le président sortant bat largement le candidat du RPR. Sur sept circonscriptions législatives, Mitterand est majoritaire dans quatre d'entre elles (1re, 2e, 3e et 4e). Par rapport à 1981, il améliore substantiellement son score électoral. Les élections législatives qui suivent ne modifient que très peu le rapport de forces puisque la droite, rassemblée sous la bannière de l'Union du Rassemblement et du centre, gagne 5 sièges (4 UDF, 1 RPR) et la gauche, 2.
Les élections municipales de 1989 voient une progression des socialistes dans le district urbain rennais avec les victoires de Guy Jouhier à Acigné, Frédéric Venien à Pacé et Maurice Lelièvre à Thorigné-Fouillard. À l'inverse, dans le pays malouin, la gauche perd Pleurtuit au profit d'un RPR. Dinard est la véritable surprise du scrutin avec la défaite d'Yvon Bourges, sénateur et président du conseil régional de Bretagne, face à Marius Mallet.

### Années 1990
Le 20 septembre 1992, le traité de Maastricht est soumis à référendum par le président François Mitterrand. Après une campagne passionnée qui a cassé les clivages politiques traditionnels, le « oui » l'emporte très largement en Ille-et-Vilaine avec 62,76 % des voix – en France métropolitaine, seul le Bas-Rhin fait mieux (68,59 %) – alors qu'au niveau national, le résultat est bien plus serré.
On assiste cependant à un arrêt brutal de cette dynamique de la gauche lors des élections législatives de 1993. Se présentant sous la bannière de l'Alliance des Français pour le progrès, les socialistes et les radicaux de gauche subissent une défaite cuisante : dans la circonscription de Rennes-Sud, Jean-Michel Boucheron conserve de justesse son siège tandis que dans celle de Rennes-Nord, Edmond Hervé est largement battu par le candidat de l'Union pour la France (UPF), Yvon Jacob. À Redon (4e) et Vitré (5e), les deux sortants de droite sont réélus dès le premier tour alors qu'à Fougères (6e), Marie-Thérèse Boisseau, qui se présente comme dissidente UDF, bat Michel Cointat (RPR) qui représentait la circonscription à l'Assemblée nationale depuis 1967 et dont elle était la suppléante sous la précédente mandature.
La présidentielle de 1995 est marquée par la fin de l'ère Mitterrand et un duel fratricide à droite. Dans le département, le trio de tête diffère quelque peu : si comme au niveau national, le candidat socialiste Lionel Jospin arrive en première position avec 25,64 % des suffrages, c'est Édouard Balladur qui est second devant Jacques Chirac (22,47 contre 21,04 %). Le duel de second tour est remporté par ce dernier avec un résultat plus serré que dans le reste de l'Hexagone.
À la suite de la dissolution de l'Assemblée nationale par le président Jacques Chirac, des législatives sont organisées les 25 mai et 1er juin 1997 et voient la victoire de ce que l'on a appelé la gauche plurielle. En Ille-et-Vilaine, on assiste à cette occasion à un rééquilibrage : l'UDF conserve quatre sièges sur sept et le PS en remporte trois, soit deux de plus qu'en 1993. Ainsi, Jean-Michel Boucheron est réélu dans la première circonscription, Edmond Hervé retrouve son siège dans la deuxième et Marcel Rogemont enlève la circonscription de Rennes-Montfort (3e).

### Années 2000
La création de l'Union pour la majorité présidentielle (devenue Union pour un mouvement populaire par la suite) et la réélection de Jacques Chirac dans un contexte particulier marquent l'année 2002. Dans le département, le président sortant arrive en tête devant Lionel Jospin tandis que Jean-Marie Le Pen, qui accède au second tour, termine en troisième position. Au second tour, le président Chirac écrase le dirigeant d'extrême-droite en obtenant 89,82 % des voix.
Aux législatives, le succès de la droite se confirme : la nouvelle formation politique remporte 5 des 7 sièges de députés et le PS en perd un, après la défaite de Marcel Rogemont face à Philippe Rouault dans la circonscription de Rennes-Montfort.

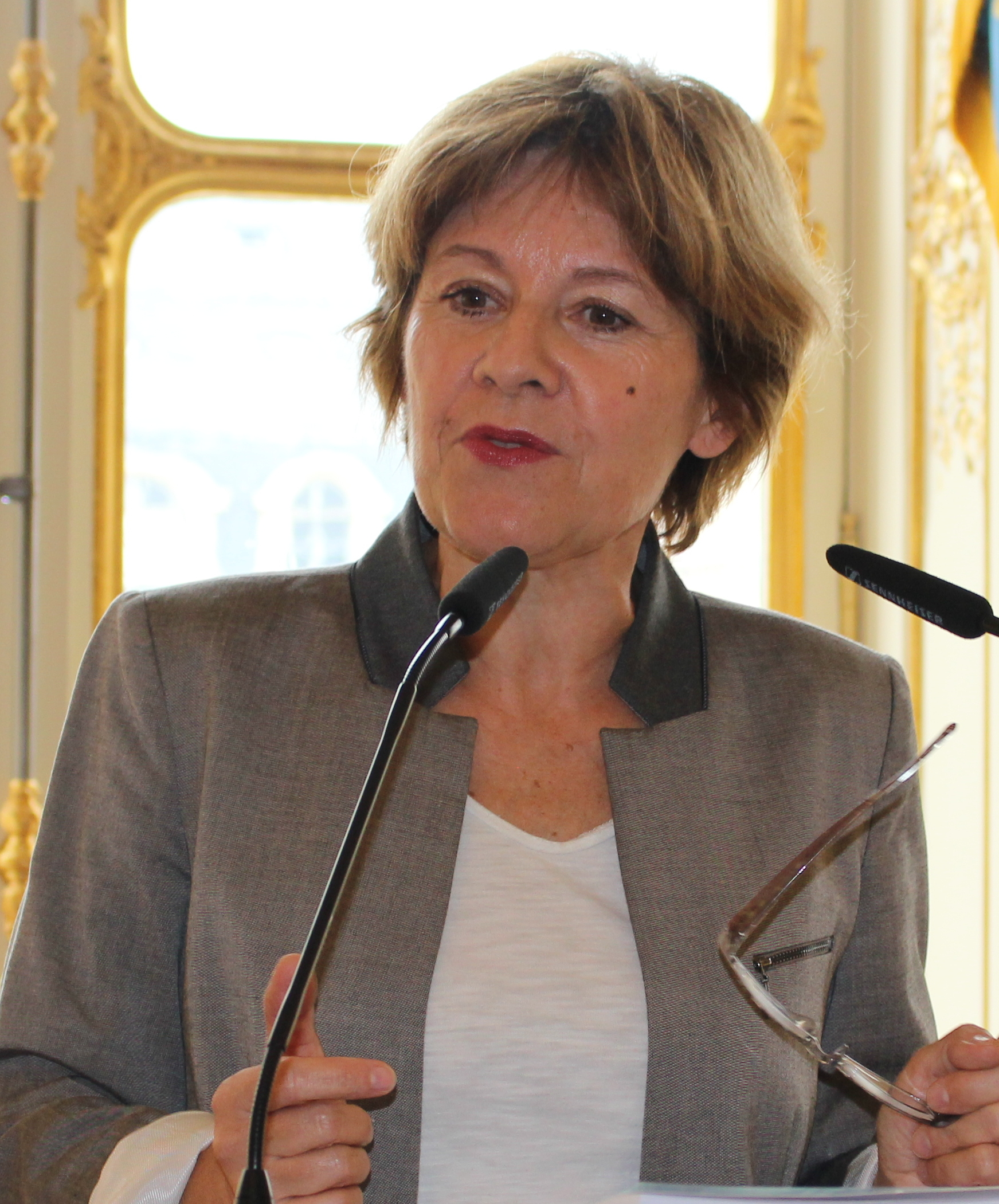
Sylvie Robert, sénatrice d'Ille-et-Vilaine depuis 2014.

En 2004, la gauche remporte les élections régionales et cantonales. Lors du scrutin régional, la liste « Bretagne à gauche, Bretagne pour tous » (PS-PCF-PRG) conduite par Sylvie Robert au niveau départemental obtient 36,64 % des suffrages au premier tour contre 26,30 % pour la liste « Faire gagner la Bretagne » dirigée par Marie-Thérèse Boisseau (UMP, majorité sortante). Au second tour, avec 58,59 %, l'union de la gauche remporte 16 sièges et l'union de la droite et du centre (UMP-UDF), 7. Les cantonales marquent quant à elles le basculement historique du conseil général à gauche et voient notamment la défaite de Marie-Joseph Bissonnier, président sortant du département, dans le canton de Plélan-le-Grand. Jean-Louis Tourenne devient alors président du conseil général.
À rebours du résultat national, le département répond positivement au référendum de mai 2005 sur le traité constitutionnel européen. Cependant, par rapport au référendum de 1992 sur Maastricht, le oui est en retrait de près de neuf points au niveau départemental et le non s'impose au nord (régions de Dol et Pleine-Fougères) et au sud-ouest (Pays de Brocéliande, Bain-de-Bretagne et Redon) de l'agglomération rennaise.
Lors des scrutins présidentiel et législatifs de 2007, l'Ille-et-Vilaine se distingue : au premier tour de la présidentielle, Ségolène Royal vire très légèrement en tête devant Nicolas Sarkozy (28,22 % contre 28,13 %) et au second tour, le département est l'un des rares à donner une majorité de ses suffrages à la candidate socialiste. Les législatives confirment cette tendance puisque le PS reprend la 3e circonscription et conquiert celle de Redon, dans laquelle Alain Madelin ne se représentait pas. Pour la première fois, le rapport de forces entre la droite et la gauche s’inverse, avec 4 sièges pour le PS contre 2 pour l'UMP et 1 pour l'UDF-MoDem : dans la circonscription de Fougères, Thierry Benoit bat la candidate UMP et députée sortante Marie-Thérèse Boisseau.

### Années 2010
À la présidentielle de 2012, comme au niveau national, François Hollande remporte la majorité des suffrages dans le département. Avec 31,77 % des voix au premier tour, il distance le président sortant Nicolas Sarkozy de plus de six points et au second, le candidat socialiste bat largement son adversaire de l'UMP.
À la suite du redécoupage électoral, dû à la forte croissance démographique du département, une huitième circonscription est créée. À l'issue du scrutin législatif, les socialistes remportent 5 des 8 sièges en jeu tandis que la droite conserve ceux de Vitré, Fougères et Saint-Malo.
En 2015, les premières élections départementales ont lieu et remplacent les élections cantonales : dans chacun des 27 nouveaux cantons, un binôme paritaire est élu. Si le PS et le PRG remportent la majorité des sièges à l'issue des élections, l'union de la droite et du centre arrive légèrement en tête en voix au niveau départemental. La majorité sortante de gauche est ainsi reconduite et Jean-Luc Chenut accède à la présidence du conseil départemental.
2017 marque un nouveau tournant avec l'élection d'Emmanuel Macron à la présidence de la République, puisque le département fait partie de ceux qui ont donné le meilleur score au nouvel élu. Celui-ci est confirmé lors des législatives avec la victoire de quatre LREM (Rennes-Sud, Redon, Vitré et Rennes-Ouest), un MoDem (Rennes-Est) et un socialiste (devenu divers gauche par la suite) apparenté LREM (Montfort-Combourg).

### Années 2020
Les élections municipales de 2020 marquent un coup d’arrêt pour La République en marche. Ses candidats sont pour la plupart largement battus. À Rennes, Carole Gandon arrive en troisième position au premier tour, derrière la maire sortante Nathalie Appéré et le candidat écologiste Matthieu Theurier. Dans l'agglomération rennaise, Auguste Louapre à Bruz est battu par Philippe Salmon tandis que Grégoire Le Blond (AC-UDI) à Chantepie est défait par le socialiste Gilles Dreuslin. Seul le maire sortant de Mordelles Thierry Le Bihan parvient à se faire réélire. Ces élections municipales marquent aussi un renouvellement générationnel et une féminisation : Isabelle Le Callennec devient maire de Vitré, Laurence Besserve succède à Michel Gautier à Betton et Marie Ducamin est élue à Saint-Jacques-de-la-Lande, à la suite d’Emmanuel Couet, aussi président de Rennes Métropole, qui a décidé de quitter la vie politique.
En septembre de la même année, lors du scrutin sénatorial, on assiste à une poussée écologiste avec l'élection de Daniel Salmon (EELV). Celle-ci se fait au détriment du PS qui perd un siège. Les deux sénateurs sortants de la droite et du centre, Françoise Gatel et Dominique de Legge, sont quant à eux réélus.

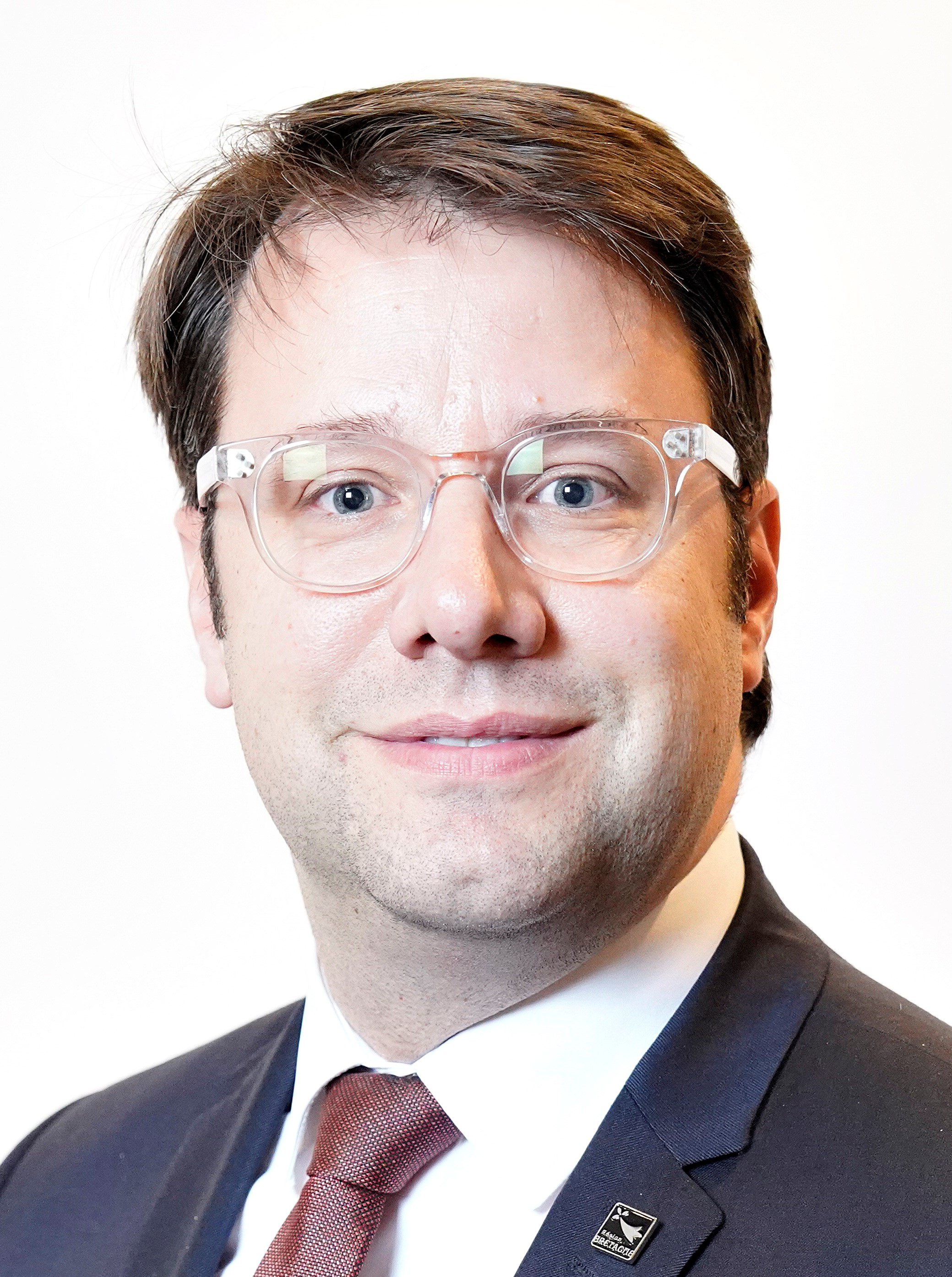
Loïg Chesnais-Girard, président de la région Bretagne depuis 2017 et maire de Liffré de 2008 à 2017.

La poussée écologiste observée en 2020 se confirme lors des élections régionales et départementales de 2021 : aux régionales, si le candidat investi par le Parti socialiste, Loïg Chesnais-Girard, arrive en tête aux deux tours de scrutin, la tête de liste écologiste et régionaliste Claire Desmares-Poirrier termine en seconde position, talonnée par la candidate LR Isabelle Le Callennec. Pour la majorité présidentielle, ces élections constituent une nouvelle déconvenue puisque la liste « Nous la Bretagne » conduite par Thierry Burlot dépasse péniblement les 13 % dans le département et finit quatrième. Quant au RN, il est en recul et perd la moitié de ses représentants bretilliens au conseil régional.
Aux élections départementales, la majorité socialiste et radicale de gauche sortante remporte 11 cantons sur 27 (perdant les cantons de Betton et Janzé mais remportant ceux de Bain-de-Bretagne et Châteaugiron) tout comme l'opposition de droite et du centre conduite par Pierre Breteau, tandis que les écologistes gagnent 5 des 6 cantons rennais. Si le conseil départemental reste à gauche, le président de l'assemblée Jean-Luc Chenut doit composer avec les dix élus EÉLV et UDB, ce dernier n'ayant pas obtenu la majorité absolue des sièges. Quelques jours plus tard, il conclut un accord avec les écologistes et est réélu le 1er juillet 2021.
Modéré politiquement, le département voit une représentation non négligeable des radicaux de gauche et à l'inverse, de faibles performances du Parti communiste.
Lors des scrutins de 2022 (présidentiel et législatifs), la majorité macroniste cède du terrain : si à la présidentielle, le président sortant progresse de quatre points par rapport au premier tour de 2017 – tout comme Jean-Luc Mélenchon (qui recueille plus de 22 % des suffrages et termine une nouvelle fois en deuxième position) et Marine Le Pen (qui gagne près de trois points) –, aux législatives, la coalition « Ensemble » perd trois sièges. Ceux-ci sont tous remportés par la Nouvelle Union populaire écologique et sociale (NUPES). Ainsi, dans la première circonscription (Rennes-Sud), l'insoumis Frédéric Mathieu remporte le siège laissé vacant par Mustapha Laabid, dans la quatrième (Redon), Mathilde Hignet bat Anne Patault, ancienne suppléante de Gaël Le Bohec, qui ne se représentait pas et dans la huitième (Rennes-Ouest), le premier questeur Florian Bachelier est défait par le maire du Rheu, Mickaël Bouloux. Dans les cinq autres circonscriptions, les sortants sont tous reconduits : Laurence Maillart-Méhaignerie, Christine Cloarec-Le Nabour et Thierry Benoit pour la majorité présidentielle, Claudia Rouaux – qui avait succédé en 2020 à François André, décédé en fonction – pour la NUPES et Jean-Luc Bourgeaux – qui a remplacé Gilles Lurton en août 2020 à la suite de son élection comme maire de Saint-Malo et dont il était le suppléant – pour Les Républicains.
En 2024, lors des élections européennes, le Rassemblement national arrive pour la première fois en tête au niveau départemental avec 22,25 % des voix, suivi de la liste « Réveiller l'Europe » (Parti socialiste et Place publique) conduite par Raphaël Glucksmann avec 18,71 % et celle de Valérie Hayer (Ensemble) intitulée « Besoin d'Europe » avec 17,84 %. Ces résultats constituent un véritable séisme dans un département à la tradition modérée et marquent une lourde chute pour la majorité présidentielle qui perd plus de neuf points par rapport au précédent scrutin européen.
Au soir du scrutin européen, le président Emmanuel Macron annonce la dissolution de l'Assemblée nationale et des élections législatives anticipées sont convoquées pour les 30 juin et 7 juillet 2024. Au premier tour, le Nouveau Front populaire (NFP, gauche) arrive en tête dans les 1re, 2e, 3e et 8e circonscription, où le socialiste Mickaël Bouloux est réélu avec 52,84 %, la coalition Ensemble pour la République (ENS, majorité présidentielle) dans les 5e et 6e circonscription, Les Républicains dans la circonscription de Saint-Malo (7e) et le Rassemblement national, dans celle de Redon (4e). Dans les sept circonscriptions non pourvues, des triangulaires peuvent se tenir mais dans quatre d'entre elles, les candidats arrivés en troisième position se désistent. Au second tour, le NFP réélit ses deux députées sortantes – la socialiste Claudia Rouaux et l'insoumise Mathilde Hignet –, conserve la première circonscription (Rennes-Sud) avec la victoire de Marie Mesmeur tandis que Tristan Lahais ravit la deuxième (Rennes-Est) à la majorité sortante. Les députés Ensemble Christine Le Nabour (Vitré, 5e) et Thierry Benoit (Fougères, 6e) sont reconduits tout comme Jean-Luc Bourgeaux (Saint-Malo, 7e) pour les Républicains.

### Géographie politique
Si l'agglomération rennaise est largement acquise à la gauche, qui est par ailleurs plutôt bien implantée à l'ouest du département, la droite est puissante à l'est et sur le littoral. Vitré, dont Pierre Méhaignerie a été le maire pendant plus de 40 ans, Saint-Malo dirigée pendant un quart de siècle par René Couanau et actuellement par Gilles Lurton, La Guerche ou encore Dinard constituent ainsi des places fortes.

## Représentation politique et administrative

### Préfets et arrondissements

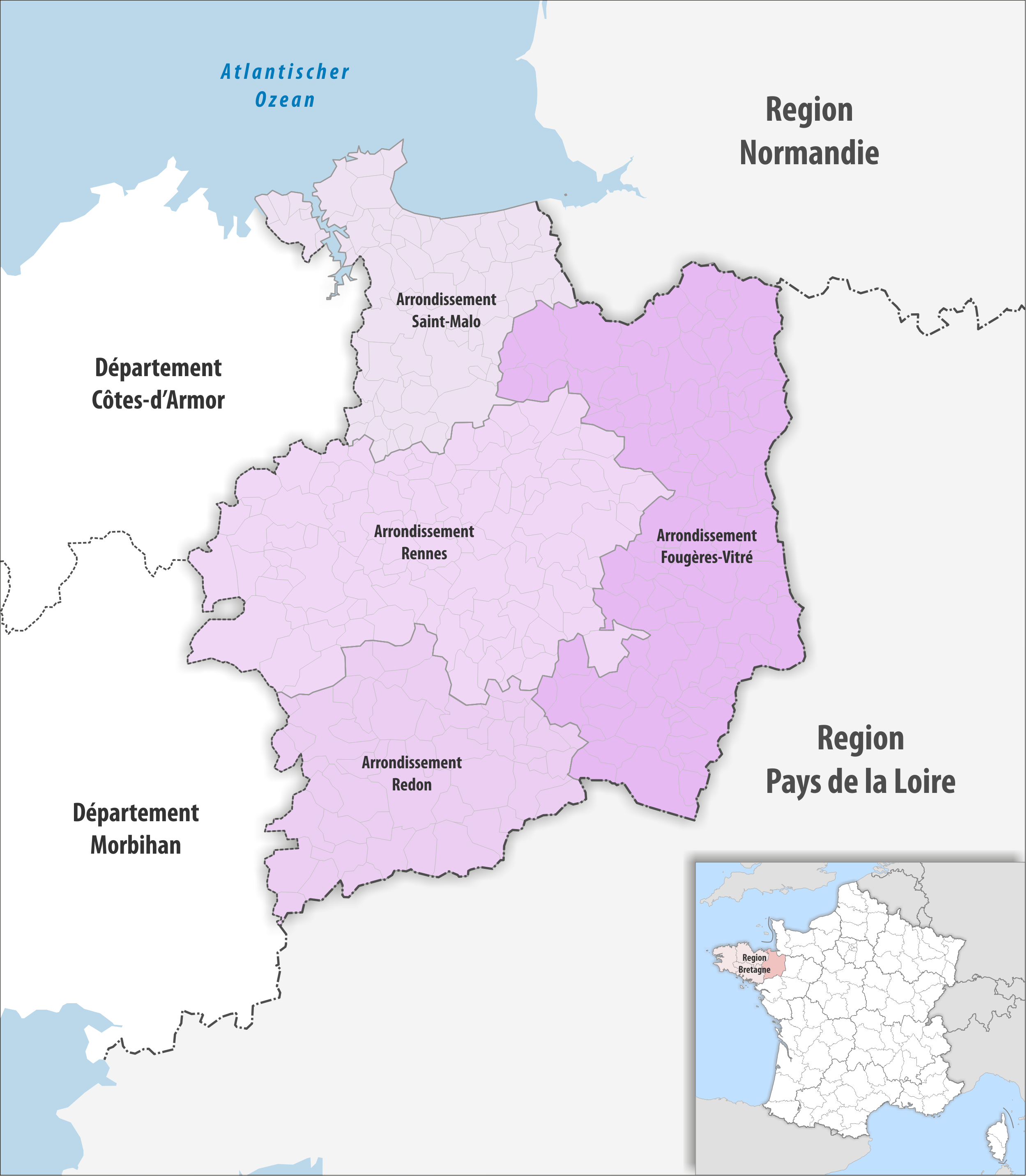
Carte des arrondissements d'Ille-et-Vilaine en 2019.

Le département d'Ille-et-Vilaine est découpé en quatre arrondissements regroupant les cantons suivants :
- Arrondissement de Fougères-Vitré : 
Antrain, Argentré-du-Plessis, Châteaubourg, Fougères-Nord, Fougères-Sud, La Guerche-de-Bretagne, Louvigné-du-Désert, Retiers, Saint-Aubin-du-Cormier, Saint-Brice-en-Coglès, Vitré-Est, Vitré-Ouest.
- Arrondissement de Redon : 
Bain-de-Bretagne, Grand-Fougeray, Guichen, Le Sel-de-Bretagne, Maure-de-Bretagne, Pipriac, Redon.
- Arrondissement de Rennes : 
Bécherel, Betton, Bruz, Cesson-Sévigné, Châteaugiron, Hédé, Janzé, Liffré, Montauban-de-Bretagne, Montfort-sur-Meu, Mordelles, Plélan-le-Grand, Rennes-Bréquigny, Rennes-Centre, Rennes-Centre-Ouest, Rennes-Centre-Sud, Rennes-Est, Rennes-le-Blosne, Rennes-Nord, Rennes-Nord-Est, Rennes-Nord-Ouest, Rennes-Sud-Est, Rennes-Sud-Ouest, Saint-Aubin-d'Aubigné, Saint-Méen-le-Grand.
- Arrondissement de Saint-Malo : 
Cancale, Châteauneuf-d'Ille-et-Vilaine, Combourg, Dinard, Dol-de-Bretagne, Pleine-Fougères, Saint-Malo-Nord, Saint-Malo-Sud, Tinténiac.

Depuis le redécoupage cantonal de 2014, un canton peut contenir des communes provenant de plusieurs arrondissements. Cela concerne les cinq cantons brétiliens suivants : Bruz, Châteaugiron, Fougères-1, Janzé et Val-Couesnon (anciennement canton d'Antrain).
| Préfet                                                                   | Amaury de Saint-Quentin * | Bretagne/Ille-et-Vilaine | Préfet de Corse                                           |
| Sous-préfets                                                             | Gilles Traimond           | Arr. de Fougères-Vitré   | Sous-préfet hors classe, sous-préfet d'Avranches          |
| Sous-préfets                                                             | Pascal Bagdian            | Arr. de Redon            | Sous-préfet d'Issoire                                     |
| Sous-préfets                                                             | Philippe Brugnot          | Arr. de Saint-Malo       | Sous-préfet, directeur de cabinet du préfet du Val-d'Oise |
| * Il est par ailleurs préfet de la zone de défense et de sécurité Ouest. |                           |                          |                                                           |

### Députés européens
Isabelle Le Callennec, maire LR de Vitré et présidente de Vitré Communauté de 2020 à 2024, et Gilles Pennelle, conseiller régional de Bretagne et président du groupe Rassemblement national à la région, sont élus eurodéputés lors des élections européennes de 2024 tandis que Marie-Pierre Vedrenne (MoDem), députée européenne depuis 2019 et en troisième position sur la liste « Besoin d'Europe », est reconduite dans ses fonctions. Cette dernière est par ailleurs conseillère régionale depuis 2021 et siège dans le groupe « Nous la Bretagne - Ni Breizhiz ».
| Nom | Nom                   | Parti | Liste                                                        | Groupe                         |
| --- | --------------------- | ----- | ------------------------------------------------------------ | ------------------------------ |
|     | Isabelle Le Callennec | LR    | La droite pour faire entendre la voix de la France en Europe | Parti populaire européen (PPE) |
|     | Gilles Pennelle       | RN    | La France revient ! Avec Jordan Bardella et Marine Le Pen    | Patriotes pour l'Europe (PfE)  |
|     | Marie-Pierre Vedrenne | MoDem | Besoin d'Europe                                              | Renew Europe (RE)              |

### Députés et circonscriptions législatives

Députés d'Ille-et-Vilaine en 2024.

Depuis le nouveau découpage électoral, le département comprend huit circonscriptions regroupant les cantons suivants :
- 1re circonscription : Bruz, Rennes-le-Blosne, Rennes-Bréquigny, Rennes-Centre-Sud, Rennes-Sud-Est
- 2e circonscription : Betton, Cesson-Sévigné, Hédé, Liffré, Rennes-Nord-Est, Rennes-Est
- 3e circonscription : Bécherel, Combourg, Montfort-sur-Meu, Montauban-de-Bretagne, Rennes-Nord-Ouest, Saint-Méen-le-Grand, Tinténiac
- 4e circonscription : Bain-de-Bretagne, Grand-Fougeray, Guichen, Maure-de-Bretagne, Pipriac, Plélan-le-Grand, Redon, Le Sel-de-Bretagne
- 5e circonscription : Argentré-du-Plessis, Châteaubourg, Châteaugiron, La Guerche-de-Bretagne, Janzé, Retiers, Vitré-Est, Vitré-Ouest
- 6e circonscription : Fougères-Nord, Fougères-Sud, Louvigné-du-Désert, Pleine-Fougères, Melesse, Saint-Aubin-du-Cormier, Saint-Brice-en-Coglès, Val-Couesnon
- 7e circonscription : Cancale, Châteauneuf-d'Ille-et-Vilaine, Dinard, Dol-de-Bretagne, Saint-Malo-Nord, Saint-Malo-Sud
- 8e circonscription : Mordelles, Rennes-Centre, Rennes-Centre-Ouest, Rennes-Nord, Rennes-Sud-Ouest

À la suite du redécoupage des cantons de 2014, les circonscriptions législatives ne sont plus composées de cantons entiers mais continuent à être définies selon les limites cantonales en vigueur en 2010. Les circonscriptions sont ainsi composées des cantons actuels suivants :
| Circonscription     | Cantons | Population |
| ------------------- | --- | ---------- |
| 1re circonscription | Bruz (sauf commune de Laillé), Janzé (4 communes), Rennes-2 (partie sud du quartier Alphonse Guérin), Rennes-3, Rennes-4 (quartiers Villeneuve et Sainte-Thérèse), Rennes-5 (quartier Bréquigny) | 143 016    |
| 2e circonscription  | Betton (sauf commune de Chevaigné), Liffré (sauf commune de Brécé), Melesse (7 communes), Rennes-1 (quartier Maurepas), Rennes-2 (partie nord du quartier Alphonse Guérin, quartiers Longs-Champs, Beaulieu et Jeanne d'Arc), communes de Dingé, Lanrigan, Livré-sur-Changeon et Québriac                                                                                     | 144 136    |
| 3e circonscription  | Combourg (sauf communes de Dingé, Lanrigan et Québriac), Melesse (3 communes), Montauban-de-Bretagne, Montfort-sur-Meu (8 communes), Rennes-6 (quartier Villejean), Le Rheu (2 communes) | 133 031    |
| 4e circonscription  | Bain-de-Bretagne, Guichen, Montfort-sur-Meu (7 communes), Redon, communes de Bréal-sous-Montfort et Laillé | 129 001    |
| 5e circonscription  | Châteaugiron, La Guerche-de-Bretagne, Janzé (6 communes), Vitré, commune de Brécé | 148 597    |
| 6e circonscription  | Dol-de-Bretagne (11 communes), Fougères-1 (sauf commune de Livré-sur-Changeon), Fougères-2, Melesse (4 communes), Val-Couesnon, commune de Chevaigné | 124 684    |
| 7e circonscription  | Dol-de-Bretagne (20 communes), Saint-Malo-1, Saint-Malo-2 | 127 306    |
| 8e circonscription  | Rennes-1 (centre-ville, quartiers de La Bellangerais, Saint-Martin et La Motte-Brûlon), Rennes-2 (quartiers Thabor et Saint-Hélier), Rennes-4 (centre-ville, quartiers Colombier et Chézy-Dinan), Rennes-5 (quartiers Cleunay, Arsenal-Redon, Bourg-l'Evêque et Moulin du Comte), Rennes-6 (quartiers Beauregard et La Touche), Le Rheu (6 communes), commune de Saint-Gilles | 148 554    |

| Circ. | Nom                 |  | Parti | Groupe                          | Suppléant          |
| ----- | ------------------- |  | ----- | ------------------------------- | ------------------ |
| 1re   | Marie Mesmeur       |  | LFI   | La France insoumise             | Malou Duhamel      |
| 2e    | Tristan Lahais      |  | G·s   | Écologiste et social            | Isabelle Joucan    |
| 3e    | Claudia Rouaux      |  | PS    | Socialistes et apparentés       | Benoît Sohier      |
| 4e    | Mathilde Hignet     |  | LFI   | La France insoumise             | Jean-Marie Le Gall |
| 5e    | Christine Le Nabour |  | RE    | Ensemble pour la République     | Teddy Régnier      |
| 6e    | Thierry Benoit      |  | HOR   | Horizons et indépendants (app.) | Pascal Dewasmes    |
| 7e    | Jean-Luc Bourgeaux  |  | DVD   | Droite républicaine (app.)      | Gilles Lurton      |
| 8e    | Mickaël Bouloux     |  | PS    | Socialistes et apparentés       | Marie Ducamin      |

### Sénateurs
Jusqu'en 2008, les sénateurs d'Ille-et-Vilaine étaient tous de droite ou du centre. Lors de ces élections, la liste du Parti socialiste a remporté trois des quatre sièges en jeu : Edmond Hervé, Virginie Klès et Jacky Le Menn sont ainsi élus.
Lors des sénatoriales de 2014, le rapport de forces s'équilibre avec l'élection de deux sénateurs socialistes (Jean-Louis Tourenne et Sylvie Robert), un UMP (Dominique de Legge, réélu) et une UDI (Françoise Gatel).
À l'issue du scrutin de septembre 2020, la liste d'union de la droite et du centre « Territoires d'avenir, unis pour l'Ille-et-Vilaine » conduite par Françoise Gatel conserve ses deux sièges tandis que la liste socialiste « L'Ille-et-Vilaine : Terre d'harmonie sociale et écologique » dirigée par Sylvie Robert perd un siège et la liste « Écologie et solidarités, une urgence pour nos territoires » (EÉLV-UDB-ND) de Daniel Salmon en gagne un. Pour la première fois, un écologiste est élu sénateur.
En septembre 2024, Françoise Gatel est nommée ministre déléguée chargée de la Ruralité, du Commerce et de l'Artisanat dans le gouvernement Barnier et est donc contrainte de quitter ses fonctions de sénatrice. Elle est alors remplacée par Anne-Sophie Patru, maire de Pleumeleuc et vice-présidente de Montfort Communauté.
|  | Identité           | Étiquette | Groupe | Première élection | Autres mandats (passés ou actuels)                                            |
|  | ------------------ | --------- | ------ | ----------------- | ----------------------------------------------------------------------------- |
|  | Dominique de Legge | LR        | REP    | septembre 2008    | Maire du Pertre (1995 → 2017) Conseiller régional (1998 → 2014)               |
|  | Françoise Gatel    | UDI       | UC     | septembre 2014    |                                                                               |
|  | Anne-Sophie Patru  | DVD       | UC     | octobre 2024      | Maire de Pleumeleuc (2020 → 2024)                                             |
|  | Sylvie Robert      | PS        | SER    | septembre 2014    | Adjointe au maire de Rennes (1995 → 2017) Conseillère régionale (2010 → 2014) |
|  | Daniel Salmon      | LÉ        | EST    | septembre 2020    | Adjoint au maire de Saint-Jacques-de-la-Lande (2004 → 2020)                   |

Depuis le renouvellement sénatorial de 2023, Sylvie Robert est par ailleurs vice-présidente du Sénat.

### Conseillers régionaux
Le conseil régional de Bretagne compte 83 membres élus pour six ans dont 24 représentant l'Ille-et-Vilaine (soit un de moins qu'en 2015). Dans le détail, la liste d'union de la gauche « La Bretagne avec Loïg » a obtenu 11 sièges, l'union de la droite (« Hissons haut la Bretagne ») 4, l'union à gauche avec des écologistes (« Bretagne d'avenir ») 4, l'union du centre (« Nous la Bretagne ») 3, et le Rassemblement national (« Une Bretagne forte ») 2.
| Répartition par groupe et par parti politique des conseillers régionaux de Bretagne élus en Ille-et-Vilaine (au 4 août 2025). |  |             |    |                                     |                                                            |
| Nom |  | Parti       | N° | Liste                               | Groupe                                                     |
| Loïg Chesnais-Girard |  | DVG (ex-PS) | 01 | Union de la gauche                  | Bretagne démocrate sociale et écologiste                   |
| Carole Le Béchec |  | DVG         | 02 | Union de la gauche                  | Bretagne démocrate sociale et écologiste                   |
| Daniel Cueff * |  | ECO         | 03 | Union de la gauche                  | Bretagne ma vie                                            |
| Claudia Rouaux |  | PS          | 04 | Union de la gauche                  | Bretagne démocrate sociale et écologiste                   |
| Olivier David * |  | DVG         | 05 | Union de la gauche                  | Bretagne démocrate sociale et écologiste                   |
| Isabelle Pellerin * |  | PS          | 06 | Union de la gauche                  | Bretagne démocrate sociale et écologiste                   |
| Stéphane Perrin-Sarzier * |  | DVG         | 07 | Union de la gauche                  | Bretagne démocrate sociale et écologiste                   |
| Katja Krüger |  | PCF         | 08 | Union de la gauche                  | Communistes et progressistes                               |
| André Crocq |  | DVG         | 09 | Union de la gauche                  | Bretagne démocrate sociale et écologiste                   |
| Béatrice Macé |  | DVG         | 10 | Union de la gauche                  | Bretagne démocrate sociale et écologiste                   |
| Jérôme Tré-Hardy |  | DVG         | 11 | Union de la gauche                  | Bretagne démocrate sociale et écologiste                   |
| Isabelle Le Callennec |  | LR          | 01 | Union de la droite                  | Hissons haut la Bretagne - Droite, centre et régionalistes |
| Nicolas Belloir |  | LR          | 02 | Union de la droite                  | Hissons haut la Bretagne - Droite, centre et régionalistes |
| Mélina Parmentier |  | LR          | 03 | Union de la droite                  | Hissons haut la Bretagne - Droite, centre et régionalistes |
| Maxime Gallier |  | LR          | 04 | Union de la droite                  | Hissons haut la Bretagne - Droite, centre et régionalistes |
| Claire Desmares |  | LÉ          | 01 | Union à gauche avec des écologistes | Les Écologistes de Bretagne - Ekologourien Breizh          |
| Loïc Le Hir |  | LÉ          | 02 | Union à gauche avec des écologistes | Les Écologistes de Bretagne - Ekologourien Breizh          |
| Ana Sohier |  | UDB         | 03 | Union à gauche avec des écologistes | Breizh a-gleiz - Autonomie, écologie, territoires          |
| Goulven Oillic |  | BÉ          | 04 | Union à gauche avec des écologistes | Bretagne démocrate sociale et écologiste                   |
| Marie-Pierre Vedrenne |  | MoDem       | 01 | Union du centre                     | Nous la Bretagne - Ni Breizhiz                             |
| Bernard Marboeuf |  | UDI-AC      | 02 | Union du centre                     | Nous la Bretagne - Ni Breizhiz                             |
| Anne Patault |  | RE-TdP      | 03 | Union du centre                     | Bretagne centre gauche                                     |
| Gilles Pennelle |  | RN          | 01 | Rassemblement national              | Rassemblement national                                     |
| Virginie d'Orsanne |  | RN          | 02 | Rassemblement national              | Rassemblement national                                     |
| * Vice-président(e) |  |             |    |                                     |                                                            |

### Conseillers départementaux
Depuis le redécoupage cantonal de 2014, le nombre de cantons est passé de 53 à 27 avec un binôme paritaire élu dans chacun d'entre eux, soit 54 conseillers départementaux. À l'issue des élections départementales de 2015, la majorité sortante de gauche est reconduite et Jean-Luc Chenut (Parti socialiste) est élu à la présidence du conseil départemental par 32 voix contre 22 pour Isabelle Le Callennec (Union de la droite et du centre).
Le 1er juillet 2021, à la suite des élections départementales, Jean-Luc Chenut est réélu pour un deuxième mandat par 32 voix contre 20 pour Pierre Breteau (Union du centre, Du cœur pour l'Ille-et-Vilaine). On compte par ailleurs 2 bulletins blancs.
| Répartition par groupe politique des conseillers départementaux d'Ille-et-Vilaine (au 22 juillet 2021). |                             |        |               |                                    |
| Canton                                                                                                  | Conseillers                 | Partis | Partis        | Groupes                            |
| Bain-de-Bretagne                                                                                        | Frédéric Martin             |        | DVG           | Gauche, socialiste et citoyen      |
| Bain-de-Bretagne                                                                                        | Laurence Roux               |        | DVG           | Gauche, socialiste et citoyen      |
| Betton                                                                                                  | Jeanne Féret                |        | RE            | Union du centre et de la droite    |
| Betton                                                                                                  | Christophe Leprêtre,        |        | DVC           | Union du centre et de la droite    |
| Bruz | Cécile Bouton               |        | PCF           | Gauche, socialiste et citoyen      |
| Bruz | Sébastien Guéret            |        | DVG           | Gauche, socialiste et citoyen      |
| Châteaugiron                                                                                            | Schirel Lemonne             |        | DVG           | Gauche, socialiste et citoyen      |
| Châteaugiron                                                                                            | Stéphane Lenfant            |        | PS            | Gauche, socialiste et citoyen      |
| Combourg                                                                                                | Béatrice Duguépéroux-Honoré |        | PRV           | Territoires unis et solidaires     |
| Combourg                                                                                                | Benoit Sohier               |        | PS            | Gauche, socialiste et citoyen      |
| Dol-de-Bretagne                                                                                         | Jean-Luc Bourgeaux          |        | DVD           | Union du centre et de la droite    |
| Dol-de-Bretagne                                                                                         | Agnès Toutant               |        | DVD           | Union du centre et de la droite    |
| Fougères-1                                                                                              | Bernard Delaunay            |        | DVD           | Union du centre et de la droite    |
| Fougères-1                                                                                              | Leslie Saliot               |        | DVD           | Union du centre et de la droite    |
| Fougères-2                                                                                              | Isabelle Biard              |        | LR            | Union du centre et de la droite    |
| Fougères-2                                                                                              | Louis Pautrel               |        | UDI           | Union du centre et de la droite    |
| La Guerche-de-Bretagne                                                                                  | Marie-Christine Morice      |        | UDI           | Union du centre et de la droite    |
| La Guerche-de-Bretagne                                                                                  | Christian Sorieux           |        | LR            | Union du centre et de la droite    |
| Guichen                                                                                                 | Roger Morazin               |        | PS            | Gauche, socialiste et citoyen      |
| Guichen                                                                                                 | Michèle Motel               |        | DVG           | Gauche, socialiste et citoyen      |
| Janzé                                                                                                   | Jonathan Houillot           |        | LR            | Union du centre et de la droite    |
| Janzé                                                                                                   | Laurence Mercier            |        | LR            | Union du centre et de la droite    |
| Liffré                                                                                                  | Isabelle Courtigné          |        | PS            | Gauche, socialiste et citoyen      |
| Liffré                                                                                                  | Jean-Michel Le Guennec      |        | PS            | Gauche, socialiste et citoyen      |
| Melesse                                                                                                 | Ludovic Coulombel           |        | PS            | Gauche, socialiste et citoyen      |
| Melesse                                                                                                 | Gaëlle Mestries             |        | DVG           | Gauche, socialiste et citoyen      |
| Montauban-de-Bretagne                                                                                   | Jean-François Bohanne       |        | DVD           | Union du centre et de la droite    |
| Montauban-de-Bretagne                                                                                   | Charlotte Faillé            |        | HOR           | Union du centre et de la droite    |
| Montfort-sur-Meu                                                                                        | Anne-Françoise Courteille   |        | PS            | Gauche, socialiste et citoyen      |
| Montfort-sur-Meu                                                                                        | Christophe Martins          |        | PRV           | Territoires unis et solidaires     |
| Redon                                                                                                   | Anne Mainguet-Grall         |        | DVG           | Gauche, socialiste et citoyen      |
| Redon                                                                                                   | Franck Pichot               |        | PS            | Territoires unis et solidaires     |
| Rennes-1                                                                                                | Marc Hervé                  |        | PS            | Gauche, socialiste et citoyen      |
| Rennes-1                                                                                                | Emmanuelle Rousset          |        | PS            | Gauche, socialiste et citoyen      |
| Rennes-2                                                                                                | Marion Le Frène             |        | LÉ            | Écologiste, fédéraliste et citoyen |
| Rennes-2                                                                                                | Denez Marchand              |        | UDB           | Écologiste, fédéraliste et citoyen |
| Rennes-3                                                                                                | Jeanne Larue                |        | LFI           | Majorité départementale            |
| Rennes-3                                                                                                | Nicolas Perrin              |        | LÉ            | Écologiste, fédéraliste et citoyen |
| Rennes-4                                                                                                | Sylvie Quilan               |        | LÉ            | Écologiste, fédéraliste et citoyen |
| Rennes-4                                                                                                | Yann Soulabaille            |        | LÉ            | Écologiste, fédéraliste et citoyen |
| Rennes-5                                                                                                | Olwen Dénès                 |        | LÉ            | Écologiste, fédéraliste et citoyen |
| Rennes-5                                                                                                | Caroline Roger-Moigneu      |        | LÉ            | Écologiste, fédéraliste et citoyen |
| Rennes-6                                                                                                | Jean-Paul Guidoni           |        | LÉ            | Écologiste, fédéraliste et citoyen |
| Rennes-6                                                                                                | Régine Komokoli-Nakoafio    |        | DVG (ex-EÉLV) | Majorité départementale            |
| Le Rheu                                                                                                 | Armelle Billard             |        | PS            | Gauche, socialiste et citoyen      |
| Le Rheu                                                                                                 | Jean-Luc Chenut             |        | PS            | Gauche, socialiste et citoyen      |
| Saint-Malo-1                                                                                            | Florence Abadie             |        | DVD           | Union du centre et de la droite    |
| Saint-Malo-1                                                                                            | Marcel Le Moal              |        | DVD           | Union du centre et de la droite    |
| Saint-Malo-2                                                                                            | Céline Roche                |        | DVD           | Union du centre et de la droite    |
| Saint-Malo-2                                                                                            | Arnaud Salmon               |        | DVD           | Union du centre et de la droite    |
| Val-Couesnon                                                                                            | Aymar de Gouvion Saint-Cyr  |        | Agir          | Union du centre et de la droite    |
| Val-Couesnon                                                                                            | Aline Guiblin               |        | DVD           | Union du centre et de la droite    |
| Vitré                                                                                                   | Élisabeth Brun              |        | LR            | Union du centre et de la droite    |
| Vitré                                                                                                   | Paul Lapause                |        | LR            | Union du centre et de la droite    |

Le 1er juillet 2021, lors de la session d'installation du conseil départemental, huit vice-présidents et sept vice-présidentes ont été élus.
Le bureau est remanié le 25 novembre 2021 avec l'élection de Laurence Roux (Bain-de-Bretagne, Groupe de gauche, socialiste et citoyen) à la 7e vice-présidence, en remplacement de Franck Pichot (Redon, Territoires unis et solidaires), démissionnaire. À cette date, la liste des vice-présidents est la suivante :
|     | Identité                         | Groupe  | Attributions |
| --- | -------------------------------- | ------- | --- |
| 1re | Anne-Françoise Courteille        | GSC     | Protection de l'enfance et prévention                                                                                                |
| 2e  | Nicolas Perrin                   | EFC     | Contrats départementaux de solidarité territoriale et budget bas carbone                                                             |
| 3e  | Christophe Martins               | TUS     | Sans délégations |
| 4e  | Armelle Billard                  | GSC     | Personnes âgées, handicap et MDPH |
| 5e  | Ludovic Coulombel                | GSC     | Habitat, soutien aux communes et numérique                                                                                           |
| 6e  | Caroline Roger-Moigneu           | EFC     | Insertion, lutte contre la pauvreté et gens du voyage                                                                                |
| 7e  | Franck Pichot puis Laurence Roux | TUS GSC | Ressources humaines, dialogue social et moyens des services                                                                          |
| 8e  | Emmanuelle Rousset               | GSC     | Économie sociale et solidaire, transition écologique, enseignement supérieur et recherche, coordination des politiques transversales |
| 9e  | Stéphane Lenfant                 | GSC     | Mobilités, infrastructures et dossiers ferroviaires                                                                                  |
| 10e | Jeanne Larue                     | MAJ     | Éducation |
| 11e | Yann Soulabaille                 | EFC     | Biodiversité, espaces naturels sensibles et eau                                                                                      |
| 12e | Gaëlle Mestries                  | GSC     | Jeunesse et vie associative |
| 13e | Denez Marchand                   | EFC     | Culture et promotion des langues de Bretagne, lecture publique                                                                       |
| 14e | Cécile Bouton                    | GSC     | Démocratie participative, citoyenneté et relation aux usagers du service public départemental                                        |
| 15e | Roger Morazin                    | GSC     | Sport |

Par ailleurs, le 22 juillet 2021, des conseillères et conseillers départementaux délégués ont été désignés :
- Isabelle Courtigné : développement local, revitalisation des centres-bourgs et maisons de santé
- Olwen Dénès : politique de la ville
- Sébastien Guéret : tourisme
- Jean-Paul Guidoni : commande publique responsable
- Marc Hervé : fonds européens et contrats de plan État-région
- Régine Komokoli-Nakoafio : protection maternelle et infantile, petite enfance et parentalité
- Marion Le Frène : éducation populaire et éducation à l’environnement
- Jean-Michel Le Guennec : relations institutionnelles, mémoire et relations avec le monde combattant, événementiel et archives départementales
- Schirel Lemonne : plan vélo départemental et liaisons vertes
- Anne Mainguet-Grall : droits des femmes et lutte contre les discriminations
- Frédéric Martin : finances, commande publique, patrimoine, ingénierie publique, conseil en architecture et innovation
- Michèle Motel : solidarités et coopération internationales
- Franck Pichot : plan alimentaire territorial
- Sylvie Quilan : prévention du vieillissement et santé mentale
- Benoît Sohier : agriculture, aménagement foncier et littoral

Groupes politiques
Le conseil départemental d'Ille-et-Vilaine compte quatre groupes politiques : trois appartiennent à la majorité et un à l'opposition.
En mars 2022, Jeanne Larue (Rennes-3) annonce qu'elle quitte Europe Écologie Les Verts et le groupe Écologiste, fédéraliste et citoyen, s'inscrivant désormais dans la majorité départementale mais sans appartenir à l'un des deux autres groupes qui composent celle-ci,. Elle rejoint La France insoumise le mois suivant.
En juillet 2022, Régine Komokoli-Nakoafio (Rennes-6) quitte à son tour EÉLV et le groupe écologiste tout en continuant à faire partie de la majorité départementale,.
| Groupe                             | Sigle | Co-présidents                              | Statut     | Effectif |
| ---------------------------------- | ----- | ------------------------------------------ | ---------- | -------- |
| Écologiste, fédéraliste et citoyen | EFC   | Olwen Dénès et Marion Le Frène             | majorité   | 8        |
| Gauche, socialiste et citoyen      | GSC   | Anne-Françoise Courteille et Benoît Sohier | majorité   | 19       |
| Territoires unis et solidaires     | TUS   | Christophe Martins et Franck Pichot        | majorité   | 3        |
| Majorité départementale            | MAJ   | —                                          | majorité   | 2        |
| Union du centre et de la droite    | UCD   | Jeanne Féret et Paul Lapause               | opposition | 22       |

### Présidents d'intercommunalités
| Carte des intercommunalités d'Ille-et-Vilaine au 1er janvier 2017. |    |                                          |                    |       |       |          |            |
|                                                                    |    | Intercommunalité                         | Président          | Parti | Parti | Élection | Population |
|                                                                    | CC | Bretagne Porte de Loire Communauté       | Vincent Minier     |       | RE    | 2020     | 32 530     |
|                                                                    | CC | Bretagne Romantique                      | Loïc Régeard       |       | DVG   | 2020     | 36 206     |
|                                                                    | CC | Brocéliande                              | Bernard Ethoré     |       | LR    | 2016     | 18 988     |
|                                                                    | CC | Côte d'Émeraude                          | Pascal Guichard    |       | DVD   | 2020     | 28 243     |
|                                                                    | CC | Couesnon Marches de Bretagne             | Christian Hubert   |       | SE    | 2020     | 21 978     |
|                                                                    | CA | Fougères Agglomération                   | Patrick Manceau    |       | DVG   | 2020     | 56 070     |
|                                                                    | CC | Liffré-Cormier Communauté                | Stéphane Piquet    |       | DVG   | 2020     | 27 563     |
|                                                                    | CC | Montfort Communauté                      | Christophe Martins |       | PR    | 2014     | 26 271     |
|                                                                    | CC | Pays de Châteaugiron Communauté          | Dominique Denieul  |       | DVD   | 2017     | 27 419     |
|                                                                    | CC | Pays de Dol et Baie du Mont-Saint-Michel | Denis Rapinel      |       | UDI   | 2017     | 23 791     |
|                                                                    | CA | Redon Agglomération                      | Jean-François Mary |       | DVG   | 2014     | 66 837     |
|                                                                    | M  | Rennes Métropole                         | Nathalie Appéré    |       | PS    | 2020     | 467 858    |
|                                                                    | CC | Roche aux Fées Communauté                | Luc Gallard        |       | MoDem | 2014     | 26 910     |
|                                                                    | CA | Saint-Malo Agglomération                 | Gilles Lurton      |       | LR    | 2020     | 86 105     |
|                                                                    | CC | Saint-Méen Montauban                     | Philippe Chevrel   |       | SE    | 2020     | 27 084     |
|                                                                    | CC | Val d'Ille-Aubigné                       | Claude Jaouen      |       | DVG   | 2017     | 38 519     |
|                                                                    | CC | Vallons de Haute-Bretagne Communauté     | Thierry Beaujouan  |       | DVG   | 2022     | 44 618     |
|                                                                    | CA | Vitré Communauté                         | Teddy Régnier      |       | HOR   | 2024     | 82 753     |

Le département d'Ille-et-Vilaine est aussi divisé en sept pays, au sens de la loi Voynet, qui regroupent plusieurs intercommunalités :
- le Pays de Brocéliande, syndicat mixte à l'ouest du département ;
- le Pays de Fougères, qui regroupe Fougères Agglomération et Couesnon Marches de Bretagne ;
- le Pays de Redon - Bretagne Sud, groupement d'intérêt public à cheval sur trois départements ;
- le Pays de Rennes, qui réunit Rennes Métropole et trois intercommunalités du bassin rennais ;
- le Pays de Saint-Malo, qui s'étend des trois intercommunalités côtières à la Bretagne Romantique, plus au sud ;
- le Pays des Vallons de Vilaine, au sud du département, correspondant aux cantons de Guichen et de Bain-de-Bretagne ;
- le Pays de Vitré, à l'est et au sud-est, qui comprend Vitré Communauté et Roche aux Fées Communauté.

### Maires
| Commune                    | Maire                   |  | Parti | Élection | Population |
| -------------------------- | ----------------------- |  | ----- | -------- | ---------- |
| Acigné                     | Olivier Dehaese         |  | PS    | 2014     | 6 911      |
| Bain-de-Bretagne           | Myriam Gohier           |  | DVC   | 2024     | 7 704      |
| Betton                     | Laurence Besserve       |  | PS    | 2020     | 12 775     |
| Bréal-sous-Montfort        | Bernard Ethoré          |  | LR    | 2014     | 6 430      |
| Bruz                       | Philippe Salmon         |  | ND    | 2020     | 19 667     |
| Cancale                    | Pierre-Yves Mahieu      |  | VIA   | 2008     | 5 554      |
| Cesson-Sévigné             | Jean-Pierre Savignac    |  | HOR   | 2020     | 18 076     |
| Chantepie                  | Gilles Dreuslin         |  | PS    | 2020     | 10 378     |
| Chartres-de-Bretagne       | Philippe Bonnin         |  | DVG   | 1995     | 8 678      |
| Châteaubourg               | Teddy Regnier           |  | HOR   | 2014     | 7 523      |
| Châteaugiron               | Yves Renault            |  | DVD   | 2020     | 10 688     |
| Combourg                   | Joël Le Besco           |  | DVD   | 2001     | 6 324      |
| Dinard                     | Arnaud Salmon           |  | DVD   | 2020     | 10 407     |
| Dol-de-Bretagne            | Denis Rapinel           |  | UDI   | 2008     | 5 786      |
| Fougères                   | Louis Feuvrier          |  | DVG   | 2007     | 20 602     |
| Gévezé                     | Jean-Claude Rouault     |  | DVD   | 2008     | 5 987      |
| Guichen                    | Dominique Delamarre     |  | DVD   | 2020     | 9 203      |
| Guipry-Messac              | Thierry Beaujouan       |  | DVG   | 2016     | 7 243      |
| Janzé                      | Hubert Paris            |  | DVG   | 2008     | 8 618      |
| Laillé                     | Françoise Louapre       |  | DVG   | 2020     | 5 154      |
| Le Rheu                    | Chantal Pétard-Voisin   |  | PS    | 2022     | 9 823      |
| Liffré                     | Guillaume Bégué         |  | PS    | 2017     | 8 987      |
| Maen Roch                  | Thomas Janvier          |  | DVC   | 2020     | 5 093      |
| Melesse                    | Claude Jaouen           |  | PS    | 2014     | 7 400      |
| Montauban-de-Bretagne      | Serge Jalu              |  | PS    | 2008     | 6 574      |
| Montfort-sur-Meu           | Fabrice Dalino          |  | UDB   | 2020     | 6 767      |
| Mordelles                  | Thierry Le Bihan        |  | RE    | 2014     | 7 831      |
| Noyal-Châtillon-sur-Seiche | Sébastien Guéret        |  | PS    | 2020     | 7 995      |
| Noyal-sur-Vilaine          | Marielle Muret-Baudouin |  | DVD   | 2014     | 6 250      |
| Pacé                       | Hervé Depouez           |  | DVD   | 2020     | 11 815     |
| Pleurtuit                  | Sophie Bézier           |  | DVD   | 2020     | 7 064      |
| Redon                      | Pascal Duchêne          |  | UDI   | 2014     | 9 336      |
| Rennes                     | Nathalie Appéré         |  | PS    | 2014     | 227 830    |
| Saint-Gilles               | Philippe Thébault       |  | DVG   | 2014     | 5 489      |
| Saint-Grégoire             | Laëtitia Remoissenet    |  | DVC   | 2024     | 9 992      |
| Saint-Jacques-de-la-Lande  | Marie Ducamin           |  | PS    | 2020     | 13 593     |
| Saint-Malo                 | Gilles Lurton           |  | LR    | 2020     | 47 255     |
| Thorigné-Fouillard         | Gaël Lefeuvre           |  | DVD   | 2020     | 8 631      |
| Vern-sur-Seiche            | Stéphane Labbé          |  | HOR   | 2020     | 8 272      |
| Vezin-le-Coquet            | René-François Houssin   |  | PS    | 2020     | 6 441      |
| Vitré                      | Pierre Léonardi         |  | DVD   | 2024     | 18 892     |

Plusieurs communes ont vu un changement de premier édile en cours de mandat :

Maires des 332 communes d'Ille-et-Vilaine
A
- Acigné : Olivier Dehaese
- Amanlis : Loïc Godet

Carte des 332 communes d'Ille-et-Vilaine au 1er janvier 2024.

- Andouillé-Neuville : Aurore Gely-Pernot
- Arbrissel : Thomas Bardy
- Argentré-du-Plessis : Jean-Noël Bévière
- Aubigné : Youri Moysan
- Availles-sur-Seiche : Élisabeth Carré

B
- Baguer-Morvan : Olivier Bourdais
- Baguer-Pican : Sylvie Duguépéroux
- Bain-de-Bretagne : Myriam Gohier
- Bains-sur-Oust : Daniel Barre
- Bais : Nathalie Clouet
- Balazé : Stéphane Douabin
- Baulon : Christophe Véron
- Bazouges-la-Pérouse : Pascal Hervé
- Beaucé : Stéphane Idlas
- Bécherel : Mélina Parmentier
- Bédée : Joseph Thébault
- Betton : Laurence Besserve
- Billé : Daniel Balluais
- Bléruais : Maryse Lecomte
- Boisgervilly : Bernard Piedvache
- Boistrudan : Anne Renault
- Bonnemain : Marcel Piot
- Bourg-des-Comptes : Christian Leprêtre
- Bourgbarré : Franck Morvan
- Bovel : José Mercier
- Bréal-sous-Montfort : Bernard Ethoré
- Bréal-sous-Vitré : Pascale Cartron
- Brécé : Christophe Chevance
- Breteil : Isabelle Ozoux
- Brie : Bruno Pelletier
- Brielles : Élisabeth Delahaye
- Broualan : André Davy
- Bruc-sur-Aff : Philippe Eslan
- Bruz : Philippe Salmon

C
- Cancale : Pierre-Yves Mahieu
- Cardroc : Marie-Thérèse Cakain
- Cesson-Sévigné : Jean-Pierre Savignac
- Champeaux : Fabienne Belloir
- Chanteloup : Vincent Minier
- Chantepie : Gilles Dreuslin
- Chartres-de-Bretagne : Philippe Bonnin
- Chasné-sur-Illet : Benoît Michot
- Châteaubourg : Teddy Régnier
- Châteaugiron : Yves Renault
- Châteauneuf-d'Ille-et-Vilaine : Joël Masseron
- Châtillon-en-Vendelais : Jean-Luc Duvel
- Chauvigné : Henri Rault
- Chavagne : René Bouillon
- Chelun : Christian Sorieux
- Cherrueix : Jean-Michel Taillebois
- Chevaigné : Sandrine Vincent
- Cintré : Jacques Ruello
- Clayes : Philippe Sicot
- Coësmes : Luc Gallard
- Comblessac : Christophe Ricaud
- Combourg : Joël Le Besco
- Combourtillé : Roland Bouvet
- Cornillé : André Bouthemy
- Corps-Nuds : Alain Prigent
- Crevin : Daniel Gendrot
- Cuguen : Sandrine Guerche

D
- Dinard : Arnaud Salmon
- Dingé : Annabelle Quentel
- Dol-de-Bretagne : Denis Rapinel
- Domagné : Bernard Renou
- Domalain : Christian Olivier
- Domloup : Jacky Lechâble
- Dourdain : Michel Maillard
- Drouges : Patricia Marsollier

E
- Éancé : Raymond Soulas
- Épiniac : Sylvie Ramé-Prunaux
- Erbrée : Michel Errard
- Ercé-en-Lamée : Isabelle Bertin
- Ercé-près-Liffré : Bertrand Chevestrier
- Essé : Joseph Geslin
- Étrelles : Marie-Christine Morice

F
- Feins : Alain Fouglé
- Forges-la-Forêt : Yves Boulet
- Fougères : Louis Feuvrier

G
- Gaël : Denis Levrel
- Gahard : Isabelle Lavastre
- Gennes-sur-Seiche : Henri Béguin
- Gévezé : Jean-Claude Rouault
- Gosné : Jean Dupire
- Goven : Norbert Saulnier
- Grand-Fougeray : Nadine Dréan
- Guichen : Dominique Delamarre
- Guignen : Évelyne Lefeuvre
- Guipel : Isabelle Joucan
- Guipry-Messac : Thierry Beaujouan

H
- Hédé-Bazouges : Isabelle Clément-Vitoria
- Hirel : Michel Hardouin

I
- Iffendic : Christophe Martins
- Irodouër : Mickaël Le Bouquin

J
- Janzé : Hubert Paris
- Javené : Bernard Delaunay

L
- L'Hermitage : André Chouan
- La Baussaine : Jérémy Loisel
- La Bazouge-du-Désert : Joseph Boivent
- La Bosse-de-Bretagne : Jean-Charles Hamon
- La Bouëxière : Stéphane Piquet
- La Boussac : Christine Fauvel
- La Chapelle-aux-Filtzméens : Benoît Viart
- La Chapelle-Bouëxic : Roger Morazin
- La Chapelle-Chaussée : Pascal Pinault
- La Chapelle-de-Brain : Yohann Morisot
- La Chapelle-des-Fougeretz : Christèle Gasté
- La Chapelle-du-Lou-du-Lac : Patrick Herviou
- La Chapelle-Erbrée : Joël Travers
- La Chapelle-Fleurigné : Alain Forêt
- La Chapelle-Saint-Aubert : Christian Galle
- La Chapelle-Thouarault : Régine Armand
- La Couyère : Jacqueline Sollier
- La Dominelais : Jean-Éric Berton
- La Fresnais : Éric Poussin
- La Gouesnière : Joël Hamel
- La Guerche-de-Bretagne : Élisabeth Guiheneux
- La Mézière : Pascal Goriaux
- La Noë-Blanche : Frédéric Martin
- La Nouaye : Fabienne Bondon
- La Richardais : Pierre Contin
- La Selle-en-Luitré : Denis Chopin
- La Selle-Guerchaise : Ludovic Le Squer
- La Ville-ès-Nonais : Jean-Malo Cornée
- Laignelet : André Philipot
- Laillé : Françoise Louapre
- Lalleu : Thierry Lassalle
- Landavran : Danielle Résonet
- Landéan : Franck Esnault
- Landujan : Serge Henry
- Langan : Daniel Yvanoff
- Langon : Jean-Yves Colléaux
- Langouët : Jean-Luc Dubois
- Lanrigan : Sébastien Delabroise
- Lassy : Didier Le Chénéchal
- Le Châtellier : Pierre Sourdin
- Le Crouais : Daniel Chicoine
- Le Ferré : Louis Pautrel
- Le Loroux : Jean-Claude Brard
- Le Minihic-sur-Rance : Sylvie Sardin
- Le Pertre : Aurélien Thébert
- Le Petit-Fougeray : Christophe Brullé
- Le Rheu : Chantal Pétard-Voisin
- Le Sel-de-Bretagne : Christine Roger
- Le Theil-de-Bretagne : Benoît Clément
- Le Tiercent : Christian Hubert
- Le Tronchet : Pascal Briand
- Le Verger : Sylvie Galic
- Le Vivier-sur-Mer : Carole Cerveau
- Lécousse : Anne Perrin
- Les Brulais : Hugues Raffegeau
- Les Iffs : Jean-Yves Jullien
- Les Portes du Coglais : Aymar de Gouvion Saint-Cyr
- Lieuron : Rose-Line Prévert
- Liffré : Guillaume Bégué
- Lillemer : David Jullien
- Livré-sur-Changeon : Emmanuel Fraud
- Lohéac : Patrick Bertin
- Longaulnay : David Buisset
- Lourmais : François Bordin
- Loutehel : Pascal Guerro
- Louvigné-de-Bais : Thierry Pigeon
- Louvigné-du-Désert : Jean-Pierre Oger
- Luitré-Dompierre : Michel Balluais

M
- Maen Roch : Thomas Janvier
- Marcillé-Raoul : Jean-Claude Boulmer
- Marcillé-Robert : Laurent Divay
- Marpiré : Thérèse Moussu
- Martigné-Ferchaud : Patrick Henry
- Maxent : Ange Prioul
- Mecé : Jean-Luc Delaunay
- Médréac : Serge Collet
- Meillac : Georges Dumas
- Melesse : Claude Jaouen
- Mellé : Olivier Poste
- Mernel : Jean-Yves Inizan
- Mesnil-Roc'h : Christelle Brossellier
- Mézières-sur-Couesnon : Olivier Barbette
- Miniac-Morvan : Olivier Compain
- Miniac-sous-Bécherel : Carole Leromain
- Mondevert : Christian Stéphan
- Mont-Dol : Marie-Élisabeth Solier
- Montauban-de-Bretagne : Serge Jalu
- Montautour : Thierry Mongodin
- Monterfil : Michel Duault
- Montfort-sur-Meu : Fabrice Dalino
- Montgermont : Laurent Prizé
- Monthault : Roger Buffet
- Montreuil-des-Landes : Marie-Louise Berhault
- Montreuil-le-Gast : Lionel Henry
- Montreuil-sous-Pérouse : Louis Ménager
- Montreuil-sur-Ille : Yvon Taillard
- Mordelles : Thierry Le Bihan
- Mouazé : Frédéric Bougeot
- Moulins : Anne-Marie Morlier
- Moussé : Gilbert Gérard
- Moutiers : Yves Colas
- Muel : Patrick Chenais

N
- Nouvoitou : Jean-Marc Legagneur
- Noyal-Châtillon-sur-Seiche : Sébastien Guéret
- Noyal-sous-Bazouges : Bertrand Mallet
- Noyal-sur-Vilaine : Marielle Muret-Baudoin

O
- Orgères : Yannick Cochaud

P
- Pacé : Hervé Depouez
- Paimpont : Alain Lefeuvre
- Pancé : Jean-François Pilard
- Parcé : Laurent Legendre
- Parigné : Hervé Guillard
- Parthenay-de-Bretagne : Khalil Bettal
- Pipriac : Franck Pichot
- Piré-Chancé : Dominique Denieul
- Pléchâtel : Éric Bourasseau
- Pleine-Fougères : Louis Thébault
- Plélan-le-Grand : Murielle Douté-Bouton
- Plerguer : Jean-Luc Beaudoin
- Plesder : Évelyne Simon-Glory
- Pleugueneuc : Loïc Régeard
- Pleumeleuc : Patrick Le Texier
- Pleurtuit : Sophie Bézier
- Pocé-les-Bois : Frédéric Martin
- Poilley : Noël Demazel
- Poligné : Guy Rinfray
- Pont-Péan : Michel Demolder
- Princé : Jean-Claude Denouault

Q
- Québriac : Marie-Madeleine Gamblin
- Quédillac : Hubert Lorand

R
- Rannée : Karine Morel
- Redon : Pascal Duchêne
- Renac : Patrick Baudy
- Rennes : Nathalie Appéré
- Retiers : Thierry Restif
- Rimou : Fernande-Raymonde Lohier
- Rives-du-Couesnon : David Lebouvier
- Romagné : Cécile Parlot
- Romazy : Patrick Besnard
- Romillé : Henri Daucé
- Roz-Landrieux : François Mainsard
- Roz-sur-Couesnon : Christophe Fambon

S
- Sains : Nicolas Bathelier
- Saint-Armel : Morgane Madiot
- Saint-Aubin-d'Aubigné : Jacques Richard
- Saint-Aubin-des-Landes : Christophe Fesselier
- Saint-Aubin-du-Cormier : Jérôme Bégasse
- Saint-Benoît-des-Ondes : Bernadette Letanoux
- Saint-Briac-sur-Mer : Philippe Fourneyron
- Saint-Brieuc-des-Iffs : Rémi Couet
- Saint-Broladre : Jean-François Gobichon
- Saint-Christophe-de-Valains : Michelle Garavaglia
- Saint-Christophe-des-Bois : Yves Guérin
- Saint-Coulomb : Jean-Michel Fredou
- Saint-Didier : Joseph Jouault
- Saint-Domineuc : Benoît Sohier
- Saint-Erblon : Matthieu Pollet
- Saint-Ganton : Fabienne Cottais
- Saint-Georges-de-Gréhaigne : Jean-Pierre Héry
- Saint-Georges-de-Reintembault : Marie-Claire Boucher
- Saint-Germain-du-Pinel : Erick Geslin
- Saint-Germain-en-Coglès : Daniel Helbert
- Saint-Germain-sur-Ille : Bertrand Legendre
- Saint-Gilles : Philippe Thébault
- Saint-Gondran : Yannick Larivière-Gillet
- Saint-Gonlay : Loïc Boisgerault
- Saint-Grégoire : Laëtitia Remoissenet
- Saint-Guinoux : Pascal Simon
- Saint-Hilaire-des-Landes : Claude Hamard
- Saint-Jacques-de-la-Lande : Marie Ducamin
- Saint-Jean-sur-Vilaine : Marc Fauvel
- Saint-Jouan-des-Guérets : Marie-France Ferret
- Saint-Just : Daniel Mahé
- Saint-Léger-des-Prés : Olivier Bernard
- Saint-Lunaire : Michel Penhouët
- Saint-M'Hervé : Élisabeth Brun
- Saint-Malo : Gilles Lurton
- Saint-Malo-de-Phily : Marie-Claire Brault
- Saint-Malon-sur-Mel : Gilles Le Métayer
- Saint-Marc-le-Blanc : Olivier Gaigne
- Saint-Marcan : Louis Leport
- Saint-Maugan : Étienne Bonnin
- Saint-Médard-sur-Ille : Noël Bournonville
- Saint-Méen-le-Grand : Pierre Guitton
- Saint-Méloir-des-Ondes : Dominique de La Portbarré
- Saint-Onen-la-Chapelle : Jean-François Bohanne
- Saint-Ouen-des-Alleux : Pierre Thomas
- Saint-Péran : Isabelle Goven
- Saint-Père-Marc-en-Poulet : Jean-Francis Richeux
- Saint-Pern : Marie-Hélène Frénoy
- Saint-Rémy-du-Plain : Dominique Prioul
- Saint-Sauveur-des-Landes : Christophe Deroyer
- Saint-Séglin : Marie-Thérèse Monvoisin
- Saint-Senoux : Maryline Lair
- Saint-Suliac : Pascal Bianco
- Saint-Sulpice-des-Landes : Charlotte Mérault
- Saint-Sulpice-la-Forêt : Yann Huaumé
- Saint-Symphorien : Yves Desmidt
- Saint-Thual : Loïc Commeureuc
- Saint-Thurial : David Moizan
- Saint-Uniac : Karine Passilly
- Sainte-Anne-sur-Vilaine : Jean-Michel Gaudichon
- Sainte-Colombe : Julien Richard
- Sainte-Marie : Françoise Boussekey
- Saulnières : Laurent Le Guehennec
- Sens-de-Bretagne : Gérard Morel
- Servon-sur-Vilaine : Melaine Morin
- Sixt-sur-Aff : René Riaud
- Sougéal : Rémi Chapdelaine

T
- Taillis : Michel Sauvage
- Talensac : Armand Bohuon
- Teillay : Yvon Mellet
- Thorigné-Fouillard : Gaël Lefeuvre
- Thourie : Daniel Bordier
- Tinténiac : Christian Toczé
- Torcé : Yannick Fouet
- Trans-la-Forêt : Janine Lejanvre
- Treffendel : Françoise Kerguelen
- Trémeheuc : Pierre Serais
- Tresbœuf : Laurence Roux
- Trévérien : Vincent Melcion
- Trimer : Christophe Baot

V
- Val-Couesnon : Emmanuel Houdus
- Val d'Anast : Pierre-Yves Reboux
- Val-d'Izé : Bruno Delva
- Vergéal : Samuel Urien
- Vern-sur-Seiche : Stéphane Labbé
- Vezin-le-Coquet : René-François Houssin
- Vieux-Viel : Gérard Dufeu
- Vieux-Vy-sur-Couesnon : Pascal Dewasmes
- Vignoc : Daniel Houitte
- Villamée : Laurence Chérel
- Visseiche : Bruno Gatel
- Vitré : Pierre Léonardi

Entre 2014 et 2020, le nombre de communes brétiliennes est passé de 353 à 333, à la suite de la création de treize communes nouvelles qui regroupent 33 communes déléguées. La plupart d'entre elles élit un maire délégué.
Au 1er janvier 2024, le département ne compte plus que 332 communes, après la création de La Chapelle-Fleurigné.
- Antrain : Louis Halais
- Baillé : Didier Vaslet
- Campel : Sébastien Denier
- Chancé : Jean-Baptiste Lebouc
- La Chapelle-du-Lou : Yves Rouault
- La Chapelle-Janson : Alain Forêt
- Châteaugiron : Yves Renault
- Coglès : Thierry Malle
- Dompierre-du-Chemin : Landry Roger
- Fleurigné : Monique Pommereul
- La Fontenelle : Henri Avril
- Lanhélin : Erick Masson
- Le Lou-du-Lac : Jean-Claude Percherel
- Luitré : Monique Galodé
- Maure-de-Bretagne : Pierre-Yves Reboux
- Montauban-de-Bretagne : Serge Jalu
- Montours : Patrice Goudal
- Ossé : Denis Gatel
- Saint-Aubin-du-Pavail : Laëtitia Miralles
- Saint-Georges-de-Chesné : Joseph Érard
- Saint-Jean-sur-Couesnon : Joël Prigent
- Saint-M'Hervon : Fabien Briche
- Saint-Marc-le-Blanc : Jacques de Moncuit
- Saint-Marc-sur-Couesnon : Gilbert Léonard
- Saint-Ouen-la-Rouërie : Sabrina Machard
- Saint-Pierre-de-Plesguen : Catherine Paroux
- La Selle-en-Coglès : Pascal Vallée
- Tremblay : Laurent Goré
- Tressé : Nancy Bourianne
- Vendel : Christelle Cornée

Ce n'est pas le cas des anciennes communes de Guipry, Messac, Piré-sur-Seiche, Saint-Brice-en-Cogles et Saint-Étienne-en-Cogles.

## Résultats électoraux

### Élections présidentielles
Hormis 1981 et 2007, l'Ille-et-Vilaine a toujours voté pour le futur élu. On remarque aussi un poids plus faible de l'extrême-droite et du Parti communiste français, et a contrario, des scores généralement plus élevés qu'au niveau national pour l'extrême-gauche et le courant écologiste.
- Élection présidentielle de 2022 :

| Premier tour · Second tour                          |                                               |                            |                                  |                           |                                  |
|                                                     |                                               | Premier tour 10 avril 2022 | Premier tour 10 avril 2022       | Second tour 24 avril 2022 | Second tour 24 avril 2022        |
|                                                     |                                               | Nombre                     | % des inscrits                   | Nombre                    | % des inscrits                   |
| Inscrits                                            | Inscrits                                      | 771 647                    | 100,00                           | 771 870                   | 100,00                           |
| Abstentions                                         | Abstentions                                   | 161 438                    | 20,92                            | 169 031                   | 21,90                            |
| Votants                                             | Votants                                       | 610 209                    | 79,08                            | 602 839                   | 78,10                            |
|                                                     |                                               |                            | % des votants                    |                           | % des votants                    |
| Bulletins blancs                                    | Bulletins blancs                              | 9 494                      | 1,56                             | 39 489                    | 6,55                             |
| Bulletins nuls                                      | Bulletins nuls                                | 3 883                      | 0,64                             | 13 090                    | 2,17                             |
| Suffrages exprimés                                  | Suffrages exprimés                            | 596 832                    | 97,81                            | 550 260                   | 91,28                            |
|                                                     |                                               |                            |                                  |                           |                                  |
| Candidat Parti politique                            | Candidat Parti politique                      | Voix                       | % des exprimés Différence France | Voix                      | % des exprimés Différence France |
|                                                     | Nathalie Arthaud Lutte ouvrière               | 3 783                      | 0,63 · 0,07                      |                           |                                  |
|                                                     | Fabien Roussel Parti communiste français      | 12 696                     | 2,13 · 0,15                      |                           |                                  |
|                                                     | Emmanuel Macron La République en marche       | 205 882                    | 34,50 · 6,66                     | 390 330                   | 70,94 · 12,39                    |
|                                                     | Jean Lassalle Résistons                       | 13 985                     | 2,34 · 0,79                      |                           |                                  |
|                                                     | Marine Le Pen Rassemblement national          | 101 797                    | 17,06 · 6,09                     | 159 930                   | 29,06 · 12,39                    |
|                                                     | Éric Zemmour Reconquête                       | 27 463                     | 4,60 · 2,47                      |                           |                                  |
|                                                     | Jean-Luc Mélenchon La France insoumise        | 132 510                    | 22,20 · 0,25                     |                           |                                  |
|                                                     | Anne Hidalgo Parti socialiste                 | 13 973                     | 2,34 · 0,59                      |                           |                                  |
|                                                     | Yannick Jadot Europe Écologie Les Verts       | 42 613                     | 7,14 · 2,51                      |                           |                                  |
|                                                     | Valérie Pécresse Les Républicains             | 26 194                     | 4,39 · 0,39                      |                           |                                  |
|                                                     | Philippe Poutou Nouveau Parti anticapitaliste | 5 376                      | 0,90 · 0,13                      |                           |                                  |
|                                                     | Nicolas Dupont-Aignan Debout la France        | 10 560                     | 1,77 · 0,29                      |                           |                                  |
| Source : Ministère de l'Intérieur - Ille-et-Vilaine |                                               |                            |                                  |                           |                                  |

- Élection présidentielle de 2017 :

| Premier tour · Second tour                          |                                                  |                            |                                  |                        |                                  |
|                                                     |                                                  | Premier tour 23 avril 2017 | Premier tour 23 avril 2017       | Second tour 7 mai 2017 | Second tour 7 mai 2017           |
|                                                     |                                                  | Nombre                     | % des inscrits                   | Nombre                 | % des inscrits                   |
| Inscrits                                            | Inscrits                                         | 730 142                    | 100,00                           | 730 055                | 100,00                           |
| Abstentions                                         | Abstentions                                      | 116 705                    | 15,98                            | 148 868                | 20,39                            |
| Votants                                             | Votants                                          | 613 437                    | 84,02                            | 581 187                | 79,61                            |
|                                                     |                                                  |                            | % des votants                    |                        | % des votants                    |
| Bulletins blancs                                    | Bulletins blancs                                 | 10 011                     | 1,63                             | 46 034                 | 7,92                             |
| Bulletins nuls                                      | Bulletins nuls                                   | 4 085                      | 0,67                             | 15 864                 | 2,73                             |
| Suffrages exprimés                                  | Suffrages exprimés                               | 599 341                    | 97,70                            | 519 289                | 89,35                            |
|                                                     |                                                  |                            |                                  |                        |                                  |
| Candidat Parti politique                            | Candidat Parti politique                         | Voix                       | % des exprimés Différence France | Voix                   | % des exprimés Différence France |
|                                                     | Emmanuel Macron En marche !                      | 181 373                    | 30,26 · 6,25                     | 403 347                | 77,67 · 11,57                    |
|                                                     | Jean-Luc Mélenchon La France insoumise           | 118 096                    | 19,70 · 0,12                     |                        |                                  |
|                                                     | François Fillon Les Républicains                 | 114 034                    | 19,03 · 0,98                     |                        |                                  |
|                                                     | Marine Le Pen Front national                     | 84 648                     | 14,12 · 7,18                     | 115 942                | 22,33 · 11,57                    |
|                                                     | Benoît Hamon Parti socialiste                    | 53 418                     | 8,91 · 2,55                      |                        |                                  |
|                                                     | Nicolas Dupont-Aignan Debout la France           | 26 822                     | 4,48 · 0,22                      |                        |                                  |
|                                                     | Philippe Poutou Nouveau Parti anticapitaliste    | 7 065                      | 1,18 · 0,09                      |                        |                                  |
|                                                     | Jean Lassalle Résistons                          | 4 531                      | 0,76 · 0,45                      |                        |                                  |
|                                                     | Nathalie Arthaud Lutte ouvrière                  | 4 339                      | 0,72 · 0,08                      |                        |                                  |
|                                                     | François Asselineau Union populaire républicaine | 3 994                      | 0,67 · 0,25                      |                        |                                  |
|                                                     | Jacques Cheminade Solidarité et progrès          | 1 021                      | 0,17 · 0,01                      |                        |                                  |
| Source : Ministère de l'Intérieur - Ille-et-Vilaine |                                                  |                            |                                  |                        |                                  |

- Élection présidentielle de 2012 :

| Premier tour · Second tour                          |                                                   |                                |                                |                               |                               |
| Candidat Parti politique                            | Candidat Parti politique                          | Premier tour Différence France | Premier tour Différence France | Second tour Différence France | Second tour Différence France |
| Candidat Parti politique                            | Candidat Parti politique                          | Voix                           | %                              | Voix                          | %                             |
|                                                     | Eva Joly Europe Écologie Les Verts                | 18 367                         | 3,17 · 0,86                    |                               |                               |
|                                                     | Marine Le Pen Front national                      | 71 727                         | 12,39 · 5,51                   |                               |                               |
|                                                     | Nicolas Sarkozy Union pour un mouvement populaire | 150 685                        | 26,02 · 1,16                   | 247 127                       | 44,29 · 4,07                  |
|                                                     | Jean-Luc Mélenchon Front de gauche                | 59 901                         | 10,35 · 0,75                   |                               |                               |
|                                                     | Philippe Poutou Nouveau Parti anticapitaliste     | 7 066                          | 1,22 · 0,07                    |                               |                               |
|                                                     | Nathalie Arthaud Lutte ouvrière                   | 3 876                          | 0,67 · 0,11                    |                               |                               |
|                                                     | Jacques Cheminade Solidarité et progrès           | 1 377                          | 0,24 · 0,01                    |                               |                               |
|                                                     | François Bayrou Mouvement démocrate               | 71 491                         | 12,35 · 3,22                   |                               |                               |
|                                                     | Nicolas Dupont-Aignan Debout la République        | 10 601                         | 1,83 · 0,04                    |                               |                               |
|                                                     | François Hollande Parti socialiste                | 183 935                        | 31,77 · 3,14                   | 310 905                       | 55,71 · 4,07                  |
|                                                     |                                                   |                                |                                |                               |                               |
| Inscrits                                            | Inscrits                                          | 697 043                        | 100,00                         | 697 094                       | 100,00                        |
| Abstentions                                         | Abstentions                                       | 106 972                        | 15,35                          | 110 520                       | 15,57                         |
| Votants                                             | Votants                                           | 590 071                        | 84,65                          | 588 574                       | 84,43                         |
| Blancs ou nuls                                      | Blancs ou nuls                                    | 11 045                         | 1,87                           | 30 542                        | 5,19                          |
| Exprimés                                            | Exprimés                                          | 579 026                        | 98,13                          | 558 032                       | 94,81                         |
| Source : Ministère de l'Intérieur - Ille-et-Vilaine |                                                   |                                |                                |                               |                               |

- Élection présidentielle de 2007 :

| Premier tour · Second tour                          |                                                      |                                |                                |                               |                               |
| Candidat Parti politique                            | Candidat Parti politique                             | Premier tour Différence France | Premier tour Différence France | Second tour Différence France | Second tour Différence France |
| Candidat Parti politique                            | Candidat Parti politique                             | Voix                           | %                              | Voix                          | %                             |
|                                                     | François Bayrou Union pour la démocratie française   | 137 432                        | 23,81 · 5,24                   |                               |                               |
|                                                     | Olivier Besancenot Ligue communiste révolutionnaire  | 25 968                         | 4,50 · 0,42                    |                               |                               |
|                                                     | José Bové Sans étiquette                             | 7 582                          | 1,31 · 0,01                    |                               |                               |
|                                                     | Marie-George Buffet Gauche populaire et antilibérale | 5 980                          | 1,04 · 0,89                    |                               |                               |
|                                                     | Arlette Laguiller Lutte ouvrière                     | 7 398                          | 1,28 · 0,05                    |                               |                               |
|                                                     | Jean-Marie Le Pen Front national                     | 35 974                         | 6,23 · 4,21                    |                               |                               |
|                                                     | Frédéric Nihous Chasse, pêche, nature et traditions  | 5 442                          | 0,94 · 0,21                    |                               |                               |
|                                                     | Ségolène Royal Parti socialiste                      | 162 903                        | 28,22 · 2,35                   | 292 606                       | 52,39 · 5,45                  |
|                                                     | Nicolas Sarkozy Union pour un mouvement populaire    | 162 372                        | 28,13 · 3,05                   | 265 929                       | 47,61 · 5,45                  |
|                                                     | Gérard Schivardi Parti des travailleurs              | 1 319                          | 0,23 · 0,11                    |                               |                               |
|                                                     | Philippe de Villiers Mouvement pour la France        | 12 793                         | 2,22 · 0,01                    |                               |                               |
|                                                     | Dominique Voynet Les Verts                           | 12 073                         | 2,09 · 0,52                    |                               |                               |
|                                                     |                                                      |                                |                                |                               |                               |
| Inscrits                                            | Inscrits                                             | 665 646                        | 100,00                         | 665 677                       | 100,00                        |
| Abstentions                                         | Abstentions                                          | 80 991                         | 12,17                          | 83 475                        | 12,54                         |
| Votants                                             | Votants                                              | 584 655                        | 87,83                          | 582 202                       | 87,46                         |
| Blancs ou nuls                                      | Blancs ou nuls                                       | 7 419                          | 1,27                           | 23 667                        | 4,07                          |
| Exprimés                                            | Exprimés                                             | 577 236                        | 98,73                          | 558 535                       | 95,93                         |
| Source : Ministère de l'Intérieur - Ille-et-Vilaine |                                                      |                                |                                |                               |                               |

- Élection présidentielle de 2002 :

| Premier tour · Second tour                          |                                                      |                                |                                |                               |                               |
| Candidat Parti politique                            | Candidat Parti politique                             | Premier tour Différence France | Premier tour Différence France | Second tour Différence France | Second tour Différence France |
| Candidat Parti politique                            | Candidat Parti politique                             | Voix                           | %                              | Voix                          | %                             |
|                                                     | Bruno Mégret Mouvement national républicain          | 5 047                          | 1,14 · 1,20                    |                               |                               |
|                                                     | Corinne Lepage Cap21                                 | 10 878                         | 2,45 · 0,57                    |                               |                               |
|                                                     | Daniel Gluckstein Parti des travailleurs             | 2 253                          | 0,51 · 0,04                    |                               |                               |
|                                                     | François Bayrou Union pour la démocratie française   | 34 958                         | 7,87 · 1,03                    |                               |                               |
|                                                     | Jacques Chirac Rassemblement pour la République      | 94 703                         | 21,32 · 1.44                   | 439 600                       | 89,82 · 7,61                  |
|                                                     | Jean-Marie Le Pen Front national                     | 46 449                         | 10,46 · 6,40                   | 49 849                        | 10,18 · 7,61                  |
|                                                     | Christiane Taubira Parti radical de gauche           | 11 137                         | 2,51 · 0,19                    |                               |                               |
|                                                     | Jean Saint-Josse Chasse, pêche, nature et traditions | 15 251                         | 3,43 · 0,80                    |                               |                               |
|                                                     | Noël Mamère Les Verts                                | 31 346                         | 7,06 · 1,81                    |                               |                               |
|                                                     | Lionel Jospin Parti socialiste                       | 79 142                         | 17,81 · 1,63                   |                               |                               |
|                                                     | Christine Boutin Forum des républicains sociaux      | 7 112                          | 1,60 · 0,41                    |                               |                               |
|                                                     | Robert Hue Parti communiste français                 | 9 373                          | 2,11 · 1,26                    |                               |                               |
|                                                     | Jean-Pierre Chevènement Mouvement des citoyens       | 20 231                         | 4,55 · 0,78                    |                               |                               |
|                                                     | Alain Madelin Démocratie libérale                    | 22 559                         | 5,08 · 1,17                    |                               |                               |
|                                                     | Arlette Laguiller Lutte ouvrière                     | 29 955                         | 6,74 · 1,02                    |                               |                               |
|                                                     | Olivier Besancenot Ligue communiste révolutionnaire  | 23 863                         | 5,37 · 1,12                    |                               |                               |
|                                                     |                                                      |                                |                                |                               |                               |
| Inscrits                                            | Inscrits                                             | 618 329                        | 100,00                         | 618 255                       | 100,00                        |
| Abstentions                                         | Abstentions                                          | 158 264                        | 25,60                          | 105 302                       | 17,03                         |
| Votants                                             | Votants                                              | 460 065                        | 74,40                          | 512 953                       | 82,97                         |
| Blancs ou nuls                                      | Blancs ou nuls                                       | 15 808                         | 3,44                           | 23 504                        | 4,58                          |
| Exprimés                                            | Exprimés                                             | 444 257                        | 96,56                          | 489 449                       | 95,42                         |
| Source : Ministère de l'Intérieur - Ille-et-Vilaine |                                                      |                                |                                |                               |                               |

- Élection présidentielle de 1995 :

| Premier tour · Second tour                |                                                           |                                |                                |                               |                               |
| Candidat Parti politique                  | Candidat Parti politique                                  | Premier tour Différence France | Premier tour Différence France | Second tour Différence France | Second tour Différence France |
| Candidat Parti politique                  | Candidat Parti politique                                  | Voix                           | %                              | Voix                          | %                             |
|                                           | Philippe de Villiers Mouvement pour la France             | 20 762                         | 4,48 · 0,26                    |                               |                               |
|                                           | Jean-Marie Le Pen Front national                          | 41 594                         | 8,98 · 6,02                    |                               |                               |
|                                           | Jacques Chirac Rassemblement pour la République           | 97 480                         | 21,04 · 0,20                   | 231 929                       | 51,19 · 1,45                  |
|                                           | Arlette Laguiller Lutte ouvrière                          | 30 188                         | 6,52 · 1,22                    |                               |                               |
|                                           | Jacques Cheminade Fédération pour une nouvelle solidarité | 1 150                          | 0,25 · 0,03                    |                               |                               |
|                                           | Lionel Jospin Parti socialiste                            | 118 780                        | 25,64 · 2,34                   | 221 177                       | 48,81 · 1,45                  |
|                                           | Dominique Voynet Les Verts                                | 20 062                         | 4,33 · 1,01                    |                               |                               |
|                                           | Édouard Balladur Rassemblement pour la République diss.   | 104 104                        | 22,47 · 3,89                   |                               |                               |
|                                           | Robert Hue Parti communiste français                      | 29 204                         | 6,30 · 2,34                    |                               |                               |
|                                           |                                                           |                                |                                |                               |                               |
| Inscrits                                  | Inscrits                                                  | 581 428                        | 100,00                         | 581 508                       | 100,00                        |
| Abstentions                               | Abstentions                                               | 104 521                        | 17,98                          | 107 421                       | 18,47                         |
| Votants                                   | Votants                                                   | 476 907                        | 82,02                          | 474 087                       | 81,53                         |
| Blancs ou nuls                            | Blancs ou nuls                                            | 13 583                         | 2,85                           | 20 981                        | 4,43                          |
| Exprimés                                  | Exprimés                                                  | 463 324                        | 97,15                          | 453 106                       | 95,57                         |
| Source : Politiquemania - Ille-et-Vilaine |                                                           |                                |                                |                               |                               |

- Élection présidentielle de 1988 :

| Premier tour · Second tour                |                                                         |                                |                                |                               |                               |
| Candidat Parti politique                  | Candidat Parti politique                                | Premier tour Différence France | Premier tour Différence France | Second tour Différence France | Second tour Différence France |
| Candidat Parti politique                  | Candidat Parti politique                                | Voix                           | %                              | Voix                          | %                             |
|                                           | Raymond Barre Union pour la démocratie française        | 88 213                         | 20,40 · 3,85                   |                               |                               |
|                                           | Pierre Juquin Communiste rénovateur                     | 9 260                          | 2,14 · 0,04                    |                               |                               |
|                                           | Jean-Marie Le Pen Front national                        | 37 341                         | 8,64 · 5,75                    |                               |                               |
|                                           | Jacques Chirac Rassemblement pour la République         | 90 568                         | 20,95 · 1,01                   | 203 473                       | 45,78 · 0,20                  |
|                                           | François Mitterrand Parti socialiste                    | 162 633                        | 37,61 · 3,51                   | 240 984                       | 54,22 · 0,20                  |
|                                           | Pierre Boussel Mouvement pour un parti des travailleurs | 1 801                          | 0,42 · 0,04                    |                               |                               |
|                                           | Antoine Waechter Les Verts                              | 19 071                         | 4,41 · 0,63                    |                               |                               |
|                                           | Arlette Laguiller Lutte ouvrière                        | 11 236                         | 2,60 · 0,61                    |                               |                               |
|                                           | André Lajoinie Parti communiste français                | 12 278                         | 2,84 · 3,92                    |                               |                               |
|                                           |                                                         |                                |                                |                               |                               |
| Inscrits                                  | Inscrits                                                | 531 440                        | 100,00                         | 531 313                       | 100,00                        |
| Abstentions                               | Abstentions                                             | 90 532                         | 17,04                          | 73 832                        | 13,90                         |
| Votants                                   | Votants                                                 | 440 908                        | 82,96                          | 457 481                       | 86,10                         |
| Blancs ou nuls                            | Blancs ou nuls                                          | 8 507                          | 1,93                           | 13 024                        | 2,85                          |
| Exprimés                                  | Exprimés                                                | 432 401                        | 98,07                          | 444 457                       | 97,15                         |
| Source : Politiquemania - Ille-et-Vilaine |                                                         |                                |                                |                               |                               |

- Élection présidentielle de 1981 :

| Premier tour · Second tour                |                                                             |                                |                                |                               |                               |
| Candidat Parti politique                  | Candidat Parti politique                                    | Premier tour Différence France | Premier tour Différence France | Second tour Différence France | Second tour Différence France |
| Candidat Parti politique                  | Candidat Parti politique                                    | Voix                           | %                              | Voix                          | %                             |
|                                           | Arlette Laguiller Lutte ouvrière                            | 11 163                         | 2,79 · 0,49                    |                               |                               |
|                                           | Marie-France Garaud Divers droite gaulliste                 | 5 153                          | 1,29 · 0,04                    |                               |                               |
|                                           | Michel Crépeau Mouvement des radicaux de gauche             | 7 909                          | 1,97 · 0,24                    |                               |                               |
|                                           | Huguette Bouchardeau Parti socialiste unifié                | 6 028                          | 1,51 · 0,40                    |                               |                               |
|                                           | Brice Lalonde Mouvement d'écologie politique                | 17 973                         | 4,49 · 0,61                    |                               |                               |
|                                           | François Mitterrand Parti socialiste                        | 103 118                        | 25,75 · 0,10                   | 192 282                       | 45,82 · 5,94                  |
|                                           | Valéry Giscard d'Estaing Union pour la démocratie française | 132 068                        | 32,97 · 4,65                   | 227 391                       | 54,18 · 5,94                  |
|                                           | Georges Marchais Parti communiste français                  | 29 541                         | 7,38 · 7,97                    |                               |                               |
|                                           | Michel Debré Divers droite gaulliste                        | 6 644                          | 1,66 ·                         |                               |                               |
|                                           | Jacques Chirac Rassemblement pour la République             | 80 919                         | 20,20 · 2,20                   |                               |                               |
|                                           |                                                             |                                |                                |                               |                               |
| Inscrits                                  | Inscrits                                                    | 491 872                        | 100,00                         | 491 816                       | 100,00                        |
| Abstentions                               | Abstentions                                                 | 85 636                         | 17,41                          | 60 491                        | 12,30                         |
| Votants                                   | Votants                                                     | 406 236                        | 82,59                          | 431 325                       | 87,70                         |
| Blancs ou nuls                            | Blancs ou nuls                                              | 5 720                          | 1,41                           | 11 652                        | 2,70                          |
| Exprimés                                  | Exprimés                                                    | 400 516                        | 98,59                          | 419 673                       | 97,30                         |
| Source : Politiquemania - Ille-et-Vilaine |                                                             |                                |                                |                               |                               |

- Élection présidentielle de 1974 :

| Premier tour · Second tour                |                                                               |                                |                                |                               |                               |
| Candidat Parti politique                  | Candidat Parti politique                                      | Premier tour Différence France | Premier tour Différence France | Second tour Différence France | Second tour Différence France |
| Candidat Parti politique                  | Candidat Parti politique                                      | Voix                           | %                              | Voix                          | %                             |
|                                           | Jacques Chaban-Delmas Union des démocrates pour la République | 50 558                         | 14,52 · 0,59                   |                               |                               |
|                                           | René Dumont Écologiste                                        | 4 323                          | 1,24 · 0,08                    |                               |                               |
|                                           | Valéry Giscard d'Estaing Républicains indépendants            | 151 470                        | 43,50 · 10,90                  | 220 934                       | 61,78 · 10,97                 |
|                                           | Guy Héraud Fédéraliste européen                               | 259                            | 0,07 · 0,01                    |                               |                               |
|                                           | Alain Krivine Ligue communiste révolutionnaire                | 786                            | 0,23 · 0,14                    |                               |                               |
|                                           | Arlette Laguiller Lutte ouvrière                              | 8 295                          | 2,38 · 0,05                    |                               |                               |
|                                           | Jean-Marie Le Pen Front national                              | 2 228                          | 0,64 · 0,11                    |                               |                               |
|                                           | François Mitterrand Parti socialiste                          | 115 790                        | 33,26 · 9,99                   | 136 705                       | 38,22 · 10,97                 |
|                                           | Émile Muller Mouvement démocrate-socialiste de France         | 1 500                          | 0,43 · 0,26                    |                               |                               |
|                                           | Bertrand Renouvin Nouvelle Action royaliste                   | 462                            | 0,13 · 0,04                    |                               |                               |
|                                           | Jean Royer Divers droite                                      | 12 029                         | 3,45 · 0,28                    |                               |                               |
|                                           | Jean-Claude Sebag Mouvement fédéraliste européen              | 485                            | 0,14 · 0,02                    |                               |                               |
|                                           |                                                               |                                |                                |                               |                               |
| Inscrits                                  | Inscrits                                                      | 410 454                        | 100,00                         | 410 427                       | 100,00                        |
| Abstentions                               | Abstentions                                                   | 59 341                         | 14,46                          | 48 788                        | 11,89                         |
| Votants                                   | Votants                                                       | 351 113                        | 85,54                          | 361 639                       | 88,11                         |
| Blancs ou nuls                            | Blancs ou nuls                                                | 2 928                          | 0,83                           | 4 000                         | 1,11                          |
| Exprimés                                  | Exprimés                                                      | 348 185                        | 99,17                          | 357 639                       | 98,89                         |
| Source : Politiquemania - Ille-et-Vilaine |                                                               |                                |                                |                               |                               |

- Élection présidentielle de 1969 :

| Premier tour · Second tour                |                                                                |                                |                                |                               |                               |
| Candidat Parti politique                  | Candidat Parti politique                                       | Premier tour Différence France | Premier tour Différence France | Second tour Différence France | Second tour Différence France |
| Candidat Parti politique                  | Candidat Parti politique                                       | Voix                           | %                              | Voix                          | %                             |
|                                           | Gaston Defferre Section française de l'Internationale ouvrière | 11 838                         | 3,83 · 1,18                    |                               |                               |
|                                           | Louis Ducatel Radical-socialiste indépendant                   | 3 686                          | 1,19 · 0,08                    |                               |                               |
|                                           | Jacques Duclos Parti communiste français                       | 36 813                         | 11,90 · 9,37                   |                               |                               |
|                                           | Alain Krivine Ligue communiste                                 | 2 463                          | 0,80 · 0,26                    |                               |                               |
|                                           | Alain Poher Centre démocrate                                   | 81 948                         | 26,49 · 3,18                   | 105 681                       | 37,60 · 4,19                  |
|                                           | Georges Pompidou Union pour la défense de la République        | 162 518                        | 52,53 · 8,06                   | 175 415                       | 62,40 · 4,19                  |
|                                           | Michel Rocard Parti socialiste unifié                          | 10 112                         | 3,27 · 0,34                    |                               |                               |
|                                           |                                                                |                                |                                |                               |                               |
| Inscrits                                  | Inscrits                                                       | 392 368                        | 100,00                         | 392 219                       | 100,00                        |
| Abstentions                               | Abstentions                                                    | 79 158                         | 20,17                          | 100 328                       | 25,58                         |
| Votants                                   | Votants                                                        | 313 210                        | 79,83                          | 291 891                       | 74,42                         |
| Blancs ou nuls                            | Blancs ou nuls                                                 | 3 832                          | 1,22                           | 10 795                        | 3,70                          |
| Exprimés                                  | Exprimés                                                       | 309 378                        | 98,78                          | 281 096                       | 96,30                         |
| Source : Politiquemania - Ille-et-Vilaine |                                                                |                                |                                |                               |                               |

- Élection présidentielle de 1965 :

| Second tour                               |                                                               |                                |                                |                               |                               |
| Candidat Parti politique                  | Candidat Parti politique                                      | Premier tour Différence France | Premier tour Différence France | Second tour Différence France | Second tour Différence France |
| Candidat Parti politique                  | Candidat Parti politique                                      | Voix                           | %                              | Voix                          | %                             |
|                                           | Marcel Barbu Divers gauche                                    | 3 164                          | 0,98 · 0,17                    |                               |                               |
|                                           | Charles de Gaulle Union pour la nouvelle République           | 168 730                        | 52,25 · 7,60                   | 212 296                       | 67,62 · 12,42                 |
|                                           | Jean Lecanuet Mouvement républicain populaire                 | 65 763                         | 20,37 · 4,80                   |                               |                               |
|                                           | Pierre Marcilhacy Parti libéral européen                      | 6 470                          | 2,00 · 0,29                    |                               |                               |
|                                           | François Mitterrand Convention des institutions républicaines | 67 156                         | 20,80 · 10,92                  | 101 651                       | 32,38 · 12,42                 |
|                                           | Jean-Louis Tixier-Vignancour Comités Tixier-Vignancour        | 11 623                         | 3,60 · 1,60                    |                               |                               |
|                                           |                                                               |                                |                                |                               |                               |
| Inscrits                                  | Inscrits                                                      | 381 833                        | 100,00                         | 381 665                       | 100,00                        |
| Abstentions                               | Abstentions                                                   | 56 017                         | 14,67                          | 58 778                        | 15,40                         |
| Votants                                   | Votants                                                       | 325 816                        | 85,33                          | 322 887                       | 84,60                         |
| Blancs ou nuls                            | Blancs ou nuls                                                | 2 910                          | 0,89                           | 8 940                         | 2,77                          |
| Exprimés                                  | Exprimés                                                      | 322 906                        | 99,11                          | 313 947                       | 97,23                         |
| Source : Politiquemania - Ille-et-Vilaine |                                                               |                                |                                |                               |                               |

- Élection présidentielle de 1958 :

|                                       | Charles de Gaulle Union pour la nouvelle République | 735 | 86,27 |  |  |
|                                       | Albert Châtelet Union des forces démocratiques      | 73  | 8,57  |  |  |
|                                       | Georges Marrane Parti communiste français           | 44  | 5,16  |  |  |
|                                       |                                                     |     |       |  |  |
| Source : L'Humanité - Ille-et-Vilaine |                                                     |     |       |  |  |

### Élections européennes
- Élections européennes de 2024 :

| - Liste Bardella (RN-LAF) - Liste Glucksmann (PS-PP) - Liste Hayer (ENS-UDI) - Liste Bellamy (LR-LC) | |         |        |
| Liste Étiquette politique (partis et alliances)                                                      | Liste Étiquette politique (partis et alliances) | Voix    | %      |
| | La France revient ! Avec Jordan Bardella et Marine Le Pen Rassemblement national et L'Avenir français | 96 481  | 22,25  |
| | Réveiller l'Europe Parti socialiste et Place publique | 81 144  | 18,71  |
| | Besoin d'Europe Ensemble et Union des démocrates et indépendants | 77 357  | 17,84  |
| | Europe Écologie Les Écologistes – EELV et Alternative alsacienne | 38 664  | 8,92   |
| | La France insoumise - Union populaire La France insoumise, Parti ouvrier indépendant, Révolution écologique pour le vivant, Péyi-A, Pour La Réunion et Gauche écosocialiste                                        | 37 982  | 8,76   |
| | La droite pour faire entendre la voix de la France en Europe Les Républicains et Les Centristes | 35 246  | 8,13   |
| | La France fière, menée par Marion Maréchal et soutenue par Éric Zemmour Reconquête et Mouvement conservateur | 17 142  | 3,95   |
| | Gauche unie pour le monde du travail soutenue par Fabien Roussel Parti communiste français, Fédération de la gauche républicaine, Parti communiste réunionnais, Parti communiste martiniquais et Humains et dignes | 9 056   | 2,09   |
| | Alliance rurale Résistons | 8 058   | 1,86   |
| | Parti animaliste - Les animaux comptent, votre voix aussi Parti animaliste | 7 834   | 1,81   |
| | Écologie au centre , Égalité Europe Écologie, Régions unies d'Europe, Génération animal, Jeunes Ecqo et La France autrement                                                                                        | 7 132   | 1,64   |
| | Liste Asselineau-Frexit, pour le pouvoir d'achat et pour la paix Union populaire républicaine | 3 547   | 0,82   |
| | L'Europe ça suffit ! Les Patriotes et Via, la voie du peuple | 3 019   | 0,70   |
| | Lutte ouvrière - Le camp des travailleurs Lutte ouvrière et Combat ouvrier | 2 463   | 0,57   |
| | Écologie positive et territoires Écologie positive, Cap21, France Écologie, Le Trèfle - Les nouveaux écologistes, Les Universalistes, 100 % citoyens, Le Mouvement pour les animaux et Parti nationaliste basque   | 2 084   | 0,48   |
| | Équinoxe : écologie pratique et renouveau démocratique Équinoxe | 1 754   | 0,40   |
| | Europe Territoires Écologie Parti radical de gauche, Régions et peuples solidaires, Volt France, Mouvement des progressistes, Mouvement des citoyens et Collectif des sociaux-démocrates réformateurs              | 1 709   | 0,39   |
| | Pour un monde sans frontières ni patrons, urgence révolution ! Nouveau Parti anticapitaliste – Révolutionnaires | 931     | 0,21   |
| | Changer l'Europe Nouvelle Donne et Allons enfants | 492     | 0,11   |
| | Parti pirate | 358     | 0,08   |
| | Nous le peuple République souveraine et L'Appel au peuple | 335     | 0,08   |
| | Espéranto langue commune Europe Démocratie Espéranto | 160     | 0,04   |
| | Free Palestine Union des démocrates musulmans français | 136     | 0,03   |
| | Défendre les enfants Droits du parent et de l'enfant | 104     | 0,02   |
| | Pour une autre Europe Fédération citoyenne | 87      | 0,02   |
| | Paix et Décroissance Écologiste, Objecteurs de croissance, Brouette et Décroissance Élections | 78      | 0,02   |
| | Forteresse Europe - Liste d'unité nationaliste Les Nationalistes | 65      | 0,01   |
| | France libre Extrême droite | 58      | 0,01   |
| | « Pour le pain, la paix, la liberté ! » présentée par le Parti des travailleurs Parti des travailleurs | 55      | 0,01   |
| | La ruche citoyenne La Ruche citoyenne | 41      | 0,01   |
| | PACE - Parti des citoyens européens, pour l'armée européenne, pour l'Europe sociale, pour la planète ! Parti des citoyens européens et La France a des Elles                                                       | 28      | 0,01   |
| | Pour une démocratie réelle : décidons nous-mêmes ! Décidons nous-mêmes ! | 18      | 0,00   |
| | Démocratie représentative | 16      | 0,00   |
| | Non à l'UE et à l'OTAN, communistes pour la paix et le progrès social Association nationale des communistes | 12      | 0,00   |
| | Non ! Prenons-nous en mains Rester libre | 12      | 0,00   |
| | Liberté démocratique française et Nouvelle émergence patriotique | 6       | 0,00   |
| | Pour une humanité souveraine Changement citoyen | 1       | 0,00   |
| | Parti révolutionnaire Communistes | 0       | 0,00   |
| | |         |        |
| Inscrits                                                                                             | Inscrits | 785 704 | 100,00 |
| Abstentions                                                                                          | Abstentions | 338 908 | 43,13  |
| Votants                                                                                              | Votants | 446 796 | 56,87  |
| Blancs                                                                                               | Blancs | 6 181   | 1,38   |
| Nuls                                                                                                 | Nuls | 6 950   | 1,56   |
| Exprimés                                                                                             | Exprimés | 433 665 | 97,06  |
| Source : Ministère de l'Intérieur - Ille-et-Vilaine                                                  | |         |        |

- Élections européennes de 2019 :

| - Liste Loiseau (LREM, Maj.prés.) - Liste Jadot (EELV-R&PS) - Liste Bardella (RN) | |         |        |
| Liste Étiquette politique (partis et alliances)                                   | Liste Étiquette politique (partis et alliances) | Voix    | %      |
|                                                                                   | Renaissance soutenue par La République en marche, le MoDem et ses partenaires La République en marche, Mouvement démocrate, Agir, Mouvement radical, Union des démocrates et des écologistes et Alliance centriste | 102 334 | 26,97  |
|                                                                                   | Europe Écologie Europe Écologie Les Verts, Alliance écologiste indépendante et Régions et peuples solidaires | 68 529  | 18,06  |
|                                                                                   | Prenez le pouvoir, liste soutenue par Marine Le Pen Rassemblement national | 55 919  | 14,74  |
|                                                                                   | Envie d'Europe écologique et sociale Parti socialiste, Place publique, Nouvelle Donne et Parti radical de gauche                                                                                                   | 30 709  | 8,09   |
|                                                                                   | Union de la droite et du centre Les Républicains, Les Centristes et Chasse, pêche, nature et traditions | 28 394  | 7,48   |
|                                                                                   | La France insoumise La France insoumise, Parti de gauche, Gauche républicaine et socialiste et Mouvement républicain et citoyen                                                                                    | 19 239  | 5,07   |
|                                                                                   | Liste citoyenne du Printemps européen avec Benoît Hamon soutenue par Génération.s et DéME-DiEM25 Génération.s | 18 510  | 4,88   |
|                                                                                   | Les Européens Union des démocrates et indépendants, Force européenne démocrate et La Gauche moderne | 11 583  | 3,05   |
|                                                                                   | Le courage de défendre les Français avec Nicolas Dupont-Aignan. Debout la France ! – CNIP Debout la France et Centre national des indépendants et paysans                                                          | 11 136  | 2,93   |
|                                                                                   | Urgence écologie Génération écologie, Mouvement écologiste indépendant, Mouvement des progressistes et Union des démocrates et des écologistes                                                                     | 7 848   | 2,07   |
|                                                                                   | Pour l'Europe des gens, contre l'Europe de l'argent Parti communiste français et République et socialisme | 6 916   | 1,82   |
|                                                                                   | Parti animaliste Parti animaliste | 5 720   | 1,51   |
|                                                                                   | Lutte ouvrière – contre le grand capital, le camp des travailleurs Lutte ouvrière | 3 536   | 0,93   |
|                                                                                   | Ensemble pour le Frexit Union populaire républicaine | 3 368   | 0,89   |
|                                                                                   | Alliance jaune, la révolte par le vote Sans étiquette | 1 452   | 0,38   |
|                                                                                   | Ensemble Patriotes et Gilets jaunes : pour la France, sortons de l'Union européenne ! Les Patriotes | 1 166   | 0,31   |
|                                                                                   | Les oubliés de l'Europe – artisans, commerçants, professions libérales et indépendants – ACPLI Coordination nationale des indépendants                                                                             | 909     | 0,24   |
|                                                                                   | Parti pirate Parti pirate | 640     | 0,17   |
|                                                                                   | Parti fédéraliste européen – Pour une Europe qui protège ses citoyens Parti fédéraliste européen | 542     | 0,14   |
|                                                                                   | Espéranto – langue commune équitable pour l'Europe Europe Démocratie Espéranto | 257     | 0,07   |
|                                                                                   | Décroissance 2019 Parti pour la décroissance | 201     | 0,05   |
|                                                                                   | PACE – Parti des citoyens européens Parti des citoyens européens | 122     | 0,03   |
|                                                                                   | Allons enfants Allons enfants, le parti de la jeunesse | 93      | 0,02   |
|                                                                                   | Mouvement pour l'initiative citoyenne Mouvement pour l'initiative citoyenne | 88      | 0,02   |
|                                                                                   | À voix égales Sans étiquette | 74      | 0,02   |
|                                                                                   | Union pour une Europe au service des peuples Union des démocrates musulmans français | 60      | 0,02   |
|                                                                                   | Liste de la reconquête Dissidence française | 40      | 0,01   |
|                                                                                   | Une France royale au cœur de l'Europe Alliance royale | 38      | 0,01   |
|                                                                                   | Évolution citoyenne Sans étiquette | 19      | 0,01   |
|                                                                                   | La ligne claire Parti de l'in-nocence et Souveraineté, identité et libertés | 10      | 0,00   |
|                                                                                   | Neutre et actif Sans étiquette | 7       | 0,00   |
|                                                                                   | Union démocratique pour la liberté, égalité, fraternité (UDLEF) Union démocratique pour la liberté, égalité, fraternité                                                                                            | 7       | 0,00   |
|                                                                                   | Démocratie représentative La révolution est en marche | 7       | 0,00   |
|                                                                                   | Parti révolutionnaire Communistes Parti révolutionnaire Communistes | 2       | 0,00   |
|                                                                                   | |         |        |
| Inscrits                                                                          | Inscrits | 731 807 | 100,00 |
| Abstentions                                                                       | Abstentions | 334 414 | 45,70  |
| Votants                                                                           | Votants | 397 393 | 54,30  |
| Blancs                                                                            | Blancs | 9 019   | 2,27   |
| Nuls                                                                              | Nuls | 8 899   | 2,24   |
| Exprimés                                                                          | Exprimés | 379 475 | 95,49  |
| Source : Ministère de l'Intérieur - Ille-et-Vilaine                               | |         |        |

- Élections européennes de 2014 :

| - Liste Cadec (UMP) - Liste Thomas (PS) - Liste Lebreton (FN) - Liste Arthuis (UDI-MoDem) - Liste Jadot (EELV) - Liste Bayle de Jessé (DLR) | |                          |         |        |
| Liste Étiquette politique (partis et alliances)                                                                                             | Liste Étiquette politique (partis et alliances)                                                                                                   | Tête de liste            | Voix    | %      |
| | Pour la France, agir en Europe avec Alain Cadec Union pour un mouvement populaire                                                                 | Alain Cadec              | 52 818  | 17,44  |
| | Choisir notre Europe Parti socialiste et Parti radical de gauche                                                                                  | Isabelle Thomas          | 50 378  | 16,63  |
| | Liste bleu marine - Non à Bruxelles, oui à la France Front national - Rassemblement bleu Marine                                                   | Gilles Lebreton          | 48 351  | 15,97  |
| | UDI • MoDem • Les Européens • Liste soutenue par François Bayrou et Jean-Louis Borloo Union des démocrates et indépendants et Mouvement démocrate | Jean Arthuis             | 44 097  | 14,56  |
| | Liste Europe Écologie Europe Écologie Les Verts                                                                                                   | Yannick Jadot            | 38 175  | 12,61  |
| | Front de gauche - Rompre avec l'austérité et refonder l'Europe Front de gauche (Parti communiste français, Parti de gauche et Ensemble !)         | Myriam Martin            | 13 126  | 4,33   |
| | Nouvelle Donne | Emmanuel Poilane         | 12 433  | 4,11   |
| | Debout la France ! Ni système, ni extrêmes avec Nicolas Dupont-Aignan Debout la République                                                        | Cécile Bayle de Jessé    | 9 742   | 3,22   |
| | Nous te ferons Europe ! Mouvement Bretagne et progrès et Parti breton                                                                             | Christian Troadec        | 8 265   | 2,73   |
| | La Bretagne pour une Europe sociale - Breizhiz dorn-ha-dorn gant pobloù Europa Régions et peuples solidaires et Union démocratique bretonne       | Christian Guyonvarc'h    | 5 313   | 1,75   |
| | Force Vie Parti chrétien-démocrate | Marie de Blic            | 4 614   | 1,52   |
| | Nous Citoyens | Véronique Richez-Lerouge | 4 161   | 1,37   |
| | Citoyens du vote blanc Parti du vote blanc | René Thieblemont         | 4 143   | 1,37   |
| | Lutte ouvrière - Faire entendre le camp des travailleurs Lutte ouvrière                                                                           | Valérie Hamon            | 3 288   | 1,09   |
| | Pour une Europe des travailleurs et des peuples, envoyons valser l'austérité et le gouvernement ! Nouveau Parti anticapitaliste et Breizhistance  | Pierre Le Ménahès        | 1 383   | 0,46   |
| | UPR Ouest Union populaire républicaine | Jean-François Gourvenec  | 1 337   | 0,44   |
| | Espéranto langue commune équitable pour l'Europe Europe Démocratie Espéranto                                                                      | Lyse Bordage             | 359     | 0,12   |
| | Féministes pour une Europe solidaire Sans étiquette                                                                                               | Françoise Morvan         | 264     | 0,09   |
| | La France se réveille Sans étiquette | Daniel Merlet            | 254     | 0,08   |
| | Décroissance Ouest Parti pour la décroissance | Caroline Bouissou        | 145     | 0,05   |
| | Démocratie réelle Sans étiquette | Bertrand Keruzoré        | 73      | 0,02   |
| | Pour une France royale au cœur de l’Europe Alliance royale                                                                                        | Jean-Philippe Chauvin    | 46      | 0,02   |
| | Communistes Extrême gauche | Christine Picavez        | 44      | 0,01   |
| | Parti fédéraliste européen | Vincent Lancien          | 28      | 0,01   |
| | Mouvement socialiste alternatif (MSA) Mouvement socialiste alternatif                                                                             | Nicolas Rey              | 15      | 0,00   |
| | |                          |         |        |
| Inscrits | Inscrits | Inscrits                 | 703 990 | 100,00 |
| Abstentions | Abstentions | Abstentions              | 388 705 | 55,21  |
| Votants | Votants | Votants                  | 315 285 | 44,79  |
| Blancs | Blancs | Blancs                   | 7 759   | 2,46   |
| Nuls | Nuls | Nuls                     | 4 674   | 1,48   |
| Exprimés | Exprimés | Exprimés                 | 302 852 | 96,06  |
| Source : Ministère de l'Intérieur - Ille-et-Vilaine                                                                                         | |                          |         |        |

- Élections européennes de 2009 :

|                                                     | Quand l'Europe veut, l'Europe peut Majorité présidentielle (Union pour un mouvement populaire, Nouveau Centre et La Gauche moderne)                                           | Christophe Béchu      | 71 624  | 26,26  |
|                                                     | Europe Ecologie avec Daniel Cohn-Bendit, Eva Joly et José Bové Europe Écologie Les Verts                                                                                      | Yannick Jadot         | 56 160  | 20,59  |
|                                                     | Changer l'Europe maintenant avec les socialistes Parti socialiste | Bernadette Vergnaud   | 46 447  | 17,03  |
|                                                     | Démocrates pour l'Europe, liste soutenue par François Bayrou Mouvement démocrate                                                                                              | Sylvie Goulard        | 26 622  | 9,76   |
|                                                     | Liste d'union pour une autre Europe avec Philippe de Villiers soutenue par le MPF, CPNT et Libertas Mouvement pour la France, Chasse, pêche, nature et traditions et Libertas | Philippe de Villiers  | 16 903  | 6,20   |
|                                                     | « Pas question de payer leur crise », liste présentée par le NPA et soutenue par Olivier Besancenot Nouveau Parti anticapitaliste                                             | Laurence de Bouard    | 13 930  | 5,11   |
|                                                     | Front de gauche pour changer d'Europe Front de gauche (Parti de gauche, Parti communiste français et Gauche unitaire)                                                         | Jacques Généreux      | 10 667  | 3,91   |
|                                                     | Alliance Écologiste Indépendante Alliance écologiste indépendante | Eva Roy               | 10 457  | 3,83   |
|                                                     | Liste Front national présentée par Jean-Marie Le Pen Front national | Brigitte Neveux       | 7 095   | 2,60   |
|                                                     | La voix de la Bretagne en Europe Parti breton | Émile Granville       | 5 856   | 2,15   |
|                                                     | Liste Lutte Ouvrière soutenue par Arlette Laguiller Lutte ouvrière | Valérie Hamon         | 3 560   | 1,31   |
|                                                     | Liste gaulliste Debout la République avec Nicolas Dupont-Aignan Debout la République                                                                                          | Christian Lechevalier | 1 819   | 0,67   |
|                                                     | Europe Démocratie Espéranto | Bert Horst Schumann   | 777     | 0,28   |
|                                                     | Alternative Libérale Ouest « L'Europe c'est vous » Alternative libérale | Louis-Marie Bachelot  | 469     | 0,17   |
|                                                     | Europe Décroissance Parti pour la décroissance | Thierry Brulavoine    | 161     | 0,06   |
|                                                     | Union des gens - Circonscription Ouest Sans étiquette | Christophe Dupas      | 54      | 0,02   |
|                                                     | Une France royale au cœur de l'Europe Alliance royale | Jean-Philippe Chauvin | 44      | 0,02   |
|                                                     | Europe et Démocratie - Rassemblement pour l'Initiative Citoyenne (RIC) Sans étiquette                                                                                         | Gilles Helgen         | 41      | 0,02   |
|                                                     | Newropeans | Bruno Blossier        | 38      | 0,01   |
|                                                     | Communistes Extrême gauche | Chantal Girardin      | 12      | 0,00   |
|                                                     | |                       |         |        |
| Inscrits                                            | Inscrits | Inscrits              | 674 661 | 100,00 |
| Abstentions                                         | Abstentions | Abstentions           | 390 875 | 57,94  |
| Votants                                             | Votants | Votants               | 283 786 | 42,06  |
| Blancs ou nuls                                      | Blancs ou nuls | Blancs ou nuls        | 11 050  | 3,89   |
| Exprimés                                            | Exprimés | Exprimés              | 272 736 | 96,11  |
| Source : Ministère de l'Intérieur - Ille-et-Vilaine | |                       |         |        |

- Élections européennes de 2004 :

|                                                     | Et maintenant, l'Europe sociale Parti socialiste                                                                      | Bernard Poignant          | 88 057  | 31,58  |
|                                                     | UDF-Europe Union pour la démocratie française                                                                         | Philippe Morillon         | 41 963  | 15,05  |
|                                                     | Avec l'Europe, voyons la France en grand ! Union pour un mouvement populaire                                          | Roselyne Bachelot         | 37 338  | 13,39  |
|                                                     | L'écologie, Les Verts - Parti Vert européen Les Verts                                                                 | Marie-Hélène Aubert       | 26 931  | 9,66   |
|                                                     | Liste Philippe de Villiers Mouvement pour la France                                                                   | Philippe de Villiers      | 23 305  | 8,36   |
|                                                     | Liste Front national, soutenue par Jean-Marie Le Pen conduite par Samuel Maréchal Front national                      | Samuel Maréchal           | 14 179  | 5,09   |
|                                                     | L'Ouest au coeur Divers droite (Union pour un mouvement populaire dissident)                                          | Michel Hunault            | 9 885   | 3,55   |
|                                                     | La gauche utile et combative, pour une Europe de progrès social Parti communiste français                             | Patrick Le Hyaric         | 9 072   | 3,25   |
|                                                     | Oui, à l'Europe solidaire Parti radical de gauche                                                                     | Jo Le Guen                | 8 083   | 2,90   |
|                                                     | Liste LO-LCR, soutenue par Arlette Laguiller et Olivier Besancenot Lutte ouvrière et Ligue communiste révolutionnaire | Hélène Defrance           | 6 979   | 2,50   |
|                                                     | CPNT - Pour la France qu'on aime, l'Europe des différences Chasse, pêche, nature et traditions                        | Fabrice Sanchez           | 4 203   | 1,51   |
|                                                     | La France d'en bas | Ludovic Rey-Robert        | 3 714   | 1,33   |
|                                                     | Parti des travailleurs                                                                                                | François Le Pivert        | 2 053   | 0,74   |
|                                                     | Moins d'impôts, gérer utilement, l'emploi pour tous - M.I.G.U.E.T. Rassemblement des contribuables français           | Jean Bolen                | 2 039   | 0,73   |
|                                                     | Europe Démocratie Espéranto                                                                                           | Denis-Serge Clopeau       | 560     | 0,20   |
|                                                     | Vivre mieux avec l'Europe Sans étiquette                                                                              | Thomas Bidou              | 376     | 0,13   |
|                                                     | www.jevoteautrement.com Parti fédéraliste                                                                             | Michel Le Tallec          | 37      | 0,01   |
|                                                     | Alliance royale | Ingrid Doimi de Frankopan | 22      | 0,01   |
|                                                     | France unie des travailleurs salariés et indépendants Sans étiquette                                                  | Josiane Guillemin-Lugué   | 11      | 0,00   |
|                                                     | F.R.A.N.C.E. - Pôle des Libertés Divers droite                                                                        | Joël Montenot             | 9       | 0,00   |
|                                                     | Parti des socioprofessionnels Sans étiquette                                                                          | Fabrice Restier           | 7       | 0,00   |
|                                                     | |                           |         |        |
| Inscrits                                            | Inscrits | Inscrits                  | 626 511 | 100,00 |
| Abstentions                                         | Abstentions | Abstentions               | 339 410 | 54,17  |
| Votants                                             | Votants | Votants                   | 287 101 | 45,83  |
| Blancs ou nuls                                      | Blancs ou nuls | Blancs ou nuls            | 8 278   | 2,88   |
| Exprimés                                            | Exprimés | Exprimés                  | 278 823 | 97,12  |
| Source : Ministère de l'Intérieur - Ille-et-Vilaine | |                           |         |        |

- Élections européennes de 1999 :

|                                           | Construisons notre Europe Parti socialiste, Parti radical de gauche et Mouvement des citoyens                                       | François Hollande           | 63 708  | 23,50  |
|                                           | L'union pour l'Europe, l'opposition unie avec le RPR et Démocratie libérale Rassemblement pour la République et Démocratie libérale | Nicolas Sarkozy             | 44 039  | 16,24  |
|                                           | L'écologie, Les Verts, Daniel Cohn-Bendit et Dominique Voynet Les Verts                                                             | Daniel Cohn-Bendit          | 33 965  | 12,53  |
|                                           | Avec l'Europe, prenons une France d'avance Union pour la démocratie française                                                       | François Bayrou             | 33 805  | 12,47  |
|                                           | Rassemblement pour la France et l'indépendance de l'Europe Rassemblement pour la France et Mouvement pour la France                 | Charles Pasqua              | 25 522  | 9,41   |
|                                           | Chasse, pêche, nature et traditions                                                                                                 | Jean Saint-Josse            | 16 952  | 6,25   |
|                                           | Liste présentée par Lutte ouvrière et la Ligue communiste révolutionnaire Lutte ouvrière et Ligue communiste révolutionnaire        | Arlette Laguiller           | 15 158  | 5,59   |
|                                           | Bouge l'Europe ! La liste conduite par Robert Hue Parti communiste français                                                         | Robert Hue                  | 11 265  | 4,15   |
|                                           | Pour une France libre, changeons d'Europe Front national                                                                            | Jean-Marie Le Pen           | 8 483   | 3,13   |
|                                           | Moins d'impôts maintenant ! Rassemblement des contribuables français                                                                | Nicolas Miguet              | 4 383   | 1,62   |
|                                           | Écologie, le choix de la vie Mouvement écologiste indépendant                                                                       | Antoine Waechter            | 4 138   | 1,53   |
|                                           | Européens d'accord, Français d'abord, Mégret l'avenir Mouvement national républicain                                                | Bruno Mégret                | 3 538   | 1,30   |
|                                           | Combat pour l'emploi Union pour la Semaine de Quatre Jours                                                                          | Pierre Larrouturou          | 3 178   | 1,17   |
|                                           | Vivant Énergie-France Divers droite (Vivant Énergie-France)                                                                         | Gérard Maudrux              | 1 550   | 0,57   |
|                                           | Liste du Parti de la loi naturelle Parti de la loi naturelle                                                                        | Benoit Frappé               | 1 156   | 0,43   |
|                                           | Liste du Parti humaniste Parti humaniste                                                                                            | Marie-Laurence Chanut-Sapin | 184     | 0,07   |
|                                           | 97.2 : mi ou, mi mwen Mouvement libéral martiniquais                                                                                | Joseph Jos                  | 89      | 0,03   |
|                                           | Politique de vie pour l'Europe Sans étiquette                                                                                       | Christian Cotten            | 22      | 0,01   |
|                                           | Liste de la Ligue nationaliste Ligue nationaliste                                                                                   | Guy Guerrin                 | 2       | 0,00   |
|                                           | Vive le fédéralisme ! Parti fédéraliste                                                                                             | Jean-Philippe Allenbach     | 0       | 0,00   |
|                                           | |                             |         |        |
| Inscrits                                  | Inscrits | Inscrits                    | 594 233 | 100,00 |
| Abstentions                               | Abstentions | Abstentions                 | 307 041 | 51,67  |
| Votants                                   | Votants | Votants                     | 287 192 | 48,33  |
| Blancs ou nuls                            | Blancs ou nuls | Blancs ou nuls              | 16 055  | 5,59   |
| Exprimés                                  | Exprimés | Exprimés                    | 271 137 | 94,41  |
| Source : Politiquemania - Ille-et-Vilaine | |                             |         |        |

- Élections européennes de 1994 :

|                                         | L'Union UDF-RPR Union pour la démocratie française et Rassemblement pour la République                     | Dominique Baudis        | 83 773  | 30,39  |
|                                         | L'Europe solidaire Parti socialiste                                                                        | Michel Rocard           | 46 427  | 16,84  |
|                                         | Liste de la Majorité pour l'Autre Europe Divers droite, dissidents de l'Union pour la démocratie française | Philippe de Villiers    | 34 835  | 12,64  |
|                                         | Énergie Radicale Mouvement des radicaux de gauche                                                          | Bernard Tapie           | 27 268  | 9,89   |
|                                         | Contre l'Europe de Maastricht, Allez la France ! Front national                                            | Jean-Marie Le Pen       | 14 907  | 5,41   |
|                                         | Chasse, pêche, nature et traditions                                                                        | André Goustat           | 12 457  | 4,52   |
|                                         | Union des écologistes pour l'Europe ! Les Verts et L'écologie autrement                                    | Marie-Anne Isler-Béguin | 9 939   | 3,61   |
|                                         | Liste présentée par le Parti communiste français Parti communiste français                                 | Francis Wurtz           | 8 707   | 3,16   |
|                                         | Liste Lutte ouvrière Lutte ouvrière                                                                        | Arlette Laguiller       | 8 139   | 2,95   |
|                                         | Génération écologie pour l'Europe - Les vrais écologistes avec Brice Lalonde Génération écologie           | Brice Lalonde           | 7 020   | 2,55   |
|                                         | L'Autre politique Mouvement des citoyens                                                                   | Jean-Pierre Chevènement | 6 818   | 2,47   |
|                                         | L'Europe commence à Sarajevo Divers gauche                                                                 | Léon Schwartzenberg     | 5 765   | 2,09   |
|                                         | L'emploi d'abord ! Divers droite                                                                           | Gérard Touati           | 2 447   | 0,89   |
|                                         | Liste régionaliste et fédéraliste - Régions et peuples solidaires Régionalistes                            | Max Simeoni             | 2 167   | 0,79   |
|                                         | Liste du Parti de la loi naturelle Parti de la loi naturelle                                               | Benoît Frappé           | 1 450   | 0,53   |
|                                         | Pour l'Europe des travailleurs et de la démocratie Parti des travailleurs                                  | Daniel Gluckstein       | 1 279   | 0,46   |
|                                         | Démocrates pour les États-Unis d'Europe Sans étiquette                                                     | Armand Touati           | 1 136   | 0,41   |
|                                         | Politique de vie pour l'Europe Sans étiquette                                                              | Christian Cotten        | 984     | 0,36   |
|                                         | Rassemblement de l'outre-mer et des minorités Régionalistes                                                | Ernest Moutoussamy      | 134     | 0,05   |
|                                         | L'Europe pour tous Divers droite                                                                           | Jean Aillaud            | 0       | 0,00   |
|                                         | |                         |         |        |
| Inscrits                                | Inscrits                                                                                                   | Inscrits                | 566 809 | 100,00 |
| Abstentions                             | Abstentions                                                                                                | Abstentions             | 273 850 | 48,31  |
| Votants                                 | Votants | Votants                 | 292 959 | 51,69  |
| Blancs ou nuls                          | Blancs ou nuls                                                                                             | Blancs ou nuls          | 17 307  | 5,91   |
| Exprimés                                | Exprimés                                                                                                   | Exprimés                | 275 652 | 94,09  |
| Source : data.gouv.fr - Ille-et-Vilaine | |                         |         |        |

- Élections européennes de 1989 :

|                                     | L'Union UDF-RPR pour représenter et défendre la France dans une Europe unie Union pour la démocratie française, Rassemblement pour la République, Union des indépendants et Centre national des indépendants et paysans | Valéry Giscard d'Estaing | 79 371  | 31,19  |
|                                     | Majorité de progrès pour l'Europe Parti socialiste, Mouvement des radicaux de gauche, Association des démocrates et SOS Environnement                                                                                   | Laurent Fabius           | 60 515  | 23,78  |
|                                     | Liste Simone Veil - Le Centre pour l'Europe Divers droite, dissidents de l’Union pour la démocratie française | Simone Veil              | 36 212  | 14,23  |
|                                     | « Les Verts - Europe - Écologie » pour une Europe des régions et des peuples solidaires Les Verts, Union du peuple corse et Mouvement Région Savoie                                                                     | Antoine Waechter         | 34 045  | 13,38  |
|                                     | Liste Europe et Patrie Front national | Jean-Marie Le Pen        | 17 098  | 6,72   |
|                                     | Liste de rassemblement présentée par le Parti communiste français Parti communiste français | Philippe Herzog          | 8 455   | 3,32   |
|                                     | Chasse - Pêche - Tradition - Liste européenne pour la liberté de chasse et de pêche Chasse, pêche, nature et traditions                                                                                                 | André Goustat            | 6 083   | 2,39   |
|                                     | Liste Lutte ouvrière Lutte ouvrière | Arlette Laguiller        | 4 242   | 1,66   |
|                                     | Liste de l'Alliance Divers droite | Henri Joyeux             | 2 135   | 0,83   |
|                                     | Liste apolitique pour la protection des animaux et de leur environnement Écologiste | Arlette Alessandri       | 1 938   | 0,76   |
|                                     | Liste pour l'Europe des travailleurs et de la démocratie Mouvement pour un parti des travailleurs | Marc Gauquelin           | 1 594   | 0,62   |
|                                     | Génération Europe Divers droite (Mouvement de l'initiative) | Gérard Touati            | 964     | 0,37   |
|                                     | Europe Rénovateurs Mouvement des rénovateurs communistes, Parti socialiste unifié et Nouvelle Gauche | Claude Llabres           | 881     | 0,34   |
|                                     | Initiative pour une démocratie européenne Sans étiquette | Franck Biancheri         | 452     | 0,17   |
|                                     | Rassemblement pour une France libre Parti ouvrier européen | Jacques Cheminade        | 423     | 0,16   |
|                                     | |                          |         |        |
| Inscrits                            | Inscrits | Inscrits                 | 536 741 | 100,00 |
| Abstentions                         | Abstentions | Abstentions              | 274 573 | 51,15  |
| Votants                             | Votants | Votants                  | 262 168 | 48,84  |
| Blancs ou nuls                      | Blancs ou nuls | Blancs ou nuls           | 7 760   | 1,45   |
| Exprimés                            | Exprimés | Exprimés                 | 254 408 | 47,39  |
| Source : Le Monde - Ille-et-Vilaine | |                          |         |        |

- Élections européennes de 1984 :

|                                     | Union de l’opposition pour l’Europe et la défense des libertés Union pour la démocratie française et Rassemblement pour la République     | Simone Veil                  | 139 941 | 51,02  |
|                                     | Liste socialiste pour l'Europe Parti socialiste                                                                                           | Lionel Jospin                | 59 021  | 21,52  |
|                                     | Front d’opposition nationale pour l'Europe des patries Front national                                                                     | Jean-Marie Le Pen            | 17 837  | 6,50   |
|                                     | Liste présentée par le Parti communiste français Parti communiste français et Union progressiste                                          | Georges Marchais             | 12 595  | 4,59   |
|                                     | Les Verts - Europe Écologie Les Verts | Didier Anger                 | 10 344  | 3,77   |
|                                     | Entente radicale écologiste pour les États-Unis d'Europe (ERE) Union centriste radicale, Mouvement des radicaux de gauche et écologistes  | Olivier Stirn Brice Lalonde  | 9 675   | 3,52   |
|                                     | Au nom des travailleurs Lutte ouvrière | Arlette Laguiller            | 7 564   | 2,75   |
|                                     | Réussir l'Europe Divers droite, dissidents du Union pour la démocratie française                                                          | Francine Gomez               | 6 450   | 2,35   |
|                                     | Union des travailleurs indépendants pour la liberté d'entreprendre (UTILE) Divers droite                                                  | Gérard Nicoud                | 3 311   | 1,20   |
|                                     | Pour un parti des travailleurs - Liste ouvrière et paysanne d'unité Parti communiste internationaliste                                    | Marc Gauquelin               | 2 311   | 0,84   |
|                                     | Initiative 84 Divers droite | Gérard Touati                | 2 204   | 0,80   |
|                                     | Différents, de gauche, en France, en Europe - La troisième liste de gauche Parti socialiste unifié et Communistes démocrates et unitaires | Henri Fiszbin Serge Depaquit | 1 997   | 0,72   |
|                                     | Pour les États-Unis d'Europe Union des fédéralistes européens                                                                             | Henri Cartan                 | 992     | 0,36   |
|                                     | Parti ouvrier européen | Jacques Cheminade            | 0       | 0,00   |
|                                     | |                              |         |        |
| Inscrits                            | Inscrits | Inscrits                     | 505 022 | 100,00 |
| Abstentions                         | Abstentions | Abstentions                  | 220 524 | 43,67  |
| Votants                             | Votants | Votants                      | 284 498 | 56,33  |
| Blancs ou nuls                      | Blancs ou nuls | Blancs ou nuls               | 10 256  | 2,03   |
| Exprimés                            | Exprimés | Exprimés                     | 274 242 | 54,30  |
| Source : Le Monde - Ille-et-Vilaine | |                              |         |        |

- Élections européennes de 1979 :

|                                     | Union pour la France en Europe Union pour la démocratie française                                                  | Simone Veil                   | 95 597  | 35,58  |
|                                     | Liste socialiste avec la participation des radicaux de gauche Parti socialiste et Mouvement des radicaux de gauche | François Mitterrand           | 63 749  | 23,73  |
|                                     | Défense des intérêts de la France en Europe Rassemblement pour la République                                       | Jacques Chirac                | 47 428  | 17,65  |
|                                     | Liste présentée par le Parti communiste français Parti communiste français et Union progressiste                   | Georges Marchais              | 28 030  | 10,43  |
|                                     | Europe - Écologie Coordination interrégionale des mouvements écologistes                                           | Solange Fernex                | 10 943  | 4,07   |
|                                     | Pour les États-Unis socialistes d'Europe Lutte ouvrière et Ligue communiste révolutionnaire                        | Arlette Laguiller             | 8 422   | 3,13   |
|                                     | La cinquième liste : Emploi - Égalité - Europe Divers droite, dissidents de l’Union pour la démocratie française   | Jean-Jacques Servan-Schreiber | 7 420   | 2,76   |
|                                     | Union de défense interprofessionnelle pour une France indépendante dans une Europe solidaire Divers droite         | Philippe Malaud               | 3 621   | 1,34   |
|                                     | Union française pour l'Eurodroite Parti des forces nouvelles                                                       | Jean-Louis Tixier-Vignancour  | 3 412   | 1,27   |
|                                     | Régions - Europe Régionalistes                                                                                     | Jean-Edern Hallier            | 0       | 0,00   |
|                                     | Liste Europe - Autogestion présentée par le Parti socialiste unifié Parti socialiste unifié                        | Huguette Bouchardeau          | 0       | 0,00   |
|                                     | |                               |         |        |
| Inscrits                            | Inscrits | Inscrits                      | 474 318 | 100,00 |
| Abstentions                         | Abstentions | Abstentions                   | 185 923 | 39,19  |
| Votants                             | Votants | Votants                       | 288 395 | 60,81  |
| Blancs ou nuls                      | Blancs ou nuls | Blancs ou nuls                | 19 773  | 6,85   |
| Exprimés                            | Exprimés | Exprimés                      | 268 622 | 93,14  |
| Source : Le Monde - Ille-et-Vilaine | |                               |         |        |

### Élections législatives

#### VeRépublique
| 2024 | 2024 | 2024 | 2024 | 2024 | 2024 | 2024 | 2024 | 2024 |                                                                                     | Marie Mesmeur                                                                       |                                                                                     | Tristan Lahais                                                                      |                                                                                     | Claudia Rouaux                                                                      |                                                                                     | Mathilde Hignet                                                                     |                                                                                     | Christine Le Nabour                                                                 |                                                                                     | Thierry Benoit                                                                      |                                                                                     | Jean-Luc Bourgeaux                                                                  |                                                                                     | Mickaël Bouloux                                                                     |                                                                                     |                                                                                     |
| 2022 | 2022 | 2022 | 2022 | 2022 | 2022 | 2022 | 2022 | 2022 |                                                                                     | Frédéric Mathieu                                                                    |                                                                                     | Laurence Maillart-Méhaignerie                                                       |                                                                                     | Claudia Rouaux                                                                      |                                                                                     | Mathilde Hignet                                                                     |                                                                                     | Christine Cloarec-Le Nabour                                                         |                                                                                     | Thierry Benoit                                                                      |                                                                                     | Jean-Luc Bourgeaux                                                                  |                                                                                     | Mickaël Bouloux                                                                     |                                                                                     |                                                                                     |
| 2017 | 2017 | 2017 | 2017 | 2017 | 2017 | 2017 | 2017 | 2017 |                                                                                     | Mustapha Laabid (1)                                                                 |                                                                                     | Laurence Maillart-Méhaignerie                                                       |                                                                                     | François André (2)                                                                  |                                                                                     | Gaël Le Bohec                                                                       |                                                                                     | Christine Cloarec-Le Nabour                                                         |                                                                                     | Thierry Benoit                                                                      |                                                                                     | Gilles Lurton (3)                                                                   |                                                                                     | Florian Bachelier                                                                   |                                                                                     |                                                                                     |
| 2012 | 2012 | 2012 | 2012 | 2012 | 2012 | 2012 | 2012 | 2012 |                                                                                     | Marie-Anne Chapdelaine                                                              |                                                                                     | Nathalie Appéré                                                                     |                                                                                     | François André                                                                      |                                                                                     | Jean-René Marsac                                                                    |                                                                                     | Isabelle Le Callennec                                                               |                                                                                     | Thierry Benoit                                                                      |                                                                                     | Gilles Lurton                                                                       |                                                                                     | Marcel Rogemont                                                                     |                                                                                     |                                                                                     |
| 2007 | 2007 | 2007 | 2007 | 2007 | 2007 | 2007 | 2007 | 2007 |                                                                                     | Jean-Michel Boucheron                                                               |                                                                                     | Philippe Tourtelier                                                                 |                                                                                     | Marcel Rogemont                                                                     |                                                                                     | Jean-René Marsac                                                                    |                                                                                     | Pierre Méhaignerie                                                                  |                                                                                     | Thierry Benoit                                                                      |                                                                                     | René Couanau                                                                        |                                                                                     |                                                                                     |                                                                                     |                                                                                     |
| 2002 | 2002 | 2002 | 2002 | 2002 | 2002 | 2002 | 2002 | 2002 |                                                                                     | Jean-Michel Boucheron                                                               |                                                                                     | Philippe Tourtelier                                                                 |                                                                                     | Philippe Rouault                                                                    |                                                                                     | Alain Madelin                                                                       |                                                                                     | Pierre Méhaignerie                                                                  |                                                                                     | Marie-Thérèse Boisseau (4)                                                          |                                                                                     | René Couanau                                                                        |                                                                                     |                                                                                     |                                                                                     |                                                                                     |
| 1997 | 1997 | 1997 | 1997 | 1997 | 1997 | 1997 | 1997 | 1997 |                                                                                     | Jean-Michel Boucheron                                                               |                                                                                     | Edmond Hervé                                                                        |                                                                                     | Marcel Rogemont                                                                     |                                                                                     | Alain Madelin                                                                       |                                                                                     | Pierre Méhaignerie                                                                  |                                                                                     | Marie-Thérèse Boisseau                                                              |                                                                                     | René Couanau                                                                        |                                                                                     |                                                                                     |                                                                                     |                                                                                     |
| 1993 | 1993 | 1993 | 1993 | 1993 | 1993 | 1993 | 1993 | 1993 |                                                                                     | Jean-Michel Boucheron                                                               |                                                                                     | Yvon Jacob                                                                          |                                                                                     | Yves Fréville                                                                       |                                                                                     | Alain Madelin (5)                                                                   |                                                                                     | Pierre Méhaignerie (6)                                                              |                                                                                     | Marie-Thérèse Boisseau                                                              |                                                                                     | René Couanau                                                                        |                                                                                     |                                                                                     |                                                                                     |                                                                                     |
| 1988 | 1988 | 1988 | 1988 | 1988 | 1988 | 1988 | 1988 | 1988 |                                                                                     | Jean-Michel Boucheron                                                               |                                                                                     | Edmond Hervé                                                                        |                                                                                     | Yves Fréville                                                                       |                                                                                     | Alain Madelin                                                                       |                                                                                     | Pierre Méhaignerie                                                                  |                                                                                     | Michel Cointat                                                                      |                                                                                     | René Couanau                                                                        |                                                                                     |                                                                                     |                                                                                     |                                                                                     |
| 1986 | 1986 | 1986 | 1986 | 1986 | 1986 | 1986 | 1986 | 1986 | Scrutin proportionnel plurinominal par département (7) - UDF (3) - PS (3) - RPR (1) | Scrutin proportionnel plurinominal par département (7) - UDF (3) - PS (3) - RPR (1) | Scrutin proportionnel plurinominal par département (7) - UDF (3) - PS (3) - RPR (1) | Scrutin proportionnel plurinominal par département (7) - UDF (3) - PS (3) - RPR (1) | Scrutin proportionnel plurinominal par département (7) - UDF (3) - PS (3) - RPR (1) | Scrutin proportionnel plurinominal par département (7) - UDF (3) - PS (3) - RPR (1) | Scrutin proportionnel plurinominal par département (7) - UDF (3) - PS (3) - RPR (1) | Scrutin proportionnel plurinominal par département (7) - UDF (3) - PS (3) - RPR (1) | Scrutin proportionnel plurinominal par département (7) - UDF (3) - PS (3) - RPR (1) | Scrutin proportionnel plurinominal par département (7) - UDF (3) - PS (3) - RPR (1) | Scrutin proportionnel plurinominal par département (7) - UDF (3) - PS (3) - RPR (1) | Scrutin proportionnel plurinominal par département (7) - UDF (3) - PS (3) - RPR (1) | Scrutin proportionnel plurinominal par département (7) - UDF (3) - PS (3) - RPR (1) | Scrutin proportionnel plurinominal par département (7) - UDF (3) - PS (3) - RPR (1) | Scrutin proportionnel plurinominal par département (7) - UDF (3) - PS (3) - RPR (1) | Scrutin proportionnel plurinominal par département (7) - UDF (3) - PS (3) - RPR (1) | Scrutin proportionnel plurinominal par département (7) - UDF (3) - PS (3) - RPR (1) | Scrutin proportionnel plurinominal par département (7) - UDF (3) - PS (3) - RPR (1) |
| 1981 | 1981 | 1981 | 1981 | 1981 | 1981 | 1981 | 1981 | 1981 |                                                                                     | Edmond Hervé (8)                                                                    |                                                                                     | Jean-Michel Boucheron                                                               |                                                                                     | Pierre Méhaignerie                                                                  |                                                                                     | Alain Madelin                                                                       |                                                                                     | Michel Cointat                                                                      |                                                                                     | Jean Hamelin                                                                        |                                                                                     |                                                                                     |                                                                                     |                                                                                     |                                                                                     |                                                                                     |
| 1978 | 1978 | 1978 | 1978 | 1978 | 1978 | 1978 | 1978 | 1978 |                                                                                     | Jacques Cressard                                                                    |                                                                                     | François Le Douarec                                                                 |                                                                                     | Pierre Méhaignerie (9)                                                              |                                                                                     | Alain Madelin                                                                       |                                                                                     | Michel Cointat (10)                                                                 |                                                                                     | Yvon Bourges (11)                                                                   |                                                                                     |                                                                                     |                                                                                     |                                                                                     |                                                                                     |                                                                                     |
| 1973 | 1973 | 1973 | 1973 | 1973 | 1973 | 1973 | 1973 | 1973 |                                                                                     | Jacques Cressard                                                                    |                                                                                     | François Le Douarec                                                                 |                                                                                     | Pierre Méhaignerie (12)                                                             |                                                                                     | Isidore Renouard (13)                                                               |                                                                                     | Michel Cointat                                                                      |                                                                                     | Yvon Bourges (14)                                                                   |                                                                                     |                                                                                     |                                                                                     |                                                                                     |                                                                                     |                                                                                     |
| 1968 | 1968 | 1968 | 1968 | 1968 | 1968 | 1968 | 1968 | 1968 |                                                                                     | Jacques Cressard                                                                    |                                                                                     | François Le Douarec                                                                 |                                                                                     | Henri Lassourd                                                                      |                                                                                     | Isidore Renouard                                                                    |                                                                                     | Michel Cointat (15)                                                                 |                                                                                     | Yvon Bourges (16)                                                                   |                                                                                     |                                                                                     |                                                                                     |                                                                                     |                                                                                     |                                                                                     |
| 1967 | 1967 | 1967 | 1967 | 1967 | 1967 | 1967 | 1967 | 1967 |                                                                                     | Henri Fréville                                                                      |                                                                                     | François Le Douarec                                                                 |                                                                                     | Alexis Méhaignerie                                                                  |                                                                                     | Isidore Renouard                                                                    |                                                                                     | Michel Cointat                                                                      |                                                                                     | Yvon Bourges (17)                                                                   |                                                                                     |                                                                                     |                                                                                     |                                                                                     |                                                                                     |                                                                                     |
| 1962 | 1962 | 1962 | 1962 | 1962 | 1962 | 1962 | 1962 | 1962 |                                                                                     | Henri Fréville                                                                      |                                                                                     | François Le Douarec                                                                 |                                                                                     | Alexis Méhaignerie                                                                  |                                                                                     | Isidore Renouard                                                                    |                                                                                     | Jean Le Lann                                                                        |                                                                                     | Yvon Bourges (18)                                                                   |                                                                                     |                                                                                     |                                                                                     |                                                                                     |                                                                                     |                                                                                     |
| 1958 | 1958 | 1958 | 1958 | 1958 | 1958 | 1958 | 1958 | 1958 |                                                                                     | Henri Fréville                                                                      |                                                                                     | Henri Jouault                                                                       |                                                                                     | Alexis Méhaignerie                                                                  |                                                                                     | Isidore Renouard                                                                    |                                                                                     | Pierre de Bénouville                                                                |                                                                                     | Georges Coudray                                                                     |                                                                                     |                                                                                     |                                                                                     |                                                                                     |                                                                                     |                                                                                     |

Remarques
(1) Condamné à trois ans d’inéligibilité pour abus de confiance, il démissionne le 6 septembre 2021. 

(2) Décédé le 11 février 2020, François André (app. LREM, ex-PS) est remplacé par sa suppléante Claudia Rouaux (PS).

(3) Élu maire de Saint-Malo le 3 juillet 2020, Gilles Lurton démissionne de son mandat, afin de respecter la loi sur le non-cumul, et Jean-Luc Bourgeaux, son suppléant, lui succède.

(4) Daniel Prévost, suppléant de Marie-Thérèse Boisseau, devient député à la suite de la nomination de cette dernière au gouvernement Raffarin II le 17 juin 2002.

(5) Nommé ministre des Entreprises et du Développement économique dans le gouvernement Balladur, Alain Madelin est remplacé par Jean-Gilles Berthommier à partir du 2 mai 1993. Ce dernier démissionne le 2 septembre 1995 et une élection législative partielle est organisée : Alain Madelin est réélu dès le premier tour.

(6) La suppléante de Pierre Méhaignerie, Danielle Dufeu, fait son entrée au Palais-Bourbon le 2 mai 1993 et reste députée jusqu'au 1er mars 1995, date où elle présente sa démission. Pierre Méhaignerie retrouve son siège à l'issue de l'élection partielle organisée le 18 juin de la même année.

(7) Élus sur la liste UDF « Entreprendre et réussir l'Ille-et-Vilaine », Alain Madelin et Pierre Méhaignerie cèdent leurs places à René Couanau et Marie-Thérèse Boisseau, après leur nomination au gouvernement Chirac II le 1er avril 1986.

(8) Clément Théaudin remplace Edmond Hervé à partir du 24 juillet 1981, ce dernier étant nommé ministre de la Santé du gouvernement Mauroy I.

(9) Reconduit dans ses fonctions de ministre de l'Agriculture dans le gouvernement Barre III, Pierre Méhaignerie est remplacé par son suppléant Maurice Drouet à partir du 6 mai 1978.

(10) À partir du 3 novembre 1980, Paul Le Ker remplace Michel Cointat, nommé ministre du Commerce extérieur du gouvernement Barre III.

(11) Reconduit dans ses fonctions de ministre de la Défense dans le gouvernement Barre III, Yvon Bourges est remplacé par son suppléant Jean Hamelin à partir du 6 mai 1978.

(12) À la suite de la démission de Jean-François Deniau le 12 janvier 1976, Pierre Méhaignerie est nommé secrétaire d'État auprès du ministre de l'Agriculture du gouvernement Chirac I : Maurice Drouet, son suppléant, le remplace alors.

(13) Édouard Simon remplace Isidore Renouard après le décès de ce dernier le 18 avril 1975.

(14) Nommé ministre de la Défense du gouvernement Chirac I le 31 janvier 1975, Yvon Bourges est remplacé par Jean Hamelin.

(15) Augustin Beauverger devient député le 8 février 1971 après la nomination de Michel Cointat comme ministre de l'Agriculture du gouvernement Chaban-Delmas. Il le demeure jusqu'à son décès le 14 septembre 1972. À partir de cette date, le siège est vacant.

(16) Yvon Bourges, nommé secrétaire d'État aux Affaires étrangères du gouvernement Chaban-Delmas le 13 août 1968, est remplacé par son suppléant Jean Hamelin.

(17) À partir du 8 mai 1967, Jean Hamelin remplace Yvon Bourges, nommé secrétaire d'État chargé de la Coopération du gouvernement Pompidou IV.

(18) Yvon Bourges, nommé secrétaire d'État à la Recherche scientifique du gouvernement Pompidou II, est remplacé par son suppléant Jean Hamelin le 24 mars 1965.

#### IIIeRépublique
| 1936 | 1936 | 1936 | 1936 | 1936 | 1936 | 1936 | 1936 | 1936 |                                                   | Étienne Le Poullen                                |                                                   | Alphonse Barbot                                   |                                                   | Georges Bret                                      |                                                   | Étienne Pinault                                   |                                                   | François Joly                                     |                                                   | Charles Guernier                                  |                                                   | Guy La Chambre                                    |                                                   | Hervé de Lyrot                                    |                                                   |                                                   |
| 1932 | 1932 | 1932 | 1932 | 1932 | 1932 | 1932 | 1932 | 1932 |                                                   | Alexandre Lefas                                   |                                                   | Alphonse Barbot                                   |                                                   | Georges Bret                                      |                                                   | Étienne Pinault                                   |                                                   | Léon Thébault                                     |                                                   | Charles Guernier                                  |                                                   | Guy La Chambre                                    |                                                   | Hervé de Lyrot                                    |                                                   |                                                   |
| 1928 | 1928 | 1928 | 1928 | 1928 | 1928 | 1928 | 1928 | 1928 |                                                   | Alexandre Lefas                                   |                                                   | Alphonse Barbot                                   |                                                   | Georges Bret                                      |                                                   | Étienne Pinault                                   |                                                   | François Guérault                                 |                                                   | Charles Guernier                                  |                                                   | Guy La Chambre                                    |                                                   | Robert Bellanger                                  |                                                   |                                                   |
| 1924 | 1924 | 1924 | 1924 | 1924 | 1924 | 1924 | 1924 | 1924 | Scrutin mixte par département (8)                 | Scrutin mixte par département (8)                 | Scrutin mixte par département (8)                 | Scrutin mixte par département (8)                 | Scrutin mixte par département (8)                 | Scrutin mixte par département (8)                 | Scrutin mixte par département (8)                 | Scrutin mixte par département (8)                 | Scrutin mixte par département (8)                 | Scrutin mixte par département (8)                 | Scrutin mixte par département (8)                 | Scrutin mixte par département (8)                 | Scrutin mixte par département (8)                 | Scrutin mixte par département (8)                 | Scrutin mixte par département (8)                 | Scrutin mixte par département (8)                 | Scrutin mixte par département (8)                 | Scrutin mixte par département (8)                 |
| 1919 |      |      |      |      |      |      |      |      | Scrutin mixte par département (8)                 | Scrutin mixte par département (8)                 | Scrutin mixte par département (8)                 | Scrutin mixte par département (8)                 | Scrutin mixte par département (8)                 | Scrutin mixte par département (8)                 | Scrutin mixte par département (8)                 | Scrutin mixte par département (8)                 | Scrutin mixte par département (8)                 | Scrutin mixte par département (8)                 | Scrutin mixte par département (8)                 | Scrutin mixte par département (8)                 | Scrutin mixte par département (8)                 | Scrutin mixte par département (8)                 | Scrutin mixte par département (8)                 | Scrutin mixte par département (8)                 | Scrutin mixte par département (8)                 | Scrutin mixte par département (8)                 |
| 1914 | 1914 | 1914 | 1914 | 1914 | 1914 | 1914 | 1914 | 1914 |                                                   | Alexandre Lefas                                   |                                                   | André Porteu de la Morandière                     |                                                   | Maurice de Poulpiquet du Halgouët                 |                                                   | Louis Deschamps                                   |                                                   | René Brice                                        |                                                   | Charles Guernier                                  |                                                   | Robert Surcouf                                    |                                                   | Jacques Le Cardinal de Kernier                    |                                                   |                                                   |
| 1910 | 1910 | 1910 | 1910 | 1910 | 1910 | 1910 | 1910 | 1910 |                                                   | Alexandre Lefas                                   |                                                   | André Porteu de la Morandière                     |                                                   | Maurice de Poulpiquet du Halgouët                 |                                                   | René Le Hérissé                                   |                                                   | René Brice                                        |                                                   | Charles Guernier                                  |                                                   | Robert Surcouf                                    |                                                   | Olivier Le Gonidec de Traissan                    |                                                   |                                                   |
| 1906 | 1906 | 1906 | 1906 | 1906 | 1906 | 1906 | 1906 | 1906 |                                                   | Alexandre Lefas                                   |                                                   | Étienne Pinault                                   |                                                   | Maurice de Poulpiquet du Halgouët                 |                                                   | René Le Hérissé                                   |                                                   | René Brice                                        |                                                   | Charles Guernier                                  |                                                   | Robert Surcouf                                    |                                                   | Olivier Le Gonidec de Traissan                    |                                                   |                                                   |
| 1902 | 1902 | 1902 | 1902 | 1902 | 1902 | 1902 | 1902 | 1902 |                                                   | Alexandre Lefas                                   |                                                   | Alexandre Jehanin                                 |                                                   | Maurice de Poulpiquet du Halgouët                 |                                                   | René Le Hérissé                                   |                                                   | René Brice                                        |                                                   | Charles Auguste La Chambre                        |                                                   | Robert Surcouf                                    |                                                   | Olivier Le Gonidec de Traissan                    |                                                   |                                                   |
| 1898 | 1898 | 1898 | 1898 | 1898 | 1898 | 1898 | 1898 | 1898 |                                                   | Alfred Bazillon                                   |                                                   | Armand Porteu de la Morandière                    |                                                   | Maurice de Poulpiquet du Halgouët                 |                                                   | René Le Hérissé                                   |                                                   | René Brice                                        |                                                   | François Brune                                    |                                                   | Robert Surcouf                                    |                                                   | Olivier Le Gonidec de Traissan                    |                                                   |                                                   |
| 1893 | 1893 | 1893 | 1893 | 1893 | 1893 | 1893 | 1893 | 1893 |                                                   | Édouard Pontallié                                 |                                                   | Armand Porteu de la Morandière                    |                                                   | Émile Récipon                                     |                                                   | René Le Hérissé                                   |                                                   | René Brice                                        |                                                   | François Brune                                    |                                                   | Léonce Demalvillain                               |                                                   | Olivier Le Gonidec de Traissan                    |                                                   |                                                   |
| 1889 | 1889 | 1889 | 1889 | 1889 | 1889 | 1889 | 1889 | 1889 |                                                   | Marie-Joseph Delafosse                            |                                                   | Armand Porteu de la Morandière                    |                                                   | François Barbotin                                 |                                                   | René Le Hérissé                                   |                                                   | Paul Carron de La Carrière                        |                                                   | Charles Émile La Chambre                          |                                                   | Charles de Lorgeril                               |                                                   | Olivier Le Gonidec de Traissan                    |                                                   |                                                   |
| 1885 | 1885 | 1885 | 1885 | 1885 | 1885 | 1885 | 1885 | 1885 | Scrutin de liste majoritaire par département (9)  | Scrutin de liste majoritaire par département (9)  | Scrutin de liste majoritaire par département (9)  | Scrutin de liste majoritaire par département (9)  | Scrutin de liste majoritaire par département (9)  | Scrutin de liste majoritaire par département (9)  | Scrutin de liste majoritaire par département (9)  | Scrutin de liste majoritaire par département (9)  | Scrutin de liste majoritaire par département (9)  | Scrutin de liste majoritaire par département (9)  | Scrutin de liste majoritaire par département (9)  | Scrutin de liste majoritaire par département (9)  | Scrutin de liste majoritaire par département (9)  | Scrutin de liste majoritaire par département (9)  | Scrutin de liste majoritaire par département (9)  | Scrutin de liste majoritaire par département (9)  | Scrutin de liste majoritaire par département (9)  | Scrutin de liste majoritaire par département (9)  |
| 1881 | 1881 | 1881 | 1881 | 1881 | 1881 | 1881 | 1881 | 1881 |                                                   | Pierre-Marie Frain de La Villegontier             |                                                   | Eugène Pinault                                    |                                                   | René Brice                                        |                                                   | Pierre Waldeck-Rousseau                           |                                                   | Félix Martin-Feuillée                             |                                                   | Auguste Hovius                                    |                                                   | Eugène Durand                                     |                                                   | Olivier Le Gonidec de Traissan                    |                                                   |                                                   |
| 1877 | 1877 | 1877 | 1877 | 1877 | 1877 | 1877 | 1877 | 1877 |                                                   | Pierre-Marie Frain de La Villegontier             |                                                   | Eugène Pinault                                    |                                                   | René Brice                                        |                                                   | Théophile Roger-Marvaise                          |                                                   | Félix Martin-Feuillée                             |                                                   | Charles Émile La Chambre                          |                                                   | Eugène Durand                                     |                                                   | Olivier Le Gonidec de Traissan                    |                                                   |                                                   |
| 1876 | 1876 | 1876 | 1876 | 1876 | 1876 | 1876 | 1876 | 1876 |                                                   | Pierre Albert de Dalmas                           |                                                   | Eugène Pinault                                    |                                                   | René Brice                                        |                                                   | Théophile Roger-Marvaise                          |                                                   | Félix Martin-Feuillée                             |                                                   | Charles Émile La Chambre                          |                                                   | François-Marie Le Pomellec                        |                                                   | Olivier Le Gonidec de Traissan                    |                                                   |                                                   |
| 1871 | 1871 | 1871 | 1871 | 1871 | 1871 | 1871 | 1871 | 1871 | Scrutin de liste majoritaire par département (12) | Scrutin de liste majoritaire par département (12) | Scrutin de liste majoritaire par département (12) | Scrutin de liste majoritaire par département (12) | Scrutin de liste majoritaire par département (12) | Scrutin de liste majoritaire par département (12) | Scrutin de liste majoritaire par département (12) | Scrutin de liste majoritaire par département (12) | Scrutin de liste majoritaire par département (12) | Scrutin de liste majoritaire par département (12) | Scrutin de liste majoritaire par département (12) | Scrutin de liste majoritaire par département (12) | Scrutin de liste majoritaire par département (12) | Scrutin de liste majoritaire par département (12) | Scrutin de liste majoritaire par département (12) | Scrutin de liste majoritaire par département (12) | Scrutin de liste majoritaire par département (12) | Scrutin de liste majoritaire par département (12) |

### Élections régionales
- Élections régionales de 2021 :

| Liste                         | Liste                                                                                              | Tête de liste            | Premier tour | Premier tour | Second tour | Second tour | Sièges (24) | Sièges (24) |
| Liste                         | Liste                                                                                              | Tête de liste            | Voix         | %            | Voix        | %           | #           | %           |
| ----------------------------- | -------------------------------------------------------------------------------------------------- | ------------------------ | ------------ | ------------ | ----------- | ----------- | ----------- | ----------- |
|                               | Parti socialiste - PRG - PCF - MR - CÉ - PLB - AE La Bretagne avec Loïg                            | Loïg Chesnais-Girard *   | 49 669       | 19,94        | 70 542      | 28,05       | 11          | 45,83       |
|                               | Écologiste Bretagne ma vie                                                                         | Daniel Cueff             | 18 848       | 7,57         | 70 542      | 28,05       | 11          | 45,83       |
|                               | Europe Écologie Les Verts - UDB - GÉ - ND - BÉ - G·s - LRDG - ESNT Bretagne d'avenir               | Claire Desmares-Poirrier | 41 674       | 16,73        | 59 244      | 23,56       | 4           | 16,67       |
|                               | Les Républicains - SL - LC - LMR -BE - EAB Hissons haut la Bretagne                                | Isabelle Le Callennec    | 44 916       | 18,04        | 59 158      | 23,52       | 4           | 16,67       |
|                               | La République en marche - TdP - MoDem - UDI - Agir - Volt Nous la Bretagne avec Thierry Burlot     | Marie-Pierre Vedrenne    | 35 758       | 14,36        | 33 873      | 13,47       | 3           | 12,50       |
|                               | Rassemblement national - LDP - PL - LAF Une Bretagne forte, soutenue par le Rassemblement national | Gilles Pennelle          | 31 627       | 12,70        | 28 658      | 11,40       | 2           | 8,33        |
|                               | La France insoumise - PG - GRS Bretagne insoumise                                                  | Hélène Mocquard          | 13 833       | 5,55         |             |             |             |             |
|                               | Lutte ouvrière Lutte ouvrière - Faire entendre le camp des travailleurs                            | Valérie Hamon            | 4 805        | 1,93         |             |             |             |             |
|                               | Parti breton Bretagne responsable                                                                  | Mathieu Guihard          | 3 094        | 1,24         |             |             |             |             |
|                               | Debout la France Debout la Bretagne, debout la France !                                            | Caroline Delestre        | 2 839        | 1,14         |             |             |             |             |
|                               | Sans étiquette Un nôtre monde                                                                      | Yves Abily               | 931          | 0,37         |             |             |             |             |
|                               | Volontaires pour la France - RN diss. La Bretagne en héritage                                      | Fabien Pedezert          | 602          | 0,24         |             |             |             |             |
|                               | Union des démocrates musulmans français Tous unis contre l'islamophobie, agir pour ne pas subir    | Kamel Elahiar            | 442          | 0,18         |             |             |             |             |
|                               | |                          |              |              |             |             |             |             |
| Inscrits                      | Inscrits                                                                                           | Inscrits                 | 747 438      | 100,00       | 747 589     | 100,00      |             |             |
| Abstentions                   | Abstentions                                                                                        | Abstentions              | 487 356      | 65,20        | 486 006     | 65,01       |             |             |
| Votants                       | Votants                                                                                            | Votants                  | 260 082      | 34,80        | 261 583     | 34,99       |             |             |
| Blancs                        | Blancs                                                                                             | Blancs                   | 5 957        | 2,29         | 5 464       | 2,09        |             |             |
| Nuls                          | Nuls                                                                                               | Nuls                     | 5 087        | 1,96         | 4 644       | 1,78        |             |             |
| Exprimés                      | Exprimés                                                                                           | Exprimés                 | 249 038      | 95,75        | 251 475     | 96,14       |             |             |
| * Président de région sortant | |                          |              |              |             |             |             |             |

- Élections régionales de 2015 :

| Liste       | Liste | Tête de liste         | Premier tour | Premier tour | Second tour | Second tour | Sièges (25) | Sièges (25) |
| Liste       | Liste | Tête de liste         | Voix         | %            | Voix        | %           | #           | %           |
| ----------- | --- | --------------------- | ------------ | ------------ | ----------- | ----------- | ----------- | ----------- |
|             | Parti socialiste - PCF - PRG - DVG - ECO La Bretagne avec Jean-Yves Le Drian                                  | Loïg Chesnais-Girard  | 121 464      | 35,91        | 195 069     | 52,20       | 16          | 64,00       |
|             | Union des démocrates et indépendants - LR - MoDem Le choix de la Bretagne                                     | Bernard Marboeuf      | 76 675       | 22,67        | 108 853     | 29,13       | 5           | 20,00       |
|             | Front national Protégeons la Bretagne                                                                         | Gilles Pennelle       | 61 443       | 18,17        | 69 788      | 18,67       | 4           | 16,00       |
|             | Europe Écologie Les Verts - BÉ Une autre voie pour la Bretagne                                                | Marie-Pascale Deleume | 28 556       | 8,44         |             |             |             |             |
|             | Front de gauche Pour une Bretagne sociale et écologique : l'humain d'abord                                    | Sylvie Larue          | 13 042       | 3,86         |             |             |             |             |
|             | Mouvement Bretagne et progrès - UDB Oui la Bretagne                                                           | Daniel Cueff          | 12 431       | 3,68         |             |             |             |             |
|             | Debout la France Debout la Bretagne                                                                           | Jean-Jacques Foucher  | 12 147       | 3,59         |             |             |             |             |
|             | Lutte ouvrière Faire entendre le camp des travailleurs                                                        | Valérie Hamon         | 5 226        | 1,55         |             |             |             |             |
|             | Union populaire républicaine L'UPR, avec François Asselineau, le parti qui monte malgré le silence des médias | Barbara Silard        | 3 540        | 1,05         |             |             |             |             |
|             | Breizhistance Bretagne en luttes                                                                              | Gael Roblin           | 1 924        | 0,57         |             |             |             |             |
|             | Parti breton - Indép. Notre chance, l'indépendance                                                            | Olivier Berthelot     | 1 790        | 0,53         |             |             |             |             |
|             | |                       |              |              |             |             |             |             |
| Inscrits    | Inscrits | Inscrits              | 713 690      | 100,00       | 713 591     | 100,00      |             |             |
| Abstentions | Abstentions                                                                                                   | Abstentions           | 360 652      | 50,53        | 319 054     | 44,71       |             |             |
| Votants     | Votants | Votants               | 353 038      | 49,47        | 394 537     | 55,29       |             |             |
| Blancs      | Blancs | Blancs                | 8 683        | 2,46         | 12 163      | 3,08        |             |             |
| Nuls        | Nuls | Nuls                  | 6 117        | 1,73         | 8 664       | 2,20        |             |             |
| Exprimés    | Exprimés | Exprimés              | 338 238      | 95,81        | 373 710     | 94,72       |             |             |

- Conseillers régionaux élus
  - Union de la gauche (16) :
Loïg Chesnais-Girard (PS) - Anne Patault[N 48] (PS) - Sébastien Sémeril (PS) - Claudia Rouaux (PS) - Éric Berroche (PCF) - Évelyne Gautier-Le Bail (PS) - Martin Meyrier[N 49] (PS) - Lena Louarn (REG) - André Crocq (DVG) - Isabelle Pellerin (PS) - Stéphane Perrin (PRG) - Hind Saoud[N 48] (PS) - Bernard Pouliquen (DVG) - Catherine Saint-James (DVG) - Hervé Utard (PS) - Laurence Duffaud (PS)
  - Union de la droite et du centre (5) :
Bernard Marboeuf (UDI) - Delphine David (LR) - Bertrand Plouvier (LR) - Claire Guinemer (LR) - Pierre Breteau (UDI)
  - Front national (4) :
Gilles Pennelle - Virginie d'Orsanne - Émeric Salmon - Anne Vaneecloo

- Élections régionales de 2010 :

| Liste          | Liste | Tête de liste       | Premier tour | Premier tour | Second tour | Second tour | Sièges (23) | Sièges (23) |
| Liste          | Liste | Tête de liste       | Voix         | %            | Voix        | %           | #           | %           |
| -------------- | --- | ------------------- | ------------ | ------------ | ----------- | ----------- | ----------- | ----------- |
|                | Parti socialiste - Parti communiste français - Bretagne Écologie La Bretagne solidaire, créative et responsable avec Jean-Yves Le Drian     | Sylvie Robert       | 111 358      | 36,33        | 160 323     | 47,99       | 14          | 60,87       |
|                | Majorité présidentielle (UMP - NC - AC - LGM - MPF) Ensemble, dessinons la Bretagne                                                         | Dominique de Legge  | 76 782       | 25,05        | 109 105     | 32,66       | 5           | 21,74       |
|                | Europe Écologie (Les Verts - UDB - PRG) Europe écologie Bretagne                                                                            | Guy Hascoët         | 44 493       | 14,52        | 64 682      | 19,36       | 4           | 17,39       |
|                | Front national Bretagne Le Pen 2010 | Cédric Abdilla      | 17 654       | 5,76         |             |             |             |             |
|                | Mouvement démocrate Bretagne au centre | Grégoire Le Blond   | 16 376       | 5,34         |             |             |             |             |
|                | Parti communiste français diss. - Parti de gauche (FASE - GU - DVG) Ensemble pour une Bretagne à gauche, solidaire, écologique et citoyenne | Aurélien Lamercerie | 9 798        | 3,20         |             |             |             |             |
|                | Nouveau Parti anticapitaliste (AdOC - MOC - MPG) Vraiment à gauche ! Liste unitaire anticapitaliste et pour une écologie radicale           | Françoise Dubu      | 7 964        | 2,60         |             |             |             |             |
|                | Régionalistes (PB - AEI - DVG) Nous te ferons Bretagne                                                                                      | Émile Granville     | 6 951        | 2,27         |             |             |             |             |
|                | Divers agrarisme Terres de Bretagne | Christine Lairy     | 6 487        | 2,12         |             |             |             |             |
|                | Lutte ouvrière Liste Lutte ouvrière soutenue par Arlette Laguiller                                                                          | Valérie Hamon       | 5 613        | 1,83         |             |             |             |             |
|                | Solidarité et progrès Bretagne, phare du nouveau monde                                                                                      | Alexandre Noury     | 3 043        | 0,99         |             |             |             |             |
|                | |                     |              |              |             |             |             |             |
| Inscrits       | Inscrits | Inscrits            | 676 105      | 100,00       | 676 098     | 100,00      |             |             |
| Abstentions    | Abstentions | Abstentions         | 356 480      | 52,73        | 327 033     | 48,37       |             |             |
| Votants        | Votants | Votants             | 319 625      | 47,27        | 349 065     | 51,63       |             |             |
| Blancs et nuls | Blancs et nuls | Blancs et nuls      | 13 106       | 4,10         | 14 955      | 4,28        |             |             |
| Exprimés       | Exprimés | Exprimés            | 306 519      | 95,90        | 334 110     | 95,72       |             |             |

- Conseillers régionaux élus
  - Parti socialiste - Parti communiste français - Bretagne Écologie (14) :
Sylvie Robert (PS) - Serge Boudet (PS) - Isabelle Thomas (PS) - Pierrick Massiot (PS) - Marie-Pierre Rouger (BÉ) - Éric Berroche (PCF) - Anne Patault (PS) - Bernard Pouliquen (DVG) - Claudia Rouaux (PS) - Christian Anneix (PS) - Maria Vadillo (PS) - Loïg Chesnais-Girard (PS) - Hind Saoud (PS) - Daniel Cueff (BÉ)
  - Majorité présidentielle (5) :
Dominique de Legge (UMP) - Delphine David (UMP) - Bruno Chavanat (UMP) - Marie-Christine Le Hérissé (UMP) - Bernard Marboeuf (AC)
  - Europe écologie (4) :
Guy Hascoët (EÉ) - Gaëlle Rougier (EÉ) - Herri Gourmelen (UDB) - Sylviane Rault (EÉ)

- Élections régionales de 2004 :

| Liste          | Liste | Tête de liste          | Premier tour | Premier tour | Second tour | Second tour | Sièges (23) | Sièges (23) |
| Liste          | Liste | Tête de liste          | Voix         | %            | Voix        | %           | #           | %           |
| -------------- | --- | ---------------------- | ------------ | ------------ | ----------- | ----------- | ----------- | ----------- |
|                | Parti socialiste - PCF - PRG Bretagne à gauche, Bretagne pour tous                                                                 | Sylvie Robert          | 137 225      | 36,64        | 231 123     | 58,59       | 16          | 66,67       |
|                | Les Verts - UDB Bretagne verte, unie et solidaire                                                                                  | Pascale Loget          | 39 459       | 10,54        | 231 123     | 58,59       | 16          | 66,67       |
|                | Union pour un mouvement populaire Faire gagner la Bretagne                                                                         | Marie-Thérèse Boisseau | 98 508       | 26,30        | 163 336     | 41,41       | 7           | 33,33       |
|                | Union pour la démocratie française La Bretagne pour passion                                                                        | Bernard Marboeuf       | 39 774       | 10,62        | 163 336     | 41,41       | 7           | 33,33       |
|                | Front national Liste Front national pour la Bretagne présentée par Jean-Marie Le Pen                                               | Brigitte Neveux        | 31 031       | 8,28         |             |             |             |             |
|                | Ligue communiste révolutionnaire - LO LCR - LO, liste soutenue par Olivier Besancenot et Arlette Laguiller                         | Raymond Madec          | 20 372       | 5,44         |             |             |             |             |
|                | Mouvement national républicain Islamisation, impôts, délinquance, injustices ça ne peut plus durer ! La vraie droite en Bretagne ! | Lionel David           | 8 157        | 2,18         |             |             |             |             |
|                | |                        |              |              |             |             |             |             |
| Inscrits       | Inscrits | Inscrits               | 625 879      | 100,00       | 625 256     | 100,00      |             |             |
| Abstentions    | Abstentions | Abstentions            | 230 215      | 36,78        | 210 850     | 33,72       |             |             |
| Votants        | Votants | Votants                | 395 664      | 63,22        | 414 406     | 66,28       |             |             |
| Blancs ou nuls | Blancs ou nuls | Blancs ou nuls         | 21 138       | 3,38         | 19 947      | 3,19        |             |             |
| Exprimés       | Exprimés | Exprimés               | 374 526      | 59,84        | 394 459     | 63,09       |             |             |

- Conseillers régionaux élus
  - Union de la gauche (16) :
Sylvie Robert (PS) - Jean-René Marsac (PS) - Pascale Loget (Les Verts) - Pierrick Massiot (PS) - Isabelle Thomas (PS) - Éric Berroche (PCF) - Jeanne Larue (PRG) - Yannick Cairon (Les Verts) - Annie Le Poëzat (PS) - Emmanuel Couet[N 50] (PS) - Maria Vadillo (PS) - Alain Yvergniaux (PS) - Marie-Pierre Rouger (Les Verts) - André Lespagnol (DVG) - Stéphanie Poppe (PS) - Serge Boudet (PS)
  - Union de la droite et du centre (7) :
Marie-Thérèse Boisseau (UMP) - Bernard Marboeuf (UDF) - Annie Davy (UMP) - Dominique de Legge (UMP) - Marie-Christine Le Herissé (UMP) - Loïck Le Brun (UMP) - Alix de la Bretesche (UDF)

- Élections régionales de 1998 :

| Liste          | Liste | Tête de liste          | Voix    | %      | Sièges (24) | Sièges (24) |
| Liste          | Liste | Tête de liste          | Voix    | %      | #           | %           |
| -------------- | --- | ---------------------- | ------- | ------ | ----------- | ----------- |
|                | Parti socialiste - PCF - LV - MRV Bretagne nouveau cap - Breizh war raog                                                             | Jean-Michel Boucheron  | 99 105  | 32,08  | 10          | 41,67       |
|                | Union pour la démocratie française - RPR - GÉ Avec l'Ille-et-Vilaine, Bretagne forte - Liste d'union RPR, UDF et Génération écologie | Marie-Thérèse Boisseau | 95 502  | 30,92  | 10          | 41,67       |
|                | Front national Votre sécurité et les Français d'abord                                                                                | Pierre Maugendre       | 24 320  | 7,84   | 2           | 8,34        |
|                | Divers droite (DL diss. - RPR diss. - MPF - PPDF diss.) Initiatives 35 - Avec vous pour la Bretagne                                  | Auguste Génovèse       | 18 984  | 6,15   | 2           | 8,34        |
|                | Lutte ouvrière Liste Lutte ouvrière soutenue par Arlette Laguiller                                                                   | Raymond Madec          | 14 860  | 4,81   |             |             |
|                | Chasse, pêche, nature et traditions Mouvement des régions - CPNT                                                                     | Raymond Marie          | 11 766  | 3,81   |             |             |
|                | Écologiste (Génération écologie diss.) Union des écologistes pour la Bretagne                                                        | Paul Renaud            | 10 680  | 3,46   |             |             |
|                | Divers (RUT - SGSB) Liste commune Rassemblement utile à tous et Sauvegarde de la galette saucisse bretonne                           | Jacques Ars            | 8 074   | 2,61   |             |             |
|                | Union démocratique bretonne Faisons ensemble la Bretagne                                                                             | Henri Gourmelen        | 7 807   | 2,53   |             |             |
|                | Chômeurs Citoyens chômeurs | Gilles Guéguen         | 5 074   | 1,64   |             |             |
|                | Ligue communiste révolutionnaire 100% à gauche                                                                                       | Yves Juin              | 4 811   | 1,56   |             |             |
|                | Écologiste Choisir un avenir pour la Bretagne, liste presentée par la CRBE                                                           | Yves Le Roux           | 4 572   | 1,48   |             |             |
|                | Régionaliste Bretagne on sème | Guy Caro               | 3 426   | 1,11   |             |             |
|                | |                        |         |        |             |             |
| Inscrits       | Inscrits | Inscrits               | 589 313 | 100,00 |             |             |
| Abstentions    | Abstentions | Abstentions            | 263 168 | 44,66  |             |             |
| Votants        | Votants | Votants                | 326 145 | 55,34  |             |             |
| Blancs ou nuls | Blancs ou nuls | Blancs ou nuls         | 17 254  | 2,92   |             |             |
| Exprimés       | Exprimés | Exprimés               | 308 891 | 52,41  |             |             |

- Conseillers régionaux élus
  - Parti socialiste - Parti communiste français - Les Verts - Mouvement Rouge et Vert (10) :
Jean-Michel Boucheron (PS) - Jean-Claude du Chalard (PS) - Isabelle Thomas (PS) - Paul Lespagnol (PCF) - Jean-Louis Merrien (Les Verts) - Jacques Faucheux (PS) - Annie Le Poëzat-Guiner (PS) - Élisabeth Burel (PS) - Jean-René Marsac (PS) - Henri Gallais (PS)
  - Union pour la démocratie française - Rassemblement pour la République - Génération écologie (10) :
Marie-Thérèse Boisseau (UDF) - Gérard Pourcher (UDF) - Yvon Jacob (RPR) - Annie Davy (UDF) - Brice Lalonde (GÉ) - Claude Champaud (RPR) - Henri-Jean Lebeau (UDF) - Michèle Le Roux (RPR) - Dominique de Legge (DVD) - Georges Magnant (UDF)
  - Front national (2) :
Pierre Maugendre - Jacques Doré
  - Divers droite - Union pour la démocratie française diss. (2) :
Auguste Génovèse (DVD) - Jean-Pierre Dagorn (UDF)

- Élections régionales de 1992 :

| Liste    | Liste                                                                      | Tête de liste      | Voix    | %      | Sièges (24) | Sièges (24) |
| Liste    | Liste                                                                      | Tête de liste      | Voix    | %      | #           | %           |
| -------- | -------------------------------------------------------------------------- | ------------------ | ------- | ------ | ----------- | ----------- |
|          | Union pour la France (RPR - UDF) Union pour la Bretagne                    | Yvon Bourges       | 155 212 | 44,28  | 13          | 54,17       |
|          | Parti socialiste Une volonté pour la Bretagne                              | Jacques Faucheux   | 60 512  | 17,26  | 5           | 20,83       |
|          | Génération écologie Liste Génération Écologie                              | Paul Renaud        | 35 437  | 10,11  | 2           | 8,33        |
|          | Front national Les Français d'abord                                        | Pierre Maugendre   | 28 978  | 8,26   | 2           | 8,33        |
|          | Les Verts Bretagne - Écologie - Solidarité                                 | Jean-Louis Merrien | 18 170  | 8,03   | 2           | 8,33        |
|          | Parti communiste français Liste présentée par le Parti communiste français | Paul Lespagnol     | 12 236  | 3,49   |             |             |
|          | Divers gauche Démocratie - Écologie - Bretagne                             | Louis Chopier      | 12 156  | 3,46   |             |             |
|          | Lutte ouvrière Liste Lutte ouvrière                                        | René Madec         | 8 245   | 2,35   |             |             |
|          | Apparenté Union démocratique bretonne Peuple breton, peuple d'Europe       | Jean Duchet        | 6 062   | 1,72   |             |             |
|          | Régionaliste Convention régionale de Bretagne                              | Henri Lécuyer      | 3 468   | 0,98   |             |             |
|          |                                                                            |                    |         |        |             |             |
| Inscrits | Inscrits                                                                   | Inscrits           | 552 935 | 100,00 |             |             |
| Votants  | Votants                                                                    | Votants            | 370 743 | 67,05  |             |             |
| Exprimés | Exprimés                                                                   | Exprimés           | 350 476 | 63,39  |             |             |

- Conseillers régionaux élus
  - Rassemblement pour la République - Union pour la démocratie française (13) :
Yvon Bourges (RPR) - Alain Madelin (UDF) - Gérard Pourchet (UDF) - Claude Champaud (RPR) - Pierre Le Treut (UDF) - Annie Davy (UDF) - Henri-Jean Lebeau (UDF) - Yves Pottier (RPR) - Georges Magnant (UDF) - Jeanne-Françoise Hutin (UDF) - Yvon Jacob (RPR) - Bernard Marboeuf (UDF) - André Belliard (RPR)
  - Parti socialiste (5) :
Jacques Faucheux - Henri Gallais - Jean-Claude du Chalard - Pierre Bourges - Marcel Rogemont
  - Génération écologie (2) :
Paul Renaud - Herveline Guilloux
  - Front national (2) :
Pierre Maugendre - Jacques Doré
  - Les Verts (2) :
Jean-Louis Merrien - Hélène Jollivet

- Élections régionales de 1986 :

|          | Union pour la démocratie française Pour entreprendre et réussir en Bretagne        | Pierre Méhaignerie  | 141 488 | 36,52  | 10 | 45,45 |  |  |
|          | Parti socialiste Pour une majorité de progrès avec le Président de la République   | Edmond Hervé        | 123 455 | 31,87  | 8  | 36,36 |  |  |
|          | Rassemblement pour la République Union pour l'Ille-et-Vilaine                      | Yvon Bourges        | 61 588  | 15,90  | 4  | 18,18 |  |  |
|          | Front national Liste de Rassemblement National                                     | Claude Neveux       | 17 352  | 4,48   |    |       |  |  |
|          | Les Verts Les Verts Bretagne - Écologie                                            | Jean-Pierre Georges | 13 271  | 3,43   |    |       |  |  |
|          | Parti communiste français Liste présentée par le Parti communiste français         | Jean Le Duff        | 12 456  | 3,22   |    |       |  |  |
|          | Divers gauche Gauche démocrate et régionaliste                                     | Michel Phlipponneau | 8 226   | 2,12   |    |       |  |  |
|          | Lutte ouvrière Liste Lutte ouvrière                                                | René Madec          | 7 368   | 1,90   |    |       |  |  |
|          | Mouvement des radicaux de gauche Liste du mouvement des radicaux de gauche         | Arlette Tardif      | 2 176   | 0,56   |    |       |  |  |
|          | Parti pour l'organisation de la Bretagne libre Démocratie bretonne                 | Yann Fouéré         | 2 020   | 0,52   |    |       |  |  |
|          | Parti socialiste unifié - Union démocratique bretonne Vivre et décider en Bretagne | Gilbert Quillévéré  | 1 500   | 0,38   |    |       |  |  |
|          |                                                                                    |                     |         |        |    |       |  |  |
| Inscrits | Inscrits                                                                           | Inscrits            | 518 887 | 100,00 |    |       |  |  |
| Votants  | Votants                                                                            | Votants             | 410 157 | 79,05  |    |       |  |  |
| Exprimés | Exprimés                                                                           | Exprimés            | 387 380 | 74,66  |    |       |  |  |

- Conseillers régionaux élus
  - Union pour la démocratie française (10) :
Pierre Méhaignerie - Alain Madelin - Marcel Daunay - Pierre Le Treut - René Couanau - Gérard Pourchet - Jacques Pilorge - Jean-Baptiste Le Lelièvre - Emmanuel Pontais - Georges Magnant
  - Parti socialiste (8) :
Edmond Hervé - Pierre Bourges - Jacques Faucheux - Jean-Claude du Chalard - Clément Théaudin - Jacky Le Menn - Jean-Luc Guihard - Henri Gallais
  - Rassemblement pour la République (4) :
Yvon Bourges - Claude Champaud - André Belliard - Yves Pottier

### Élections cantonales et départementales
|                                      |       |       |      |                                    |
| Président du conseil départemental   |       |       |      |                                    |
| Jean-Luc Chenut (PS)                 |       |       |      |                                    |
| Parti                                | Sigle | Sigle | Élus | Groupes                            |
| Majorité (32 sièges)                 |       |       |      |                                    |
| Parti socialiste                     |       | PS    | 11   | Gauche, socialiste et citoyen      |
| Divers gauche                        |       | DVG   | 7    | Gauche, socialiste et citoyen      |
| Parti communiste français            |       | PCF   | 1    | Gauche, socialiste et citoyen      |
| Les Écologistes                      |       | LÉ    | 7    | Écologiste, fédéraliste et citoyen |
| Union démocratique bretonne          |       | UDB   | 1    | Écologiste, fédéraliste et citoyen |
| Parti radical                        |       | PRV   | 2    | Territoires unis et solidaires     |
| Parti socialiste diss.               |       | PS    | 1    | Territoires unis et solidaires     |
| La France insoumise                  |       | LFI   | 1    | Majorité départementale            |
| Divers gauche (ex-EELV)              |       | DVG   | 1    | Majorité départementale            |
| Opposition (22 sièges)               |       |       |      |                                    |
| Divers droite                        |       | DVD   | 13   | Union du centre et de la droite    |
| Les Républicains                     |       | LR    | 4    | Union du centre et de la droite    |
| Union des démocrates et indépendants |       | UDI   | 1    | Union du centre et de la droite    |
| Mouvement démocrate                  |       | MoDem | 1    | Union du centre et de la droite    |
| Renaissance                          |       | RE    | 1    | Union du centre et de la droite    |
| Agir                                 |       | Agir  | 1    | Union du centre et de la droite    |
| Horizons                             |       | HOR   | 1    | Union du centre et de la droite    |

### Élections municipales
| Commune                    | Parti (2026) | Parti (2020) | Parti (2014) | Parti (2008) | Parti (2001) | Parti (1995) | Parti (1989) | Parti (1983) | Parti (1977) |
| -------------------------- | ------------ | ------------ | ------------ | ------------ | ------------ | ------------ | ------------ | ------------ | ------------ |
| Acigné                     |              | PS           | PS           | PS           | PS           | PS           | PS           | SE           | SE           |
| Bain-de-Bretagne           |              | DVC          | MoDem        | MoDem        | UDF          | UDF          | UDF          | UDF          | Centr.       |
| Betton                     |              | PS           | PS           | PS           | PS           | PS           | DVD          | DVD          | MRG          |
| Bréal-sous-Montfort        |              | DVD          | DVD          | DVD          | DVD          | DVD          | DVD          | DVD          | DVD          |
| Bruz                       |              | ND           | UMP          | DVG          | UDF          | UDF          | UDF          | DVD          | DVD          |
| Cancale                    |              | VIA          | PCD          | DVD          | DVG          | DVD          | DVD          | DVD          | SE           |
| Cesson-Sévigné             |              | DVC          | UMP          | PS           | DVD          | DVD          | DVD          | DVD          | DVD          |
| Chantepie                  |              | PS           | AC-UDI       | MoDem        | PS           | PS           | PS           | PS           | PS           |
| Chartres-de-Bretagne       |              | DVG          | PS           | PS           | PS           | PS           | DVD          | DVD          | DVD          |
| Châteaubourg               |              | UDI          | UDI          | DVG          | DVG          | UDF          | DVD          | DVD          | DVD          |
| Châteaugiron               |              | DVD          | UDI          | DVD          | DVD          | UDF          | UDF          | UDF          | CDS          |
| Combourg                   |              | DVD          | DVD          | DVD          | DVD          | PS           | RPR          | RPR          | DVG          |
| Dinard                     |              | DVD          | DVD          | DVD          | DVD          | DVD          | UDF-PR       | RPR          | RPR          |
| Dol-de-Bretagne            |              | UDI          | UDI          | DVD          | RPR          | RPR          | RPR          | RPR          | RPR          |
| Fougères                   |              | DVG          | DVG          | DVG          | PS           | PS           | PS           | PS           | RPR          |
| Gévezé                     |              | DVD          | DVD          | DVD          | DVD          | SE           | SE           | SE           | SE           |
| Guichen                    |              | DVD          | DVD          | DVD          | DVD          | DVD          | DVD          | DVD          | DVD          |
| Guipry-Messac              |              | DVG          | DVG          |              |              |              |              |              |              |
| Janzé                      |              | DVG          | DVG          | DVG          | DVD          | DVD          | Centr.       | Centr.       | Centr.       |
| Laillé                     |              | DVG          | DVG          | DVG          | DVG          | DVG          | DVG          | DVD          | DVD          |
| Le Rheu                    |              | PS           | PS           | PS           | PS           | UDF          | MRG          | MRG          | MRG          |
| Liffré                     |              | PS           | PS           | PS           | PS           | PS           | PS           | PS           | DVD          |
| Maen Roch                  |              | DVC          | DVG          |              |              |              |              |              |              |
| Melesse                    |              | DVG          | DVG          | DVD          | DVD          | DVD          | SE           | DVD          | DVD          |
| Montauban-de-Bretagne      |              | PS           | PS           | PS           | UDF          | DVD          | DVD          | DVD          | DVD          |
| Montfort-sur-Meu           |              | UDB          | UMP          | UMP          | PS           | UDF          | UDF          | DVD          | DVD          |
| Mordelles                  |              | RE           | UDI          | PS           | PS           | PS           | UDF          | DVD          | DVD          |
| Noyal-Châtillon-sur-Seiche |              | DVG          | DVD          | PS           | DVD          | PS           | DVG          |              |              |
| Noyal-sur-Vilaine          |              | DVD          | DVD          | DVD          | UDF          | UDF          | DVD          | DVD          | DVD          |
| Pacé                       |              | DVD          | UMP          | UMP          | UDF          | UDF          | PS           | Centr.       | DVD          |
| Pleurtuit                  |              | DVD          | PS           | PS           | DVD          | RPR          | RPR          | DVG          | DVG          |
| Redon                      |              | UDI          | UDI          | DVD          | DVD          | UDF          | PS           | PS           | PR           |
| Rennes                     |              | PS           | PS           | PS           | PS           | PS           | PS           | PS           | PS           |
| Saint-Gilles               |              | DVG          | DVG          | DVG          | DVG          | DVG          | DVG          | DVD          | DVD          |
| Saint-Grégoire             |              | MoDem        | UDI          | UMP          | DVD          | DVD          | DVD          | DVD          | DVD          |
| Saint-Jacques-de-la-Lande  |              | PS           | PS           | PS           | PS           | PS           | PS           | PS           | PS           |
| Saint-Malo                 |              | LR           | DVD          | UMP          | UDF          | UDF          | UDF          | DVD          | PS           |
| Thorigné-Fouillard         |              | ECO          | PS           | PS           | PS           | PS           | PS           | DVD          | DVD          |
| Vern-sur-Seiche            |              | DVD          | PS           | PS           | PS           | PS           | DVG          | DVG          | DVG          |
| Vezin-le-Coquet            |              | DVG          | PS           | PS           | DVG          | SE           | SE           | SE           | SE           |
| Vitré                      |              | LR           | UDI          | UMP          | UDF          | UDF          | UDF          | UDF          | CDS          |

### Référendums
Référendum sur le traité établissant une constitution pour l'Europe
29 mai 2005
| OUI 240 067 (53,81 %) |  |  | NON 206 112 (46,19 %) |
| ▲                     |  |  |                       |

| - OUI : - + de 55 % - de 50 à 55 % - NON : - de 50 à 55 % - + de 55 % - Égalité |  | Si le oui l'emporte au niveau départemental, on peut remarquer que celui-ci est principalement cantonné aux grandes villes (Rennes et certaines de ses communes limitrophes, Saint-Malo et Dinard, Fougères, Redon ou Vitré) et à quelques chefs-lieux de canton. Le non est quant à lui majoritaire au nord (arrondissement de Saint-Malo sauf les deux cantons de Saint-Malo et celui de Dinard), à l'ouest (canton de Bécherel et Pays de Brocéliande) et au sud-ouest (arrondissement de Redon), dans des régions où l'agriculture et/ou la pêche occupent souvent une place prépondérante. |

Référendum sur le quinquennat présidentiel
24 septembre 2000
| OUI 121 571 (76,93 %) |  |  | NON 36 448 (23,07 %) |
| ▲                     |  |  |                      |

| - OUI : - + de 80 % - de 65 à 80 % - de 50 à 65 % - NON : - de 50 à 55 % |  | Le oui l'emporte largement lors de ce scrutin marqué par une forte abstention, il dépasse même les 80 % autour de Rennes et Redon. Il obtient son meilleur score à La Nouaye avec 91,11 %. Le non l'emporte seulement dans deux communes : Arbrissel (51,22 %) et Poilley (53,23 %). |

Référendum sur le traité de Maastricht
20 septembre 1992
| OUI 237 588 (62,76 %) |  |  | NON 140 987 (37,24 %) |
| ▲                     |  |  |                       |

| - OUI : - + de 70 % - de 60 à 70 % - de 50 à 60 % - NON : - de 50 à 60 % - + de 60 % - Égalité |  | Si le oui l'emporte à l'échelle départementale et dans l'ensemble des cantons, on remarque que celui-ci obtient ses meilleurs scores autour de Rennes (rassemblant ¾ des suffrages exprimés à Montgermont, Parthenay-de-Bretagne et Le Rheu) et une courte majorité dans des cantons ruraux, comme ceux du Sel-de-Bretagne, Pleine-Fougères, Louvigné-du-Désert et Châteauneuf, où il dépasse péniblement les 51 %. Le non est quant à lui majoritaire dans 42 communes et franchit la barre des 60 % dans 4 d'entre elles : Lillemer (69,11%), Saint-Georges-de-Gréhaigne (64,57 %), Trimer (61,43 %) et Saint-Thual (61,05 %). Enfin, dans cinq communes, l'égalité est parfaite. |

Référendum sur l'autodétermination de la Nouvelle-Calédonie
6 novembre 1988
| OUI 151 070 (85,45 %) |  |  | NON 25 724 (14,55 %) |
| ▲                     |  |  |                      |

| - OUI : - + de 90 % - de 80 à 90 % - de 70 à 80 % - - de 70 % |  | Marqué par une abstention élevée, ce référendum voit la victoire du oui dans l'ensemble des communes avec un résultat départemental supérieur au score national. Le oui dépasse les 90 % dans 24 communes tandis qu'il est sous la barre des 70 % dans 4 communes (Forges-la-Forêt, Saint-Malo-de-Phily, Saint-Thual et Trimer). |

Référendum sur l'élargissement de la CEE
23 avril 1972
| OUI 175 760 (78,60 %) |  |  | NON 47 852 (21,40 %) |
| ▲                     |  |  |                      |

| - OUI : - + de 90 % - de 80 à 90 % - de 70 à 80 % - de 60 à 70 % - de 50 à 60 % - NON : - de 50 à 60 % |  | Cette consultation référendaire est marquée par une victoire du oui au niveau départemental comme national. Le oui domine nettement à l'est et de manière plus éparse dans les secteurs de Redon et Montfort-sur-Meu. Le non l'emporte quant à lui dans quatre communes : Aubigné, dans le canton de Saint-Aubin-d'Aubigné, La Chapelle-aux-Filtzméens et Pleugueneuc dans celui de Tinténiac, et Trémeheuc, dans celui de Combourg. |

Référendum sur la réforme du Sénat et la régionalisation
27 avril 1969
| OUI 181 083 (58,89 %) |  |  | NON 126 386 (41,10 %) |
| ▲                     |  |  |                       |

| - OUI : - + de 80 % - de 70 à 80 % - de 60 à 70 % - de 50 à 60 % - NON : - de 50 à 60 % - + de 60 % |  | Si le oui l'emporte en Ille-et-Vilaine, ce référendum voit la victoire du non au niveau national. Dans le département, le non est majoritaire dans 35 communes principalement situées dans les arrondissements de Rennes et Saint-Malo. Il dépasse les 60 % dans cinq communes (Pleugueneuc, Rimou, Sains, Saint-Médard-sur-Ille et Trémeheuc) et même les 70 % à La Chapelle-aux-Filtzméens. Quant au oui, il obtient ses meilleurs scores dans les cantons de Fougères-Nord, Argentré-du-Plessis et La Guerche à l'est, dans le secteur de Montfort et Montauban à l'ouest et dans les cantons de Maure-de-Bretagne, Pipriac et du Grand-Fougeray au sud. |

Référendum sur l'élection au suffrage universel du président de la République
28 octobre 1962
| OUI 228 300 (77,94 %) |  |  | NON 64 620 (22,06 %) |
| ▲                     |  |  |                      |

Référendum sur l'autodétermination en Algérie
8 janvier 1961
| OUI 250 959 (85,94 %) |  |  | NON 41 067 (14,06 %) |
| ▲                     |  |  |                      |

Référendum constitutionnel de 1958
28 septembre 1958
| OUI 272 508 (87,37 %) |  |  | NON 39 377 (12,63 %) |
| ▲                     |  |  |                      |

Référendum constitutionnel d'octobre 1946
13 octobre 1946
| OUI 120 004 (54,51 %) |  |  | NON 100 153 (45,49 %) |
| ▲                     |  |  |                       |

Référendum constitutionnel de mai 1946
5 mai 1946
| NON 188 035 (65,43 %) |  |  | OUI 99 341 (34,57 %) |
| ▲                     |  |  |                      |

Référendum constitutionnel de 1945
21 octobre 1945
| OUI 256 673 (97,90 %) |  |  | NON 5 516 (2,10 %) |
| ▲                     |  |  |                    |

| OUI 207 356 (79,22 %) |  |  | NON 54 394 (20,78 %) |
| ▲                     |  |  |                      |

Plébiscite national sur le rétablissement de l'Empire
21 et 22 novembre 1852
| OUI 109 154 (98,78 %) |  |  | NON 1 351 (1,22 %) |
| ▲                     |  |  |                    |

Plébiscite national ratifiant le coup d'État du 2 décembre 1851
20 et 21 décembre 1851
| OUI 71 729 (95,19 %) |  |  | NON 3 622 (4,81 %) |
| ▲                    |  |  |                    |